# Умершие в июле 2020 года
Это список известных людей, соответствующих установленным критериям значимости (см. Википедия:Критерии значимости персоналий), умерших в июле 2020 года.
Причина смерти указывается лишь в исключительных случаях (убийство, самоубийство, гибель в результате военных действий, смертная казнь, ДТП или несчастные случаи). В остальных случаях — не указывается.

## 31 июля

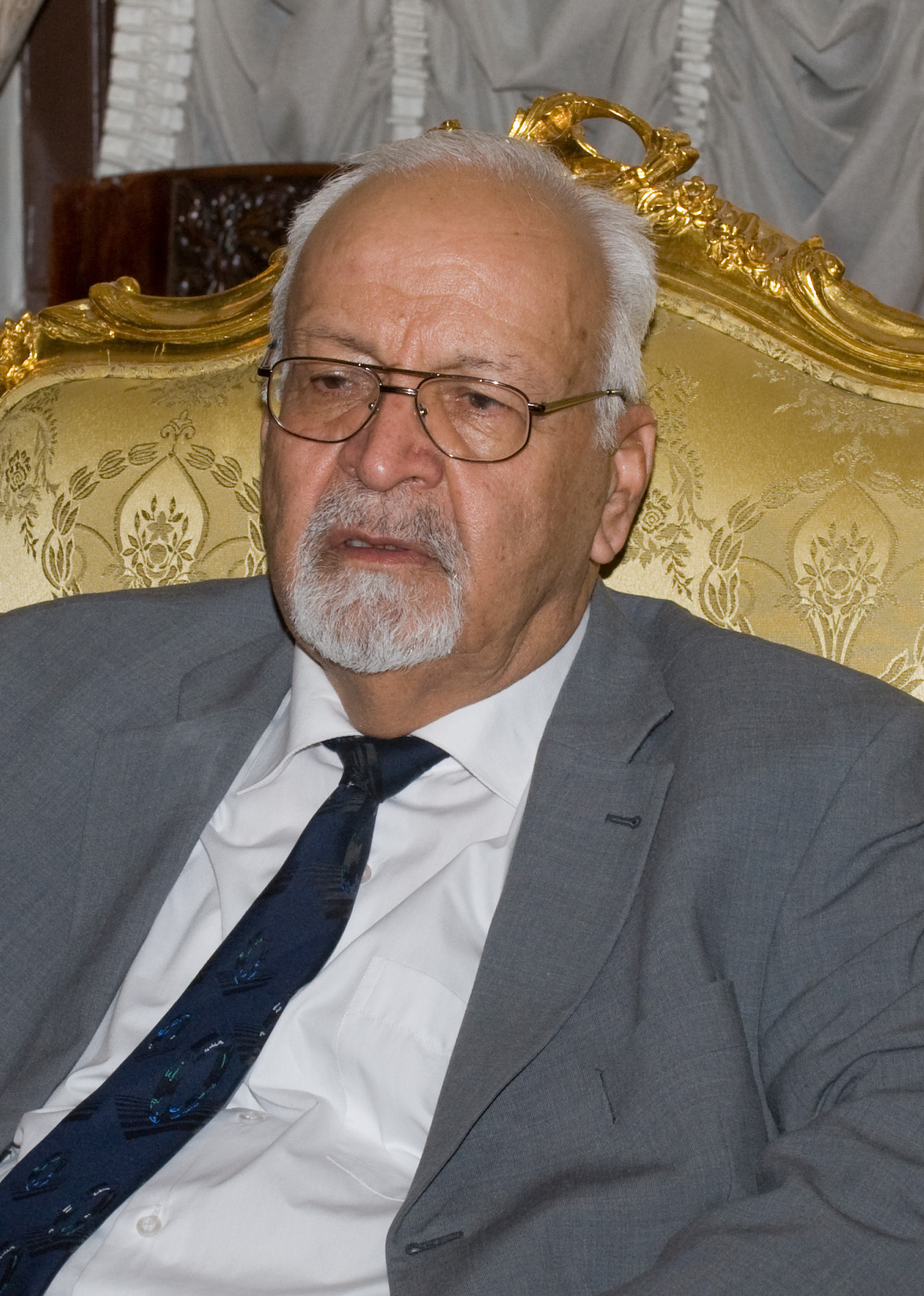
Сулейман Лаек

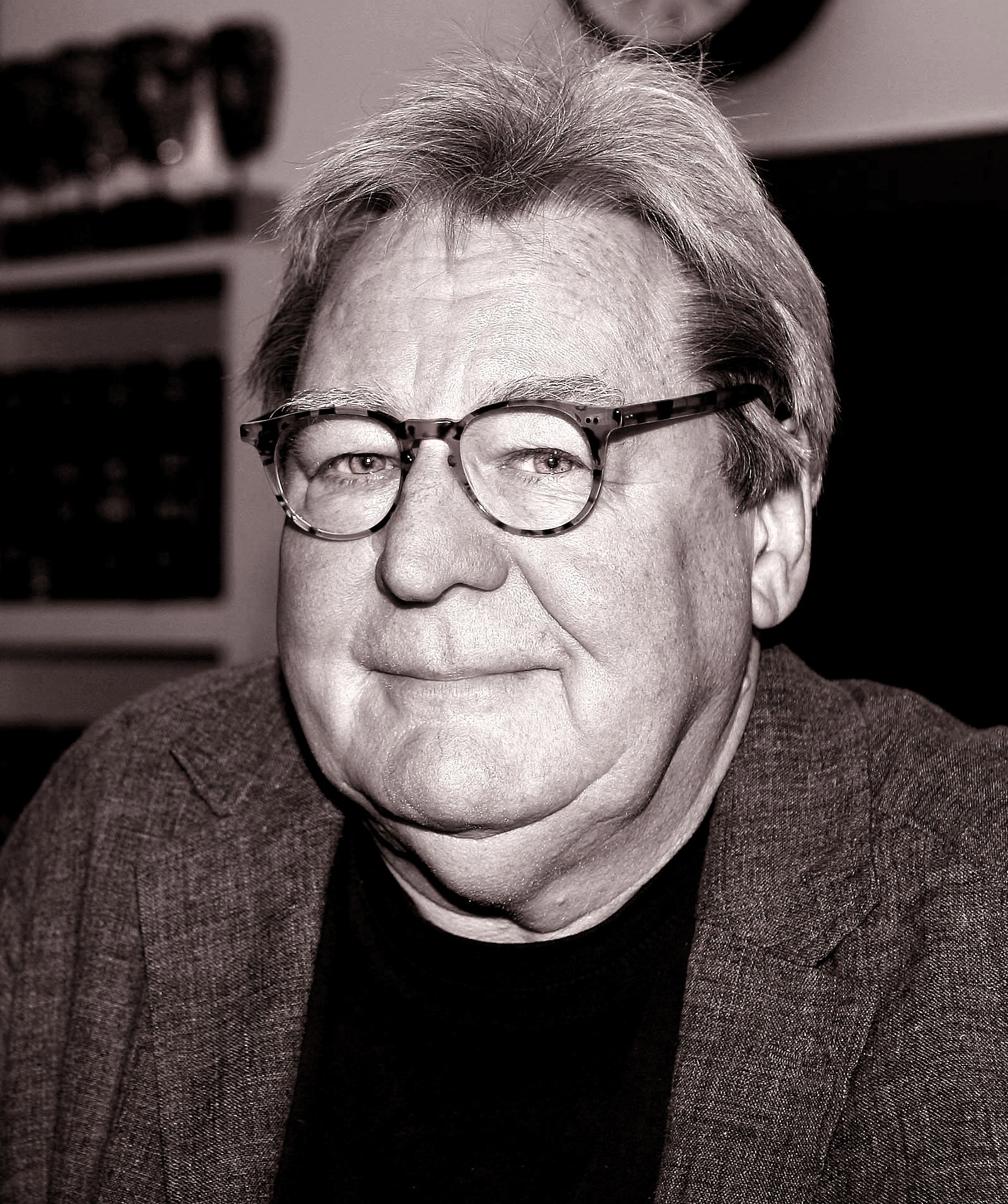
Алан Паркер

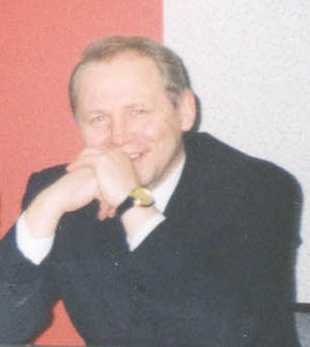
Юрий Савенко

- Вайс, Рут (92) — американская поэтесса[1].
- Гейл, Майк (70) — американский профессиональный баскетболист, чемпион АБА в сезоне 1973/74 в составе команды «Нью-Йорк Нетс»[2].
- Елеукенов, Шериаздан Рустемович (90) — советский и казахский учёный, директор Института литературы и искусства им. М. О. Ауэзова (1986—1988)[3].
- Ерниязов, Муса Тажетдинович (72) — советский и узбекский государственный деятель, председатель Жокаргы Кенеса Республики Каракалпакстан (с 2002 года)[4].
- Живкович, Миодраг (92) — сербский и югославский скульптор-монументалист[5].
- Зайфрид, Мечислав (97) — польский государственный деятель, министр связи (1969—1976, 1977—1981)[6].
- Зыков, Иван Григорьевич (83) — советский и российский агроэколог, доктор сельскохозяйственных наук, профессор, заслуженный деятель науки Российской Федерации, сотрудник ФНЦ агроэкологии РАН[7].
- Ибрагимов, Гайнислам Давлетбаевич (52) — российский башкирский языковед-тюрколог, писатель и литературный переводчик[8].
- Кандасами, Са (80) — индийский писатель[9].
- Лаек, Сулейман (90) — афганский поэт и государственный деятель, министр по делам народностей и племён (1981—1989), по делам границ (1989—1990)[10].
- Лапуж, Жиль (96) — французский писатель, лауреат премии «Фемина» за эссе (2007)[11].
- Леаль, Эусебио (77) — кубинский историк[12].
- Лоес, Дилма (70) — бразильская актриса[13].
- Мак, Билл (88) — американский автор песен, лауреат премии «Грэмми» за лучшую кантри-песню (1997)[14].
- Махмутов, Анас Хусаинович (90) — советский и российский экономист, доктор экономических наук (1982), профессор (1984), заслуженный деятель науки РСФСР (1990)[15].
- Недорост, Йозеф (64) — чешский киноактёр[16].
- Паркер, Алан (76) — британский кинорежиссёр и киносценарист[17].
- Савенко, Юрий Алексеевич (59) — российский государственный деятель, мэр Калининграда (1998—2007), депутат Государственной думы (2007—2011)[18].
- Савольский, Игорь Сергеевич (77) — российский дипломат, Чрезвычайный и Полномочный Посол России в Чехии (2000—2004) и в Венгрии (2006—2009)[19].
- Татав, Стефен (57) — камерунский футболист, игрок национальной сборной[20].
- Торреальдай, Жоан Мари (77) — испанский писатель[21].
- Трефилов, Владислав Васильевич (67) — российский поэт, литературный критик и краевед[22].
- Хуэйри, Жослин (64) — ливанская фалангистка, участница Гражданской войны[23].

## 30 июля

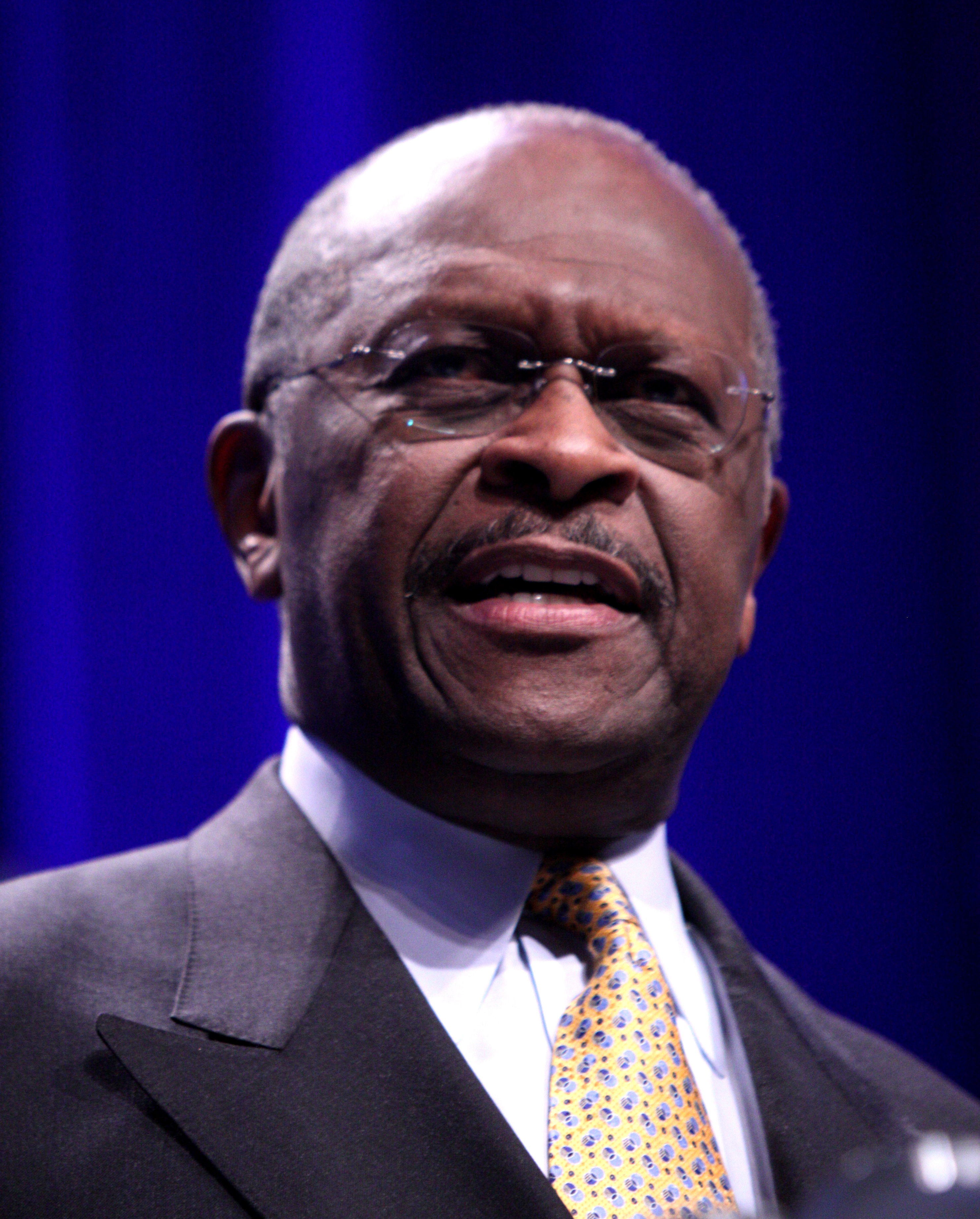
Херман Кейн

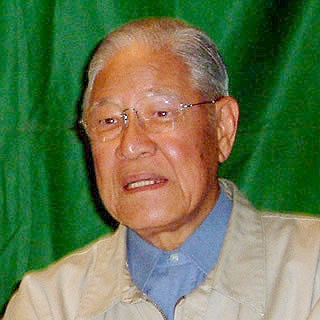
Ли Дэнхуэй

- Аттаев, Анатолий Мухажирович (88) — советский и российский режиссёр, кинооператор, сценарист[24].
- Батырбеков, Еркеш Оразаевич — казахстанский биохимик, доктор химических наук, профессор[25].
- Берг, Карен (77) — израильская каббалистка, основатель Международного центра Каббалы, писательница[26]..
- Бисхёйвел, Мартин (81) — нидерландский писатель[27].
- Воронина, Оксана Викторовна (52) — украинская актриса[28].
- Гриони, Пино (88) — итальянский художник и скульптор[29].
- Есенжолова, Сагила Абдрахмановна (78) — советский казахстанский передовик сельскохозяйственного производства, доярка, бригадир совхоза имени Кирова Целиноградского района Целиноградской области Казахской ССР. Герой Социалистического Труда[30].
- Кейн, Херман (74) — американский бизнесмен и политик-республиканец[31].
- Кутузов, Иван (64) — болгарский художник-карикатурист[32].
- Ли Дэнхуэй (97) — тайваньский государственный деятель, президент (1988—2000)[33].
- Мурали, Анил (56) — индийский актёр[34][35].
- Роуз, Ноэль (92) — американский иммунолог и молекулярный биолог, первопроходец в области аутоиммунных заболеваний[36].
- Рошман, Лионель (92) — французский актёр, музыкант и писатель[37].
- Скальский, Юрий Петрович (88) — советский и российский писатель и журналист, заслуженный работник культуры Российской Федерации (1996) (о смерти объявлено в этот день)[38] .

## 29 июля

Аип Росиди

- Букваревич, Салько (53) — боснийский государственный деятель, министр по делам ветеранов Боснии и Герцеговины[39].
- Вагнер, Хайнц Георг (81) — немецкий химикофизик[40].
- Дивангулиев, Худайберди (79) — советский и туркменский писатель[41].
- Кернан, Джозеф (74) — американский бизнесмен и государственный деятель, губернатор Индианы (2003—2005)[42].
- Кинугаса, Митио — японский композитор[43].
- Кретов, Анатолий Алексеевич (72) — российский государственный деятель, мэр города Губкина Белгородской области (1996—2019)[44].
- Лэнгли, Гарольд (95) — американский историк[45].
- Пинто, Эрнан (67) — чилийский политический деятель, мэр Вальпараисо (1990—1992, 1992—2004)[46].
- Расткеленян, Торос (85) — французский скульптор[47].
- Росиди, Аип (82) — индонезийский поэт, прозаик, литературный критик[48].
- Рустембеков, Акмурза Исаевич (64) — казахстанский архитектор, президент Союза архитекторов Казахстана, почётный член Союза архитекторов России[49].
- Сидибе, Балла (78) — сенегальский музыкант, соучредитель группы Orchestra Baobab[50].
- Тодде, Джорджо (68) — итальянский писатель, автор детективных романов[51].
- Трипольский, Рувин Израйлевич (73) — советский и российский учёный, доктор философских наук (1996), профессор (1997), ректор МАГУ (2000—2008)[52].
- Федюкин, Анатолий Викторович (68) — советский гандболист и тренер, чемпион летних Олимпийских игр в Монреале (1976), чемпион мира (1982), заслуженный мастер спорта (1976), заслуженный тренер СССР[53].
- Шаландон, Альбен (100) — французский государственный деятель, министр юстиции Франции (1986—1988)[54].
- Шири, Перенс (65) — зимбабвийский военный и государственный деятель, командующий военно-воздушными силами Зимбабве (1992—2017), министр сельского хозяйства Зимбабве[55].
- Яркевич, Игорь Геннадьевич (57) — советский и российский писатель[56].

## 28 июля

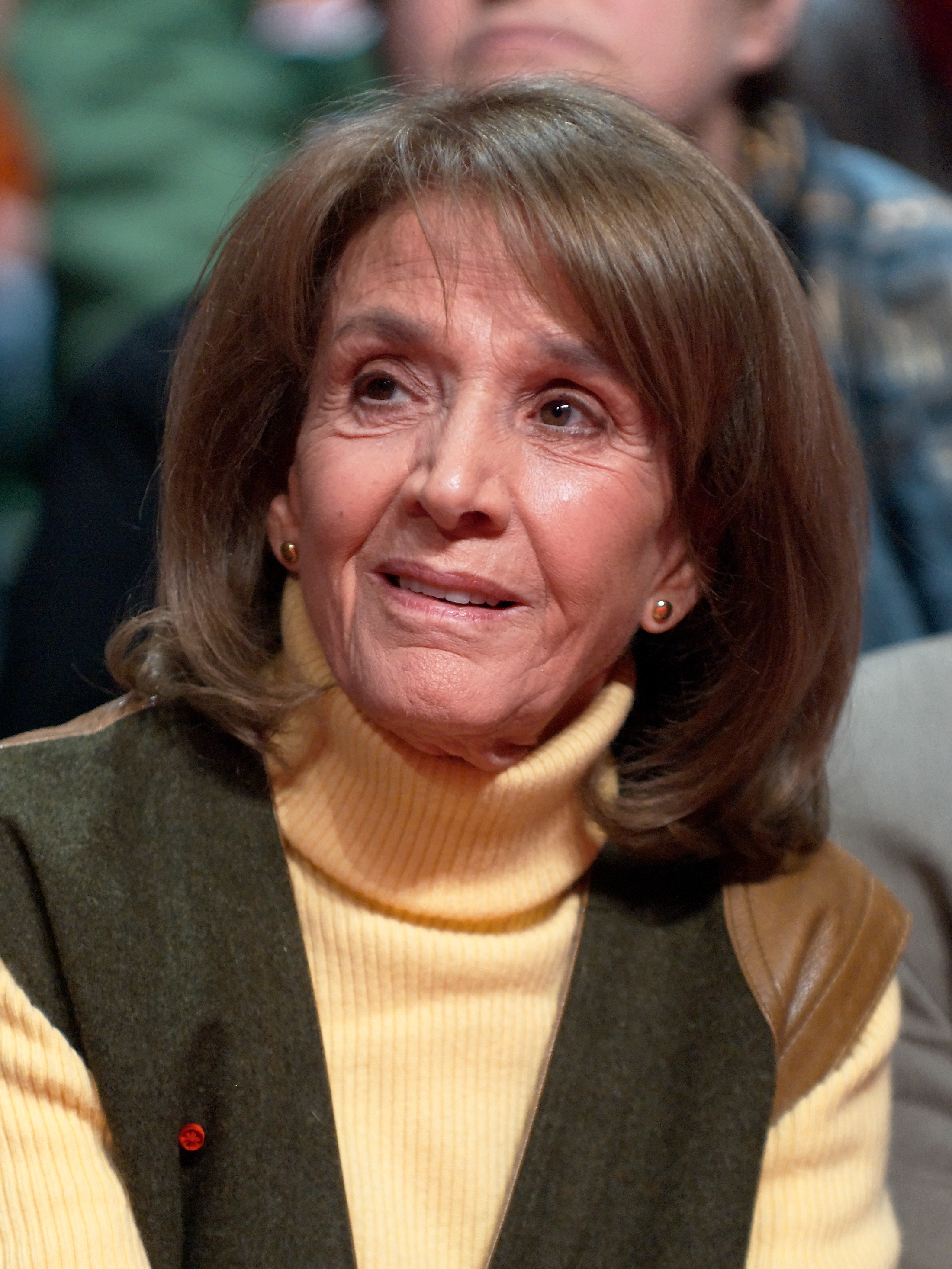
Жизель Халими

- Аксинин, Александр Тимофеевич (65) — советский легкоатлет, чемпион летних Олимпийских игр в Москве (1980) в эстафете 4×100 м[57].
- Аль-Машали, Мохаммед (76) — египетский врач и благотворитель[58].
- Арсланов, Леонид Шайсултанович (87) — советский и российский языковед-тюрколог, доктор филологических наук (1983), профессор кафедры татарского языка Казанского университета (1985)[59].
- Балавинг, Джунри (27) — филиппинец, самый низкорослый (59,93 см) из живущих людей в мире (с 2015 года)[60]
- Баррос, Ренату (76) — бразильский композитор, певец и гитарист[61].
- Выгон, Соломон Львович (82) — советский и российский журналист и писатель[62].
- Гарсия Ферреро, Хосе Луис (90) — испанский государственный деятель, министр сельского хозяйства, рыболовства и продовольствия (1982)[63].
- Даутов, Кадыркул (82) — советский и киргизский прозаик, народный писатель Кыргызской Республики[64].
- Дуамбеков, Мусагали Сарсенбаевич (59) — казахстанский эколог и общественный деятель[65].
- Йонссон, Гисли Рунар (67) — исландский актёр[66][67].
- Кароссино, Анджело (91) — итальянский политический деятель, депутат Европейского парламента (1979—1989), президент Лигурии (1975—1979)[68].
- Конечный, Ежи (69) — польский государственный деятель, начальник Управления охраны государства (1992—1993), министр внутренних дел (1995—1996)[69].
- Кумкум (86) — индийская актриса[70][71].
- Кучера, Станислав Роберт (92) — польский, советский и российский синолог, доктор исторических наук (1981), профессор[72].
- Локсли, Джон (77) — канадский экономист[73].
- Николози, Рон (62) — американский актёр[74].
- Рао, Рави Кондала (88) — индийский актёр[75].
- Сенков, Сергей Евгеньевич (67) — российский пианист, декан фортепианного факультета, профессор кафедры специального фортепиано РАМ имени Гнесиных[76].
- Фабрик, Бент (95) — датский композитор и пианист[77].
- Халими, Жизель (93) — французский адвокат, борец за права женщин[78].
- Шарипов, Руслан (53) — узбекский музыкант, исполнитель и композитор, заслуженный артист Узбекистана[79].

## 27 июля

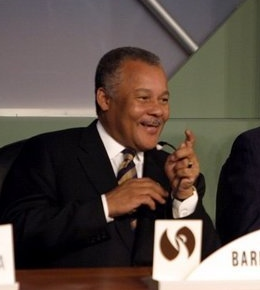
Оуэн Артур

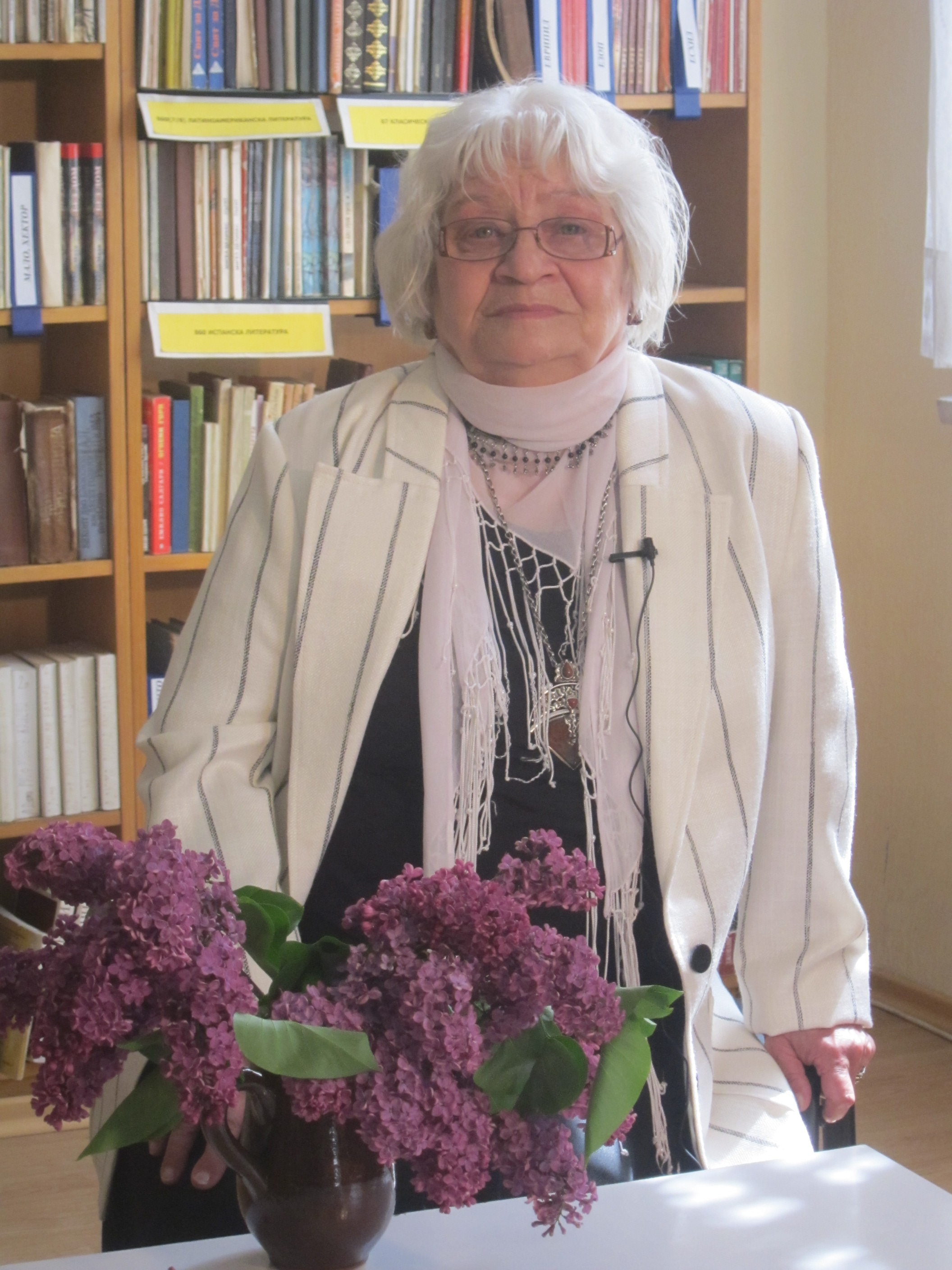
Кина Кыдрева

- Артур, Оуэн (70) — барбадосский государственный деятель, премьер-министр (1994—2008)[80].
- Баландите, Гражина (83) — советская и литовская актриса, артистка Каунасского драмтеатра (1956—1957 и с 1958), народная артистка Литовской ССР (1987)[81].
- Джонсон, Дениз (56) — британская певица (Primal Scream)[82] Архивная копия от 28 июля 2020 на Wayback Machine  (недоступная ссылка)</ref>.
- Ковач, Магда (79) — венгерский политический деятель, депутат Европейского парламента (2004—2009)[83].
- Кыдрева, Кина (88) — болгарская детская писательница[84].
- Малик, Мухаммад Асад (78) — пакистанский игрок в хоккей на траве, чемпион летних Олимпийских игр в Мехико (1968); ДТП[85].
- Маллен, Бекки (56) — американская актриса[86][87].
- Маринеску, Камил (55) — румынский дирижёр[88].
- Немодрук, Алла Маратовна (71) — российский театральный деятель, основательница фестиваля «Летние балетные сезоны»[89] Архивная копия от 28 июля 2020 на Wayback Machine  (недоступная ссылка)</ref>.
- Рашид, Гарун Хашим (93) — палестинский поэт[90].
- Скопечек, Ян (94) — чешский актёр и сценарист[91].
- Таха, Халил (88) — ливанский борец греко-римского стиля, бронзовый призёр летних Олимпийских игр в Хельсинки (1952)[92].
- Тедески, Джанрико (100) — итальянский актёр[93][94].
- Тошич, Йован (55) — сербский спортсмен и международный арбитр по пулевой стрельбе[95].
- Швецов, Владимир Александрович (72) — советский и российский тренер по борьбе, заслуженный тренер РСФСР (1986)[96].
- Элио Чавес, Марсело (54) — боливийский политический деятель, председатель Многонациональнго законодательного собрания Боливии (2014—2015)[97].

## 26 июля

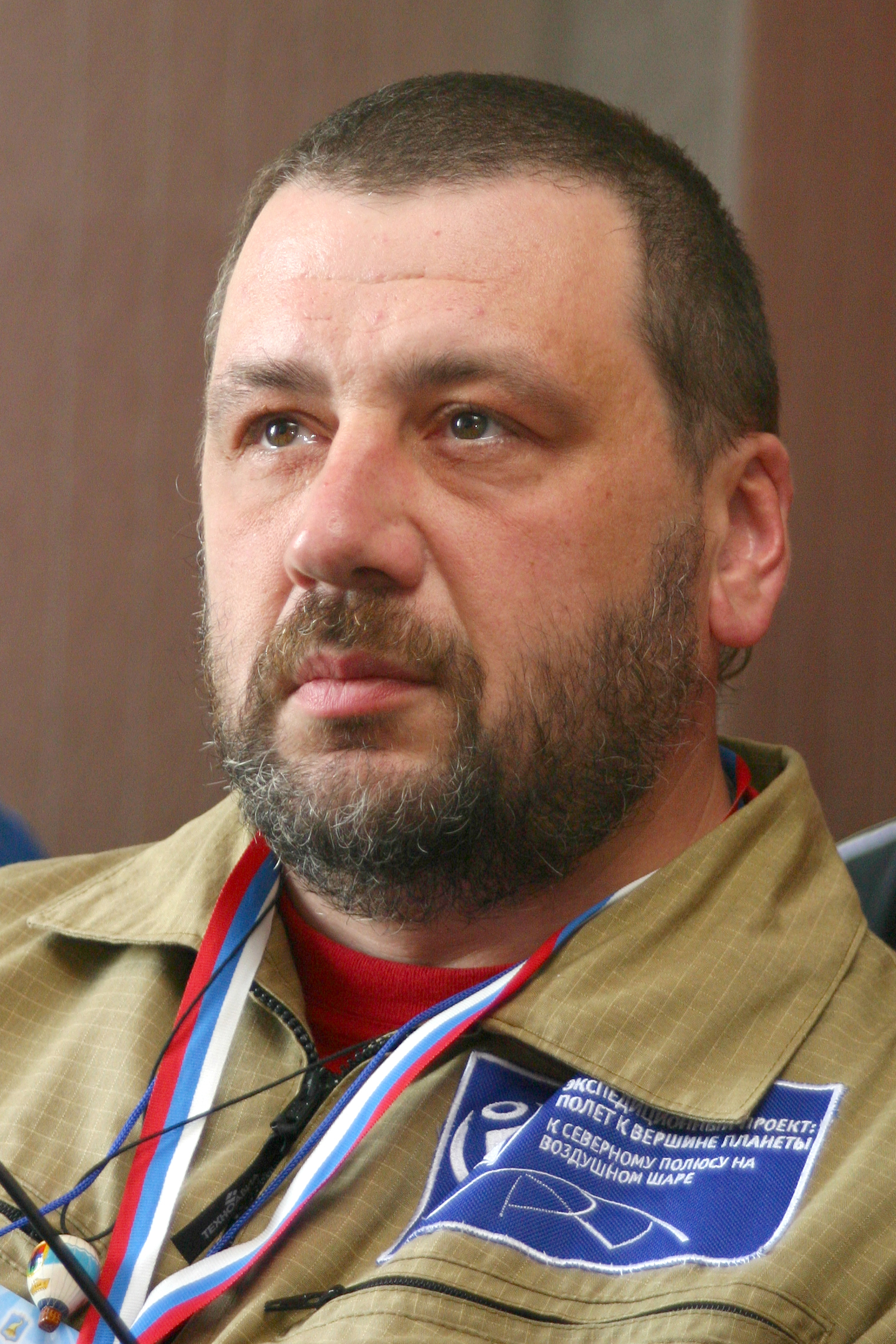
Станислав Фёдоров

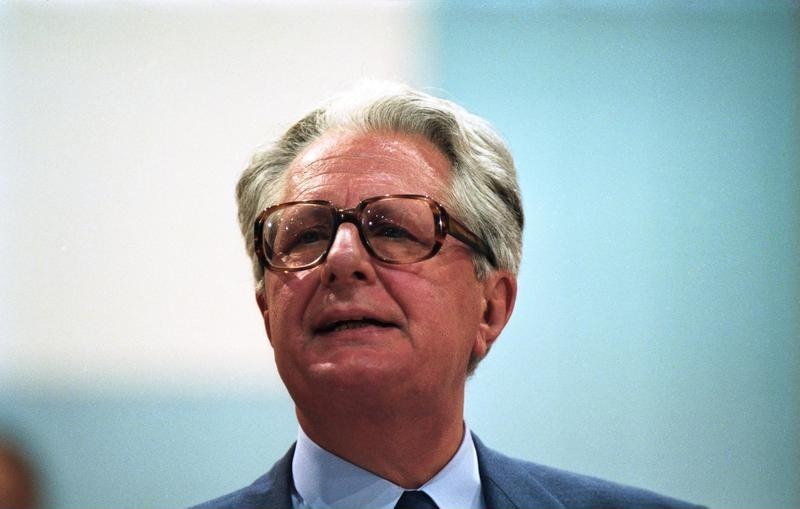
Ханс-Йохен Фогель

- Берри, Ричард Стивен (89) — американский профессор физической химии[98].
- Бообеков, Качкынбай Джетыбаевич (82) — советский и киргизский юрист, председатель Верховного суда Республики Кыргызстан (1991—1995)[99].
- Джаннотти, Клаудия (83) — итальянская актриса[100].
- Инглиш, Уильям (91) — американский инженер, один из изобретателей компьютерной мыши[101].
- Кашё, Ален (72) — французский политический деятель, депутат Национального собрания (1997—2002, 2007—2012)[102].
- Кузнецов, Николай Матвеевич (80) — советский и российский поэт[103].
- Лутген, Ги (84) — бельгийский политический деятель, сенатор (1977—1995)[104].
- Манделл, Майкл — американский актёр[105][106] (о смерти объявлено в этот день).
- Нукин, Кадыр Тлеубергенович (79) — казахстанский спортивный функционер, президент федерации санного спорта и лыжного двоеборья Казахстана[107].
- Серраима, Льюис (89) — испанский каталонский писатель[108].
- Сибинович, Миодраг (82) — сербский литературовед[109].
- Уикс, Джон (79) — американский экономист[110].
- Фёдоров, Станислав Владимирович (51) — российский спортсмен-воздухоплаватель, конструктор аэростатических воздушных судов[111].
- Фиске, Элисон (76) — британская актриса[112].
- Фогель, Ханс-Йохен (94) — государственный деятель ФРГ, федеральный министр юстиции (1974—1981), председатель СДПГ (1987—1991)[113] Архивная копия от 26 июля 2020 на Wayback Machine  (недоступная ссылка)</ref>.
- Фрутос, Франсиско (80) — испанский политический деятель, генеральный секретарь Коммунистической партии Испании (1998—2009)[114].

## 25 июля

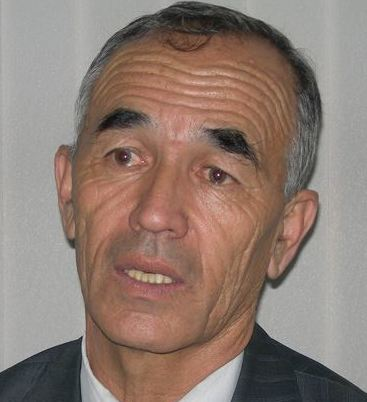
Азимжан Аскаров

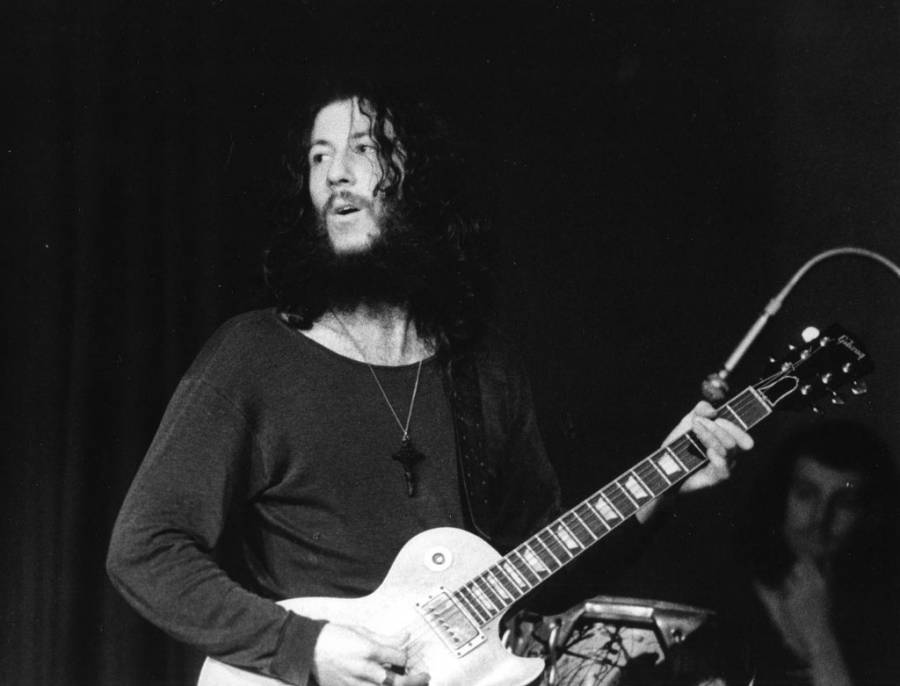
Питер Грин

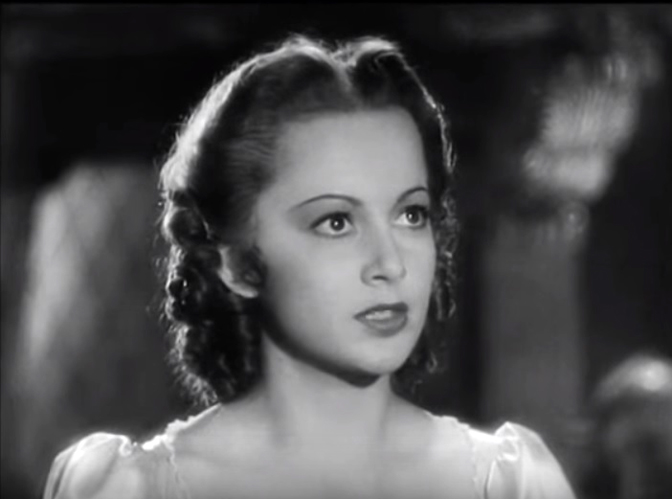
Оливия Де Хэвилленд

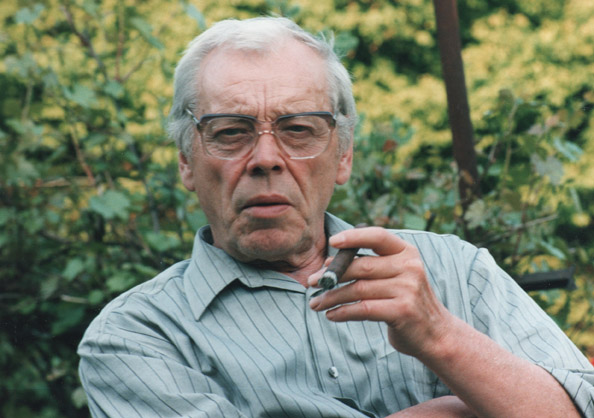
Бернард Ладыш

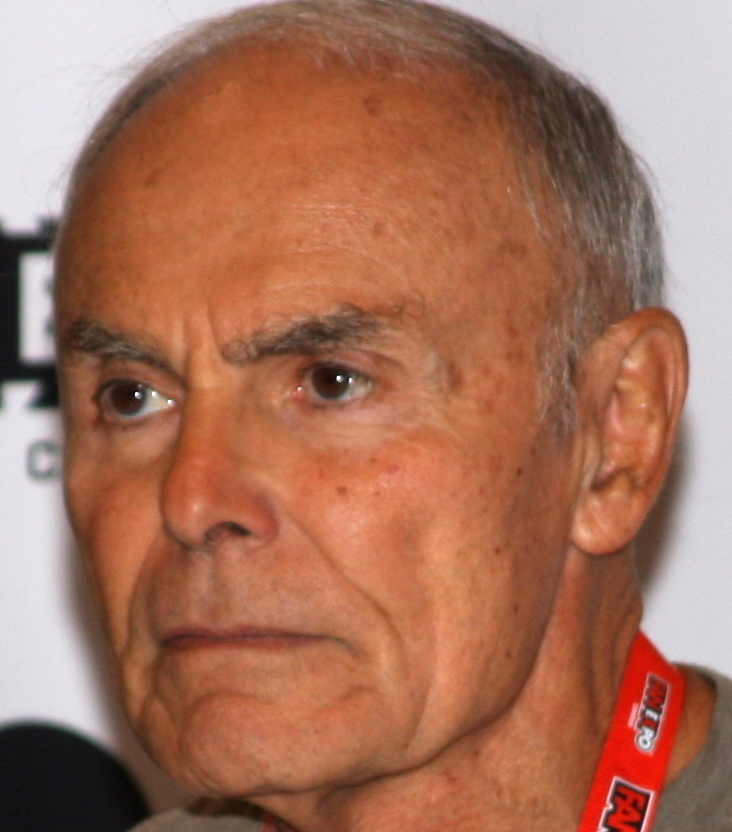
Джон Сэксон

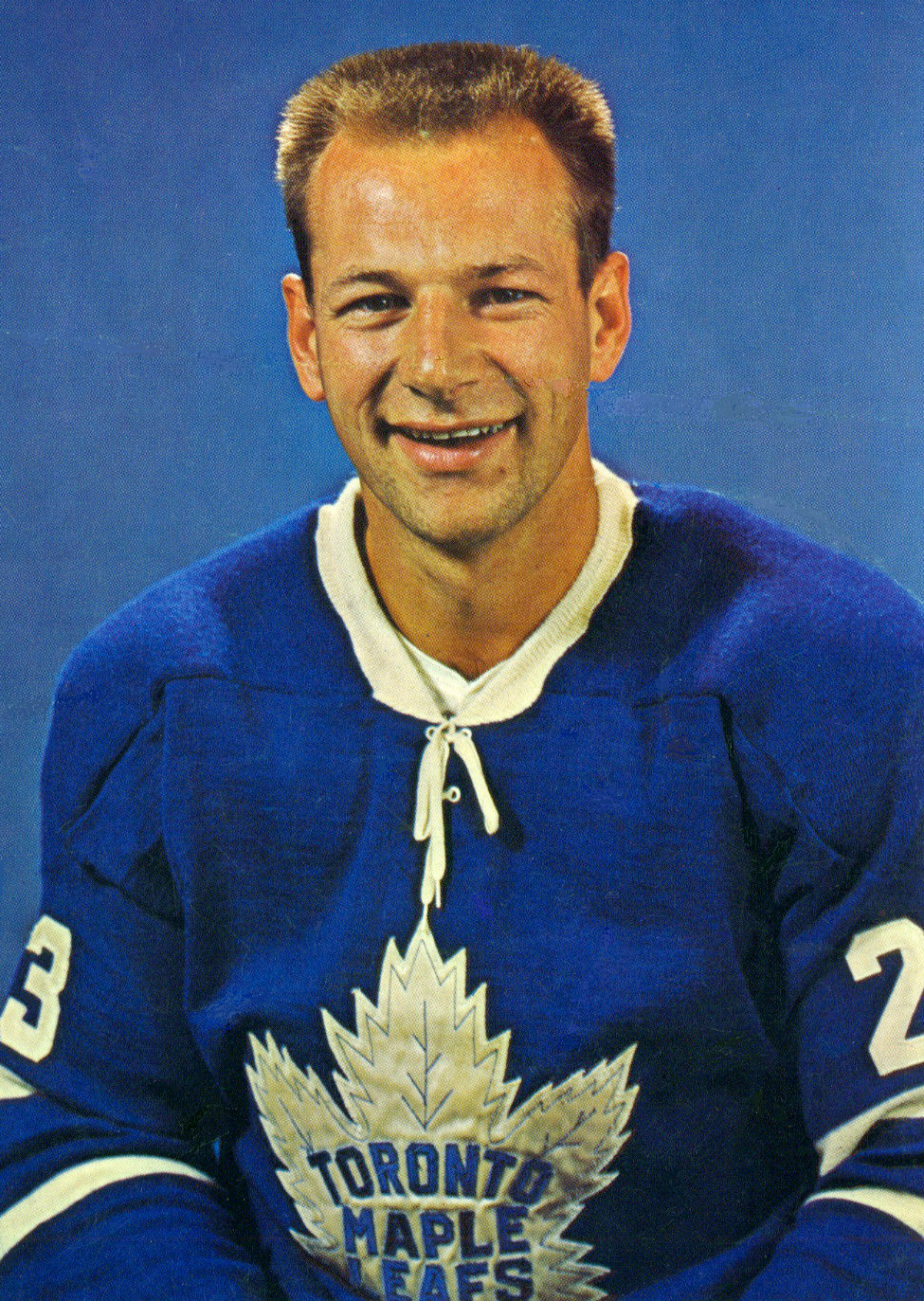
Эдди Шэк

- Аскаров, Азимжан (69) — киргизский журналист и правозащитник[115].
- Бёмова, Божена (95) — чехословацкая и чешская актриса[116][117].
- Буэн, Жан (71) — французский футболист («Ланс», «Реймс»)[118].
- Василевич, Властимир (63) — югославский и сербский волейболист, арбитр и тренер по волейболу[119].
- Вудс, Хелен (96) — американская тромбонистка[120].
- Грин, Питер (73) — британский блюз-роковый гитарист, основатель группы Fleetwood Mac[121].
- Де Хэвилленд, Оливия (104) — франко-англо-американская актриса, двукратный обладатель премии «Оскар» (1947, 1950)[122].
- Исава-Фонсека, Флор (99) — венесуэльская спортсменка, спортивный и общественный деятель[123].
- Кристенсен, Могенс (90) — норвежский саночник, участник зимних Олимпийских игр в Инсбруке (1976)[124].
- Ладыш, Бернард (98) — польский оперный певец (бас) и киноактёр[125].
- Ли, Кристофер Пол (70) — британский музыкант и писатель[126].
- Мажейков, Василий Сергеевич (70) — советский тяжелоатлет, чемпион СССР (1975), серебряный призёр чемпионата Европы и мира (1975)[127].
- Мачератини, Джулио (82) — итальянский политик, депутат Европейского парламента (1988)[128].
- Миленкович, Божидар (66) — югославский футболист и футбольный тренер[129].
- Онешко, Виктор Фёдорович (72) — российский скульптор, профессор кафедры монументально-декоративной скульптуры Академии Штиглица[130].
- Руис, Турибио (89) — бразильский актёр[131][132].
- Сагадиев, Кенжегали Абенович (82) — казахстанский экономист и государственный деятель, академик (1994) и президент (1994—1996) НАН Казахстана[133].
- Стирати, Лючано Фабио (97) — итальянский политический деятель, сенатор (1963—1968, 1972—1976)[134].
- Сэксон, Джон (83) — американский актёр[135].
- Шэк, Эдди (83) — канадский хоккеист, четырёхкратный обладатель Кубка Стэнли в составе «Торонто Мейпл Лифс»[136].
- Энди Картрайт (29) — украинский и российский рэпер и баттл-рэпер; убит[137].

## 24 июля

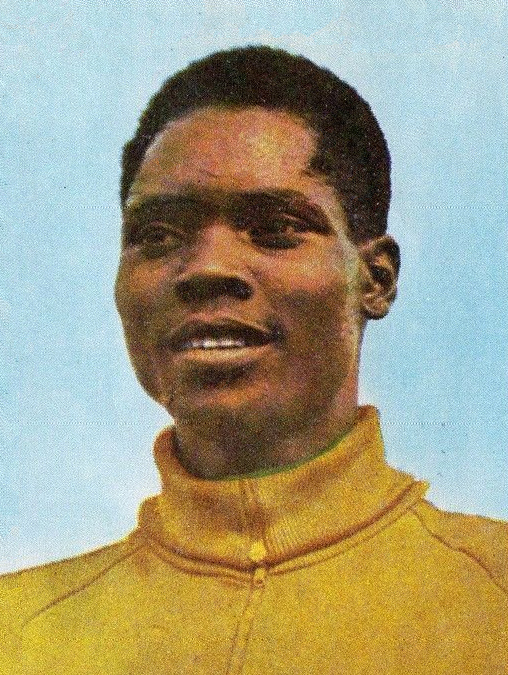
Бен Джипчо

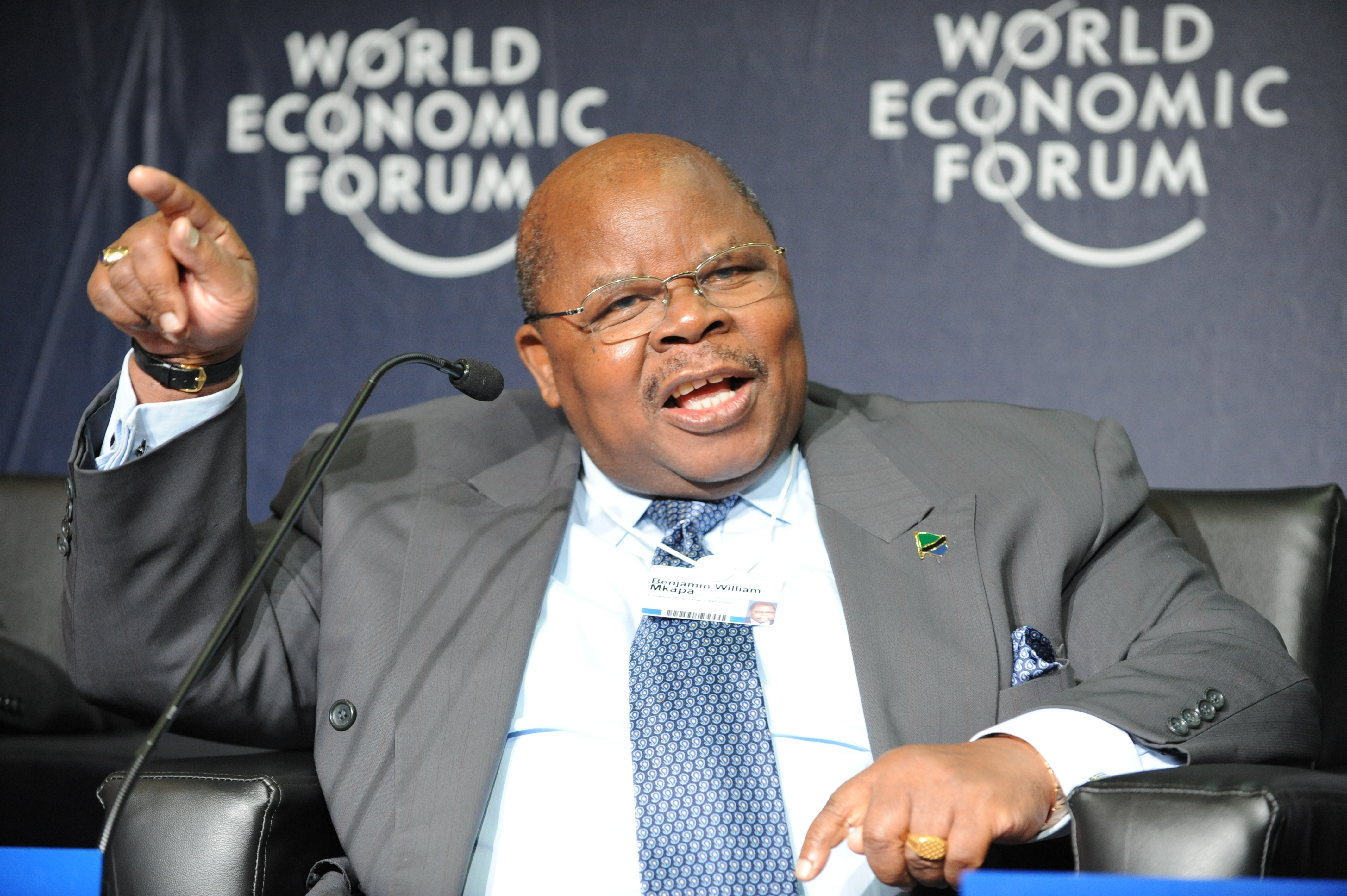
Бенджамин Мкапа

- Алёшин, Сергей Дмитриевич (89) — советский государственный деятель, заместитель министра торговли СССР (1975—1991)[138].
- Андреева, Нина Александровна (81) — советский и российский политический деятель, генеральный секретарь ЦК Всесоюзной коммунистической партии большевиков (с 1991 года)[139].
- Босолей, Клод (71) — канадский писатель и поэт[140].
- Бухтела, Ондржей (20) — чешский хоккеист[141].
- Веррокен, Ян (103) — бельгийский политический деятель, депутат Европейского парламента (1979—1984)[142].
- Габод, Жан-Марк (92) — французский философ[143].
- Голубев, Владимир Николаевич (82) — российский гляциолог, доктор географических наук (1992), сотрудник НИЛ снежных лавин и селей географического факультета МГУ[144].
- Джипчо, Бен (77) — кенийский легкоатлет, серебряный призёр летних Олимпийских игр в Мюнхене (1972)[145] Архивная копия от 25 июля 2020 на Wayback Machine  (недоступная ссылка)</ref>.
- Кальвези, Маурицио (92) — итальянский литературный критик, историк литературы и эссеист[146].
- Касимов, Энвиль Владимирович (59) — российский художник и журналист[147].
- Мкапа, Бенджамин (81) — танзанийский государственный деятель, президент (1995—2005)[148].
- Пайхама, Кунди (75) — ангольский государственный деятель, министр обороны (1999—2010)[149].
- Пламмер, Уорд (79) — американский физик, член Национальной академии наук США (2006) и Американской академии искусств и наук (2014)[150].
- Ричардсон, Назим (56) — американский тренер по боксу[151].
- Розенфельд, Лотти (77) — чилийская художница[152].
- Филбин, Реджис (88) — американский актёр и телеведущий[153].
- Шанкар, Амала (101) — индийская танцовщица и актриса[154].
- Юков, Алексей Геннадьевич (60) — советский боксёр, бронзовый призёр чемпионата СССР в Москве (1983)[155].

## 23 июля

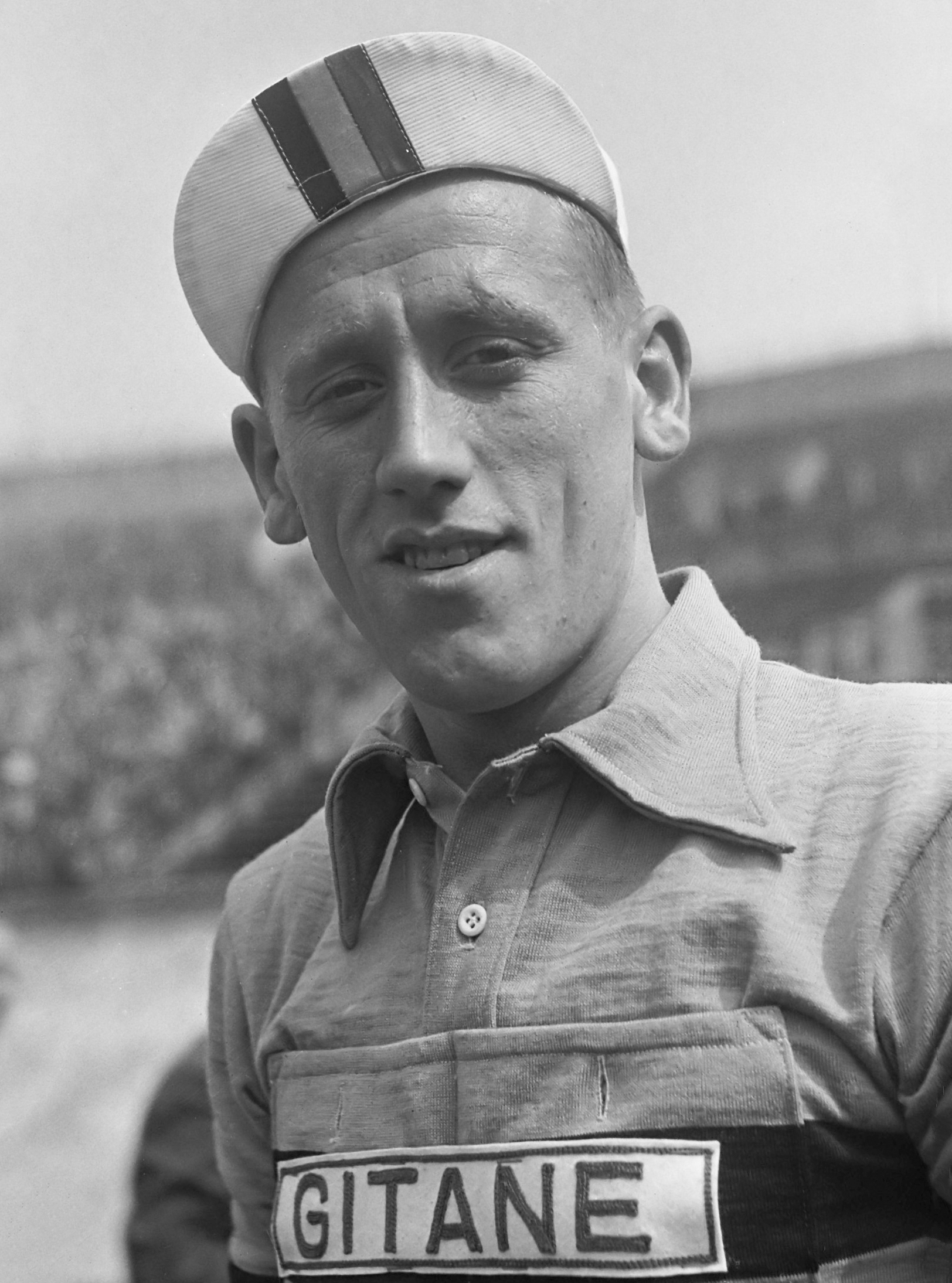
Жан Бранкар

- Адамс, Майкл Скотт (55) — американский журналист, писатель и профессор криминалистики Университета Северной Каролины в Уилмингтоне; самоубийство[156].
- Белялов, Олег Вячеславович (59) — казахстанский режиссёр-документалист[157].
- Бешиши, Ламин (92) — алжирский государственный деятель, министр связи (1995)[158].
- Бранкар, Жан (90) — бельгийский велогонщик, бронзовый призёр чемпионата мира по трековым велогонкам в Амстердаме (1959)[159].
- Бриджани, Хасан (59) — шведский актёр[160][161].
- Ван Гаррел, Бетти (81) — нидерландская журналистка и писательница[162].
- Добрецов, Геннадий Евгеньевич (79) — российский биофизик, член-корреспондент РАМН (1997—2014), член-корреспондент РАН (2014)[163].
- Кониси, Марк (87) — японский и американский нейробиолог, член Национальной академии наук США (1985)[164].
- Нунан, Жаклин (91) — американский кардиолог-педиатр[165].
- Омуров, Кубандык Абдыкадырович (69 или 70) — киргизский театральный художник, заслуженный деятель искусств Кыргызской Республики[166].
- Раммо, Лейда (96) — советская и эстонская актриса[167].
- Рикардо, Сержио (88) — бразильский кинорежиссёр и композитор[168].
- Рустамова, Тамилла Саид гызы (83) — азербайджанская актриса и пианистка[169].
- Рябихин, Александр Алексеевич (71) — советский и российский поэт[170].
- Сассоне-Корси, Паоло (64) — итальянский молекулярный биолог[171].
- Скотт, Жаклин (89) — американская киноактриса[172].
- Соник, Доминик (55) — французский певец[173].
- Уилер, Стюарт (85) — британский финансист и партийный деятель, основатель IG Group[англ.] (1974), казначей Партии независимости Соединённого Королевства (2011—2014)[174].
- Фархи, Эммануэль (41) — французский экономист, профессор Гарвардского университета[175].
- Хосон, Томас Нориэль (72) — филиппинский государственный деятель, губернатор провинции Нуэва-Эсиха (1992—1995, 1998—2007)[176].
- Хубиев, Назир Ахияевич (86) — советский и российский карачаевский поэт[177].
- Щербаков, Владимир Николаевич (67) — российский художник-график[178].

## 22 июля

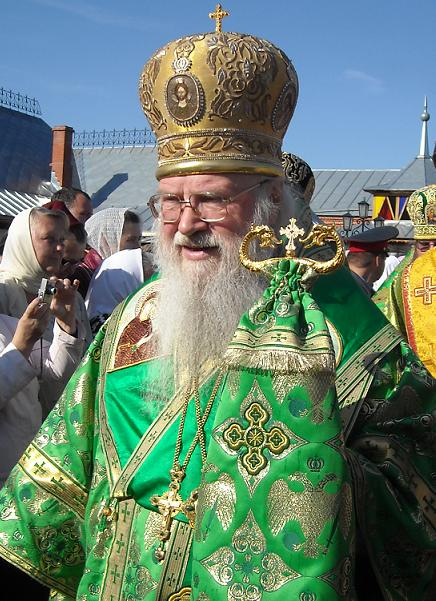
Евлогий (Смирнов)

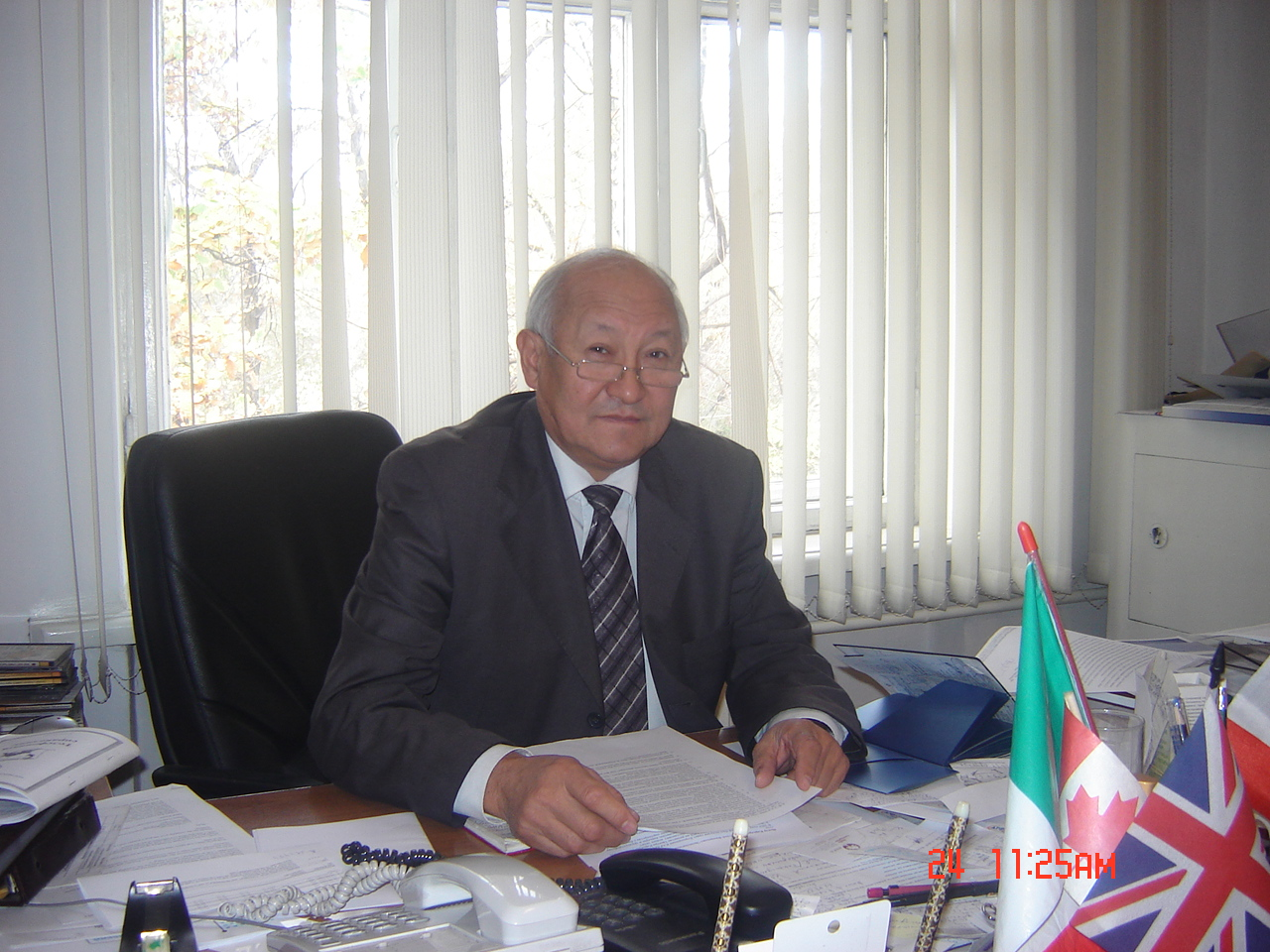
Абдырахман Мавлянов

- Бакс, Йос (74) — нидерландский футболист, вратарь «Эйндховена» (1965—1972)[179].
- Бельке, Ансгар (55) — немецкий экономист, доктор экономики, профессор[180].
- Гёкенс, Дирк (57) — бельгийский мотогонщик, бронзовый призёр чемпионата мира по мотокроссу (1990, 1991)[181].
- Гусев, Александр Владимирович (73) — советский хоккеист, чемпион зимних Олимпийских игр в Инсбруке (1976), двукратный чемпион мира (1973, 1974), заслуженный мастер спорта (1973)[182].
- Де Марки, Луиджи Латини (93) — итальянский режиссёр и сценарист[183].
- Де Поли, Дино (90) — итальянский политик и юрист, депутат парламента Италии (1968—1972)[184].
- Евлогий (Смирнов) (83) — архиерей Русской православной церкви, епископ (1990—1995), архиепископ (1995—2013) и митрополит (2013—2018) Владимирский и Суздальский[185].
- Иваницкий, Александр Владимирович (82) — советский борец вольного стиля, чемпион летних Олимпийских игр в Токио (1964), заслуженный мастер спорта (1964); утонул[186].
- Мавлянов, Абдырахман Субанкулович (72) — советский и киргизский учёный в области технологий горного дела и строительства, ректор Бишкекской финансово-экономической академии (1995—2012), член-корреспондент Национальной академии наук Кыргызской Республики[187].
- Модуньо, Бруно (87) — итальянский кинорежиссёр, киносценарист и писатель[188].
- Моисеев, Николай Александрович (90) — советский и российский лесовод, академик ВАСХНИЛ/РАСХН (1988—2013), академик РАН (2013)[189].
- Несвадба, Милош (95) — чешский актёр, писатель и художник-иллюстратор[190].
- Смит, Тим (59) — британский певец и автор песен (Cardiacs)[191].
- Фейнман, Джоан (93) — американский астрофизик, сестра Р. Фейнмана[192].
- Халиамбалиас, Захариас (74) — греческий футболист, игрок «Ираклис» (1964—1975) и национальной сборной (1968—1972)[193].
- Эйдинова, Виола Викторовна (91) — советский и российский литературовед, доктор филологических наук (1984), профессор, заслуженный деятель науки Российской Федерации[194].

## 21 июля

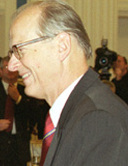
Луциус Вильдхабер

- Брукс, Майкл (36) — британский телеведущий и публицист[195] Архивная копия от 21 июля 2020 на Wayback Machine  (недоступная ссылка)</ref>.
- Де Буйан де Лакост, Жан-Ноэль (85) — французский дипломат, посол Франции в Лаосе (1982—1985), Тунисе (1992—1995) и Израиле (1995—1999)[196].
- Вильдхабер, Луциус (83) — швейцарский судья, президент Европейского суда по правам человека (1998—2007)[197].
- Добсон, Добби (77—78) — ямайский певец[198].
- Дударев, Игорь Валентинович (59) — российский врач анестезиолог-реаниматолог, доктор медицинских наук, профессор кафедры анестезиологии и реаниматологии РостГМУ, заслуженный врач Российской Федерации[199].
- Казаку, Валерий (72) — советский и молдавский актёр театра и кино, народный артист Республики Молдова[200].
- Казарян, Павел Левонович (65) — российский историк, доктор исторических наук (1998), профессор[201].
- Ковальков, Леонид Вячеславович (49) — советский, российский и украинский футболист[202].
- Конищев, Вячеслав Николаевич (82) — советский и российский географ и мерзлотовед, доктор географических наук (1978), профессор кафедры криолитологии и гляциологии ГФ МГУ, заслуженный профессор МГУ (2004)[203].
- Ли Цзицзюнь (86) — китайский географ и геоморфолог, член Китайской академии наук (1991)[204].
- Матрос, Юрий Шаевич (82) — советский и американский учёный в области химической технологии, доктор технических наук, профессор[205].
- Млангени, Эндрю (95) — южноафриканский политический активист, участник борьбы с апартеидом, последний, остававшийся в живых из обвиняемых на суде в Ривонии, друг и соратник Нельсона Манделы[206].
- Робинсон, Стэнли (32) — американский профессиональный баскетболист, выступавший за уругвайский «Дефенсор Спортинг» (2016/17)[207].
- Родригес Адрадос, Франсиско (98) — испанский эллинист, языковед и переводчик, член Испанской королевской академии (1990)[208].
- Росс, Энни (89) — американская певица и актриса[209][210].
- Синетов, Николай Алексеевич (87) — советский государственный деятель, председатель Камчатского облисполкома (1980—1990)[211].
- Сиротин, Андрей Юрьевич (34) — российский актёр, артист Театра имени А. С. Пушкина (с 2010 года)[212].
- Тандон, Лалджи (85) — индийский государственный деятель, губернатор Бихара (2018—2019), губернатор Мадхья-Прадеш (2019—2020)[213].
- Тороддсен, Халльдора (70) — исландская писательница, лауреат Премии Европейского союза по литературе (2017)[214].
- Фалухейи, Магда (73) — венгерская актриса[215] (о смерти объявлено в этот день).
- Фаль, Шейх Садибу (69) — сенегальский государственный деятель, министр внутренних дел (2004)[216] Архивная копия от 24 октября 2020 на Wayback Machine.
- Фредериксен, Сука К. (55) — гренландский государственный деятель, министр иностранных дел (с 2017 года)[217].
- Хирота, Микко (73) — японская певица[218] Архивная копия от 29 сентября 2020 на Wayback Machine.
- Шаповалов, Владимир Ильич (91) — советский и российский хирург, заслуженный врач Российской Федерации[219].
- Ямамото, Кансай (76) — японский модельер и организатор развлекательных шоу[220].
- Кожакина, Галина Ивановна (95) — советская актриса, актриса театра Моссовета (1970), лауреат Сталинской премии III степени (1951)[221].

## 20 июля

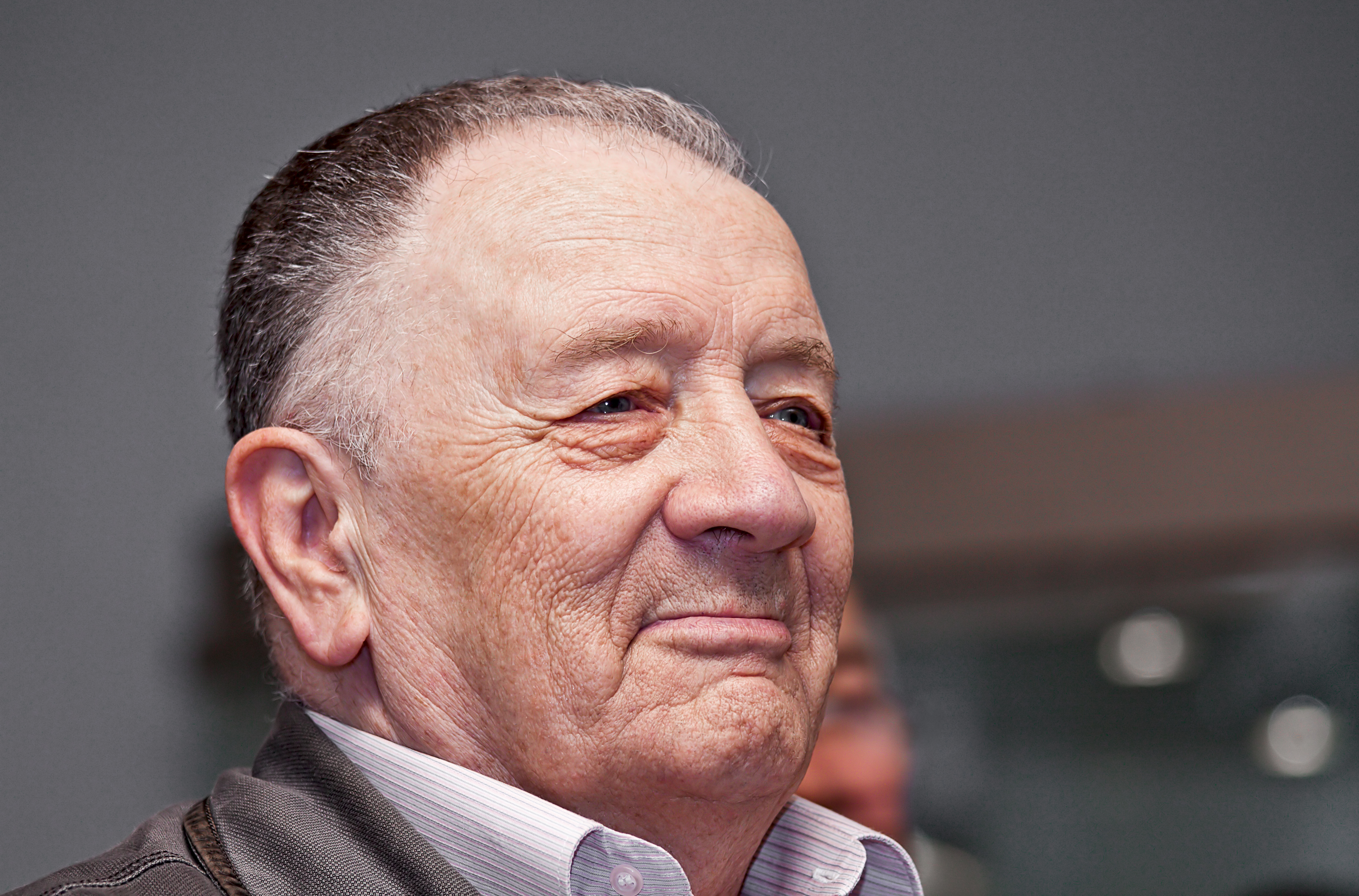
Виктор Чижиков

- Авидзба, Владимир Джамалович (83) — советский и абхазский партийный и государственный деятель, журналист, представитель Абхазии в Турции (1994—2014)[222].
- Батыров, Зубайдулла Борисович (56) — узбекский театральный художник, главный художник ГАБТ Узбекистана имени Алишера Навои[223].
- Беляев, Александр Вадимович (71) — советский и российский географ-гидролог и телеведущий[224].
- Боголюбов, Александр Акимович (85) — советский режиссёр кино- и мультипликационных фильмов[225].
- Бока (71) — советский, армянский и американский певец[226].
- Вильявисенсио, Хорхе (62) — гватемальский хирург и государственный деятель, министр здравоохранения и социальной помощи (2012—2014)[227].
- Дюбкьер, Лоне (80) — датский государственный деятель, министр окружающей среды (1988—1990), жена Поуля Расмуссена[228].
- Казалини, Оресте (58) — итальянский художник и скульптор[229].
- Козлов, Виктор Андреевич (88) — советский и российский хирург, доктор медицинских наук, профессор кафедры хирургических болезней и сердечно-сосудистой хирургии УГМУ[230].
- Моханти, Биджай (70) — индийский актёр[231].
- Роджерс, Дуглас (79) — канадский дзюдоист, серебряный призёр летних Олимпийских игр в Токио (1964)[232].
- Сариев, Мурат Жарылгапович (56) — казахстанский врач анестезиолог-реаниматолог[233].
- Скляренко, Виталий Григорьевич (82) — советский и украинский языковед, академик НАНУ (2003)[234].
- Смит, Гарри (85) — канадский хоккеист, чемпион мира (1961))[196].
- Трифонов, Николай Павлович (94) — советский и российский математик, профессор кафедры алгоритмических языков факультета ВМК МГУ[235].
- Хаузер, Хеди (89) — немецкая детская писательница[236].
- Чижиков, Виктор Александрович (84) — советский и российский художник-карикатурист, народный художник Российской Федерации (2016)[237].

## 19 июля

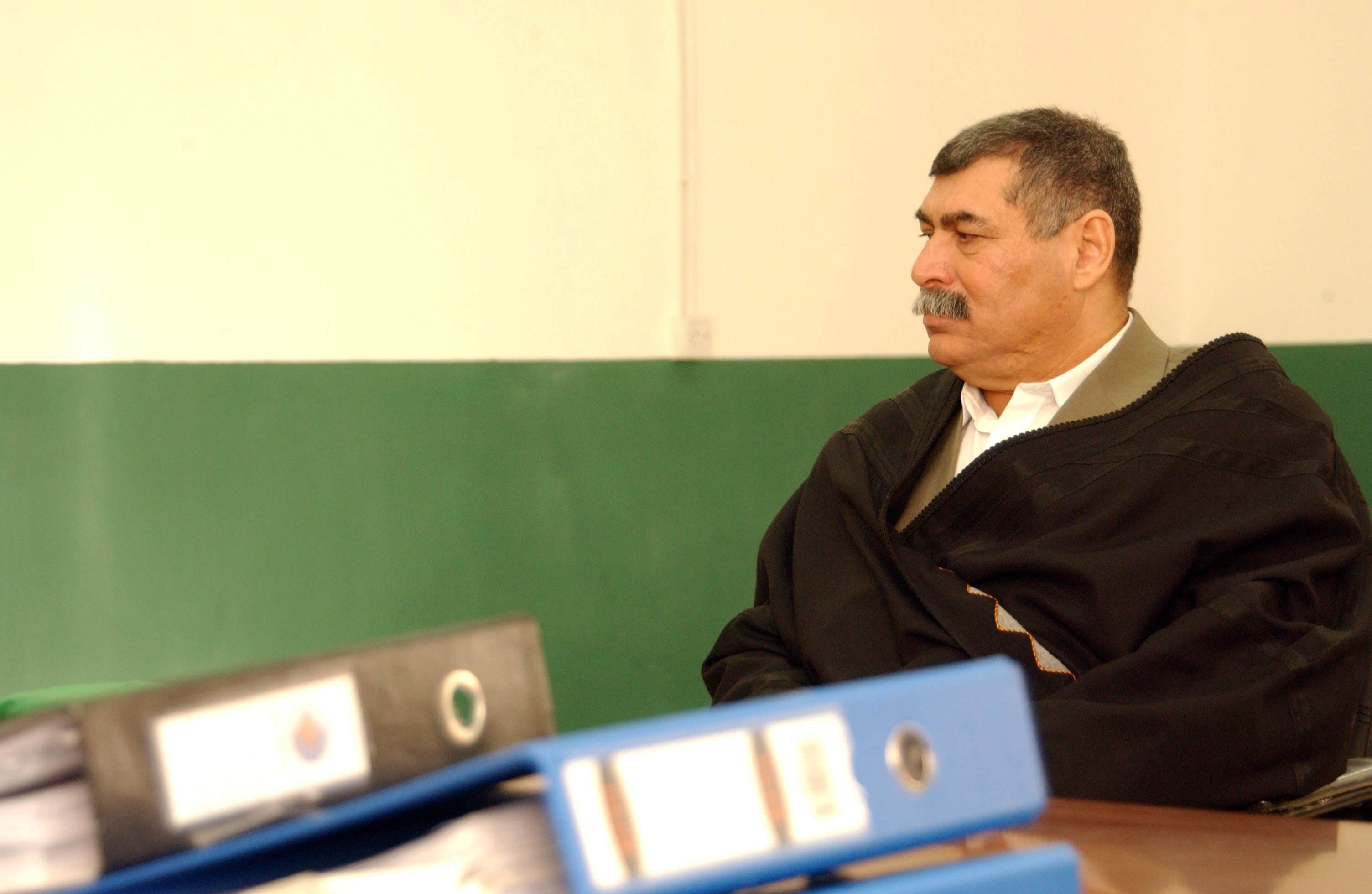
Султан Хашим Ахмад

Сапарди Джоко Дамоно

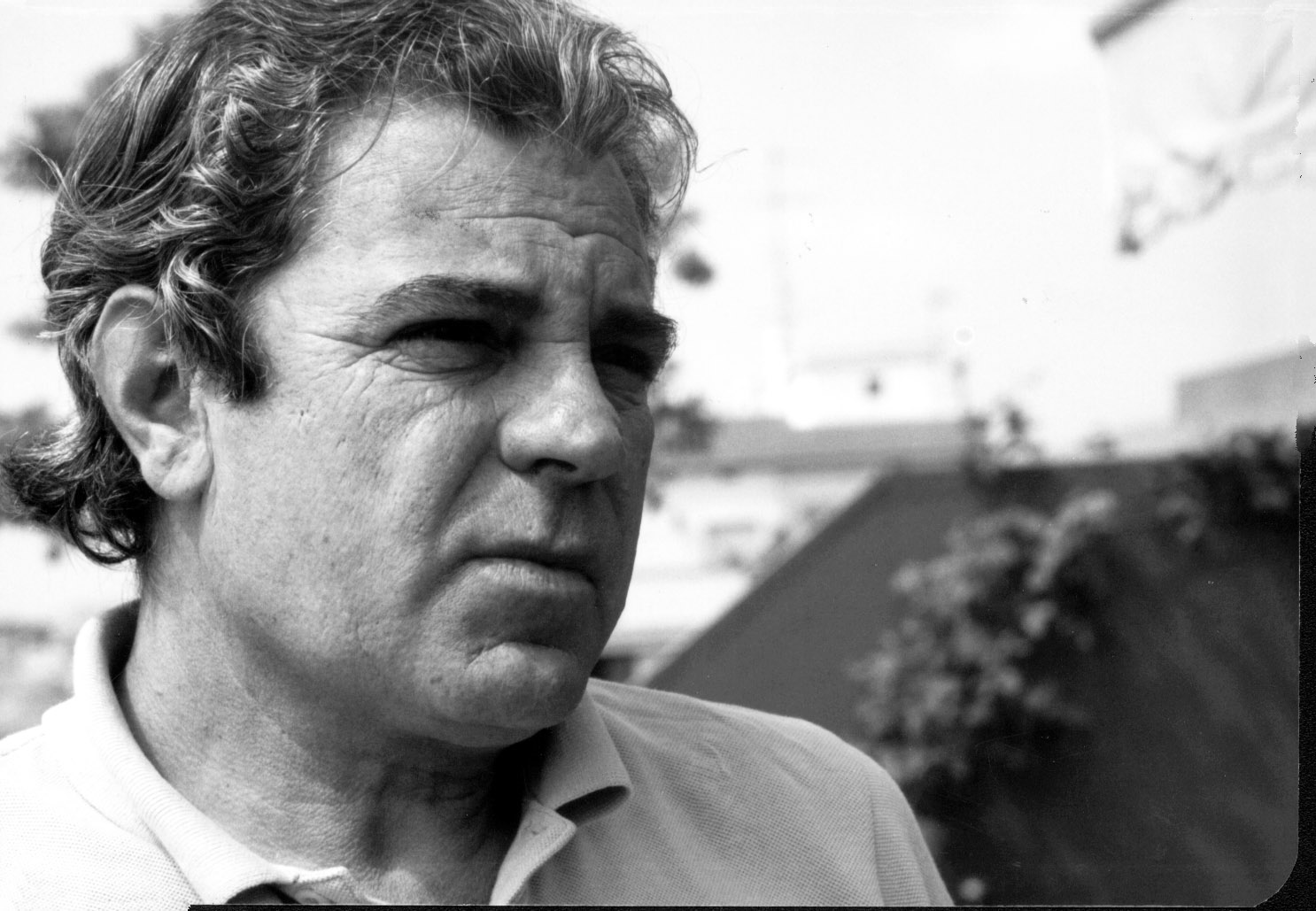
Хуан Марсе

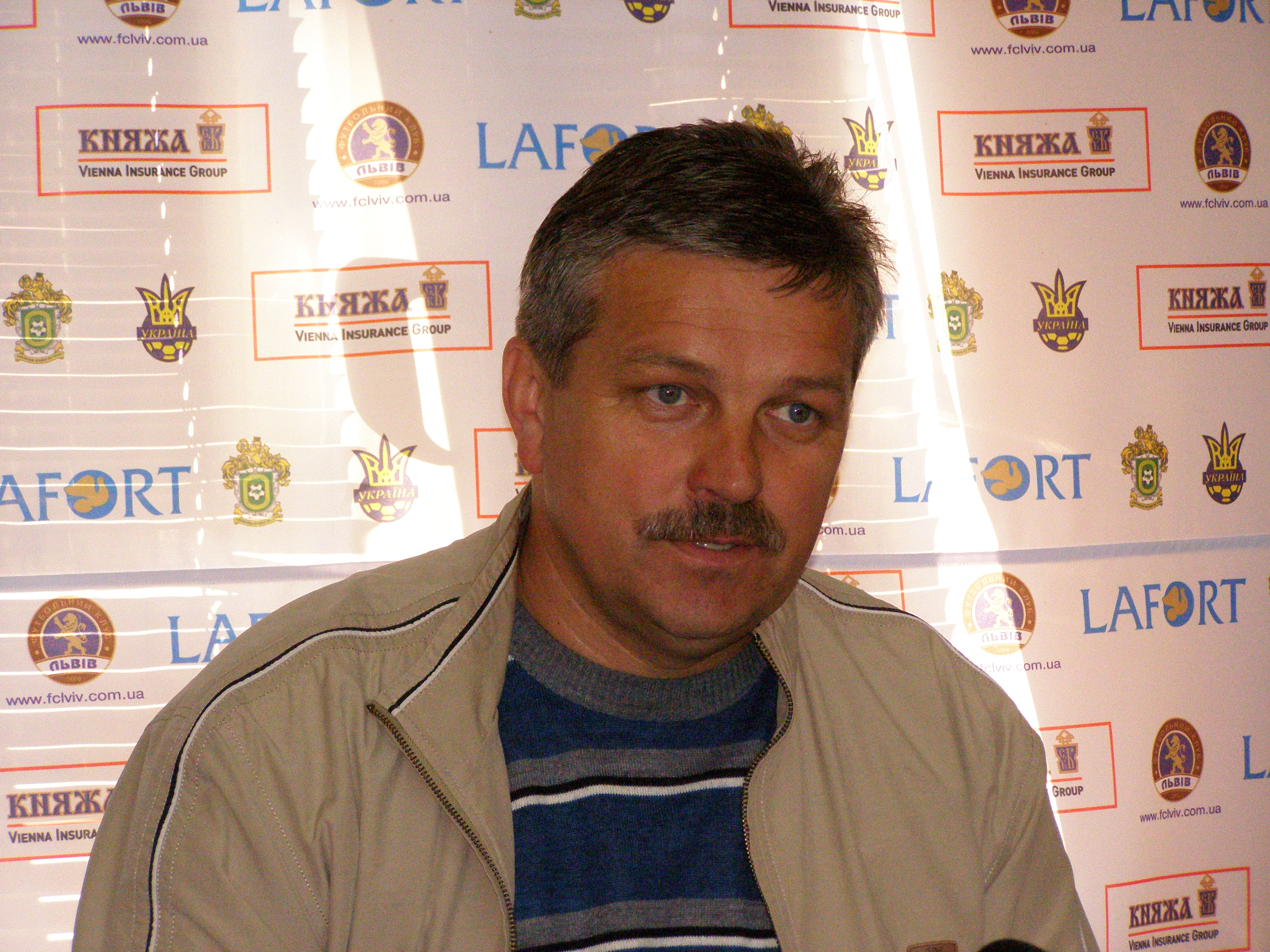
Виктор Ряшко

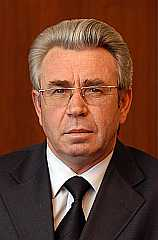
Николай Танаев

- Ахмад, Султан Хашим (74-75) — иракский военный и государственный деятель, министр обороны (1995—2003)[238].
- Бири Бири (72) — гамбийский футболист, игрок национальной сборной[239].
- Блэр, Брюс Джентри (72) — американский эксперт по политике ядерной безопасности США и России[240].
- Даугялис, Освальдас (64) — советский и литовский искусствовед[241].
- Джоко Дамоно, Сапарди (80) — индонезийский поэт[242].
- Диарра, Сейду (86) — ивуарийский государственный деятель, премьер-министр Кот-д’Ивуара (2000 и 2003—2005)[243].
- Доменаш-Лалиш, Дениз (95) — французская участница Движения Сопротивления, руководитель молодёжных Объединённых движений сопротивления, автор воспоминаний[244].
- Дэррин, Соня (96) — американская актриса[245].
- Зейка, Францишек (79) — польский литературовед, ректор Ягеллонского университета (1999—2005)[246].
- Макайларджи, Джек (68) — канадский хоккеист («Филадельфия Флайерз», «Ванкувер Кэнакс»)[247].
- Макарова, Марина Анатольевна (46) — российская актриса[248].
- Марсе, Хуан (87) — испанский писатель[249].
- Менегетти, Лодовико (94) — итальянский архитектор[250].
- Проскурин, Владимир Григорьевич (75) — советский футболист, «Факел» Воронеж (1964—1968 и 1971—1978), игрок олимпийской сборной СССР; мастер спорта СССР[251].
- Родс, Эмитт (70) — американский певец и музыкант[252].
- Родыгин, Евгений Павлович (95) — советский и российский композитор, народный артист Российской Федерации (1999)[253].
- Ряшко, Виктор Иванович (56) — советский и украинский футболист и тренер; ДТП[254].
- Салинас Синка, Сесар Луис (58) — боливийский спортивный функционер, президент Федерации футбола Боливии[255].
- Саталкин, Георгий Николаевич (82) — советский и российский писатель[256].
- Сельеи, Иштван (70) — венгерский борец греко-римского стиля, участник Летних Олимпийских игр в Монреале[257].
- Смирнов, Геннадий Васильевич (80) — советский и российский океанолог, академик РАН (1992)[258].
- Танаев, Николай Тимофеевич (74) — киргизский государственный деятель, премьер-министр (2002—2005)[259].
- Файзуллин, Рустем Габдрахманович (69) — советский и российский татарский поэт и журналист[260].
- Фюлер, Корнелис (56) — нидерландский композитор и музыкант[261].
- Шукрулло (98) — советский и узбекский поэт, народный поэт Узбекистана[262].

## 18 июля

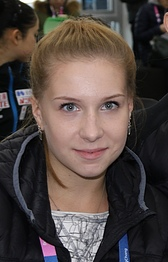
Екатерина Александровская

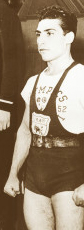
Али Мирзаи

- Александровская, Екатерина Дмитриевна (20) — российская и австралийская фигуристка, чемпионка мира среди юниоров в парном катании (2017); самоубийство[263].
- Атрея, Вишну Радж (75) — непальский писатель, поэт и актёр[264].
- Ботичев, Андрей (45) — украинский баскетболист[265].
- Букеко, Чарльз (58) — кенийский актёр[266].
- Гамбхир, Санджив (57) — американский учёный в области ядерной медицины, радиологии и биоинженерии, пионер молекулярной визуализации[267].
- Жисс, Давид (74) — французский композитор[268].
- Еленев, Валерий Дмитриевич (69) — советский и российский учёный, доктор технических наук, профессор, директор Самарского института авиационной техники (с 2015 года)[269].
- Закиров, Рафаиль Шакурович (71) — советский и российский лётчик, начальник Управления авиации МЧС России (1995—2004), генерал-лейтенант[270].
- Ибрагимов, Александр Гумерович (72) — советский и российский поэт[271].
- Иоанн (Дёрло) (90) — епископ греческой старостильной юрисдикции ИПЦ Греции (Синод Хризостома); с титулом епископ Макариупольский, управлял Шведским экзархатом (2000—2014)[источник не указан 1832 дня].
- Иргалиев, Мурат Ажимович (62) — казахстанский продюсер, организатор фестиваля «Азия Дауысы»[272].
- Карманс, Рене (75) — бельгийский футбольный вратарь (о смерти стало известно в этот день)[273].
- Кемел, Мырзагельды (71) — казахский писатель и государственный деятель, доктор экономических наук (2004), профессор[274].
- Кэвуд, Элиз (83) — южноафриканская актриса[275][276].
- Лунёв, Дмитрий Валерьевич (48) — российский тренер по боксу и спортивный функционер[277].
- Маринко, Бошко (80) — югославский борец классического стиля, бронзовый призёр чемпионата мира по борьбе в Эдмонтоне (1970)[278].
- Мирзаи, Али (91) — иранский тяжелоатлет, бронзовый призёр летних Олимпийских игр в Хельсинки (1952)[279].
- Миура, Харума (30) — японский актёр кино и театра, певец; самоубийство[280].
- Реймс, Сесиль (92) — французская писательница[281].
- Руонансуу, Йопе (56) — финский актёр и музыкант[282].
- Садыков, Абдыкадыр Садыкович (86) — советский и киргизский литературовед, член-корреспондент АН Киргизской ССР/НАН Кыргызстана (1979)[283].
- Сахаров, Андрей Валентинович (62) — российский художник[284].
- Соннир, Кит (78) — американский скульптор и художник[285].
- Хелленга, Роберт (78) — американский писатель[286].
- Чоке Канки, Роберто (78) — боливийский историк[287].

## 17 июля

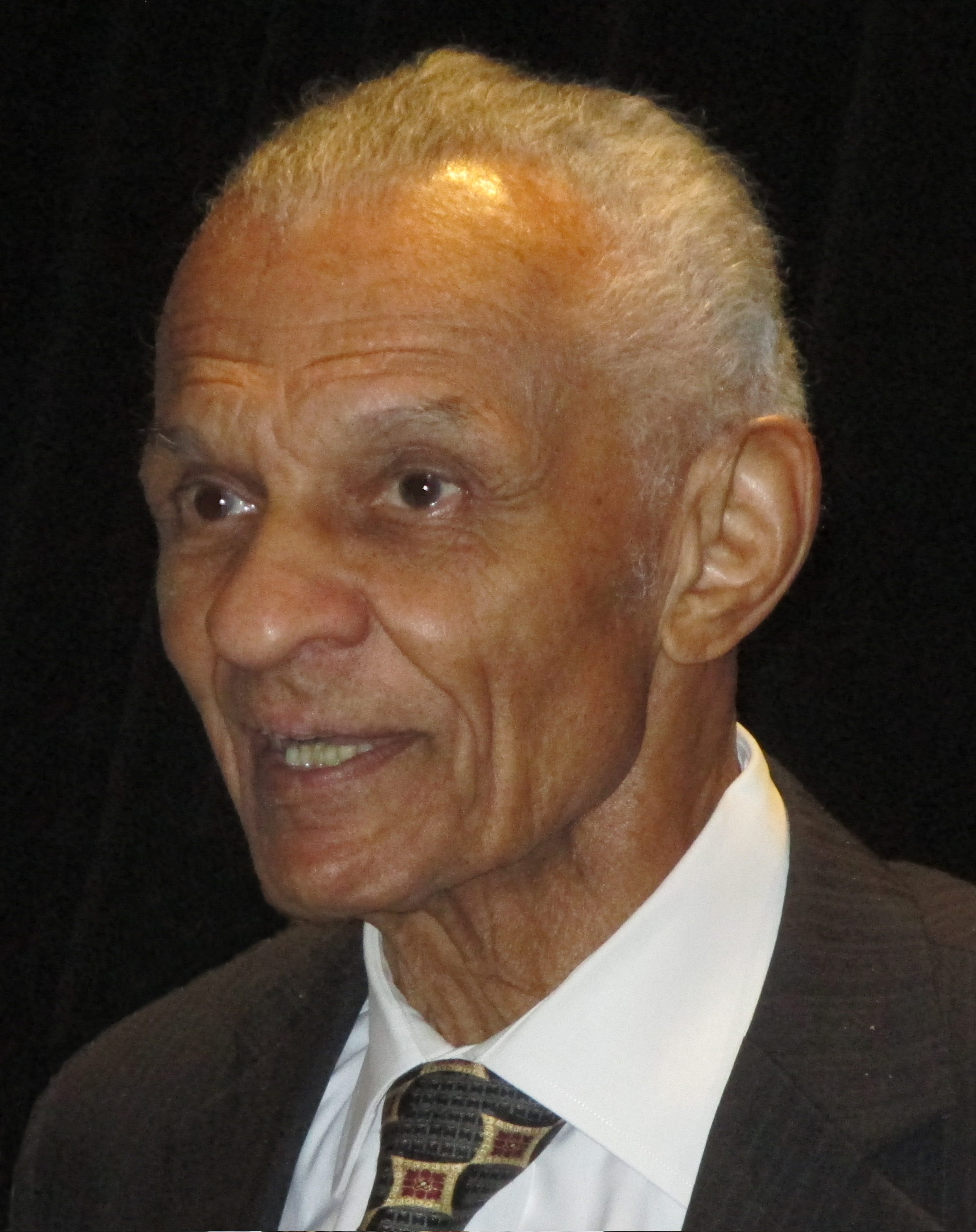
Корди Тинделл Вивиан

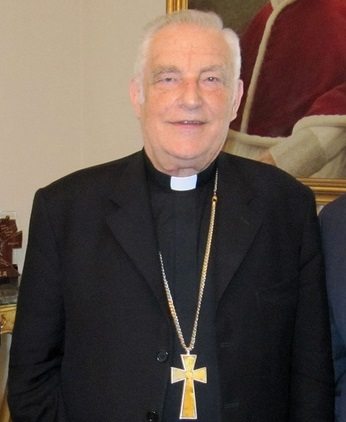
Зенон Грохолевский

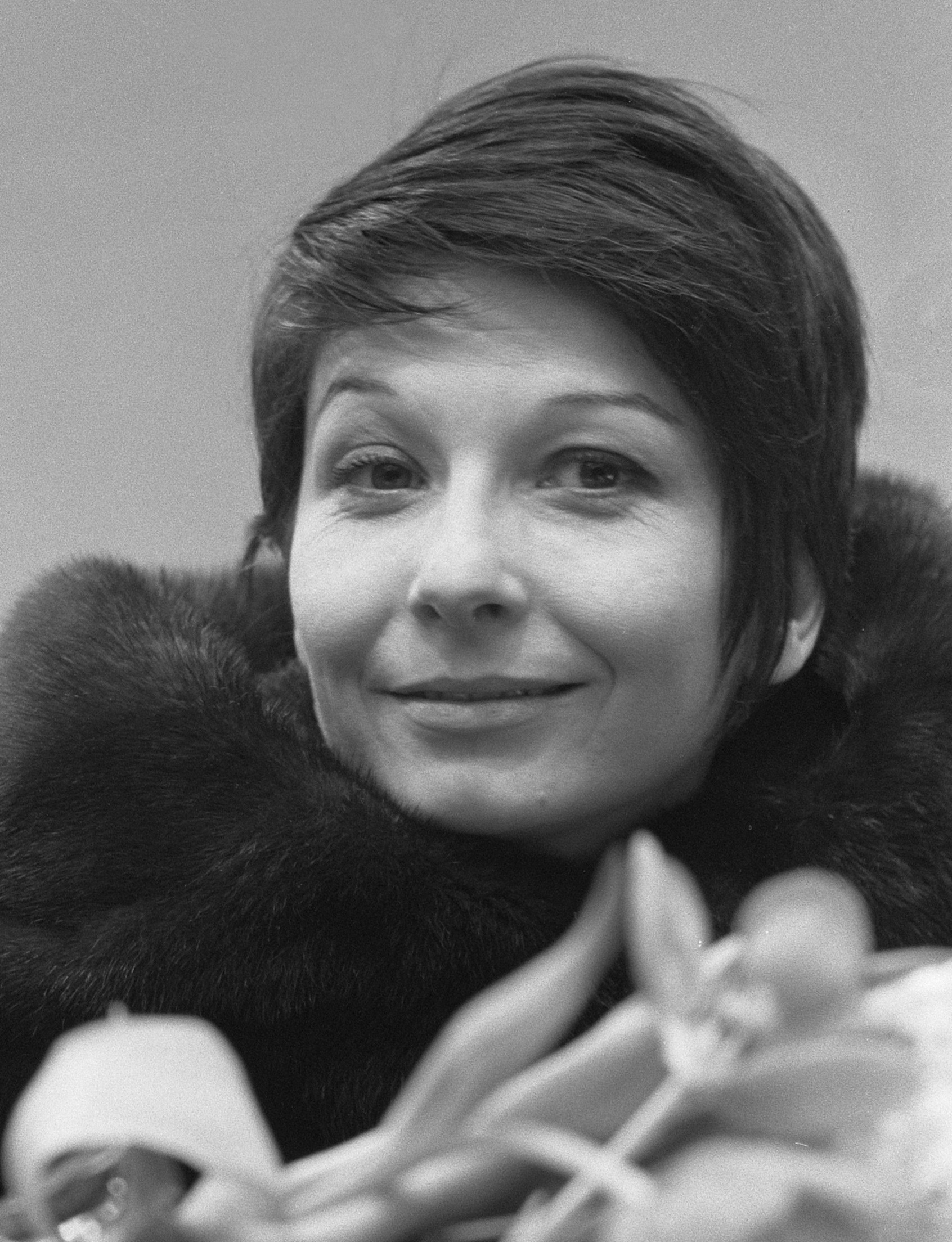
Зизи Жанмер

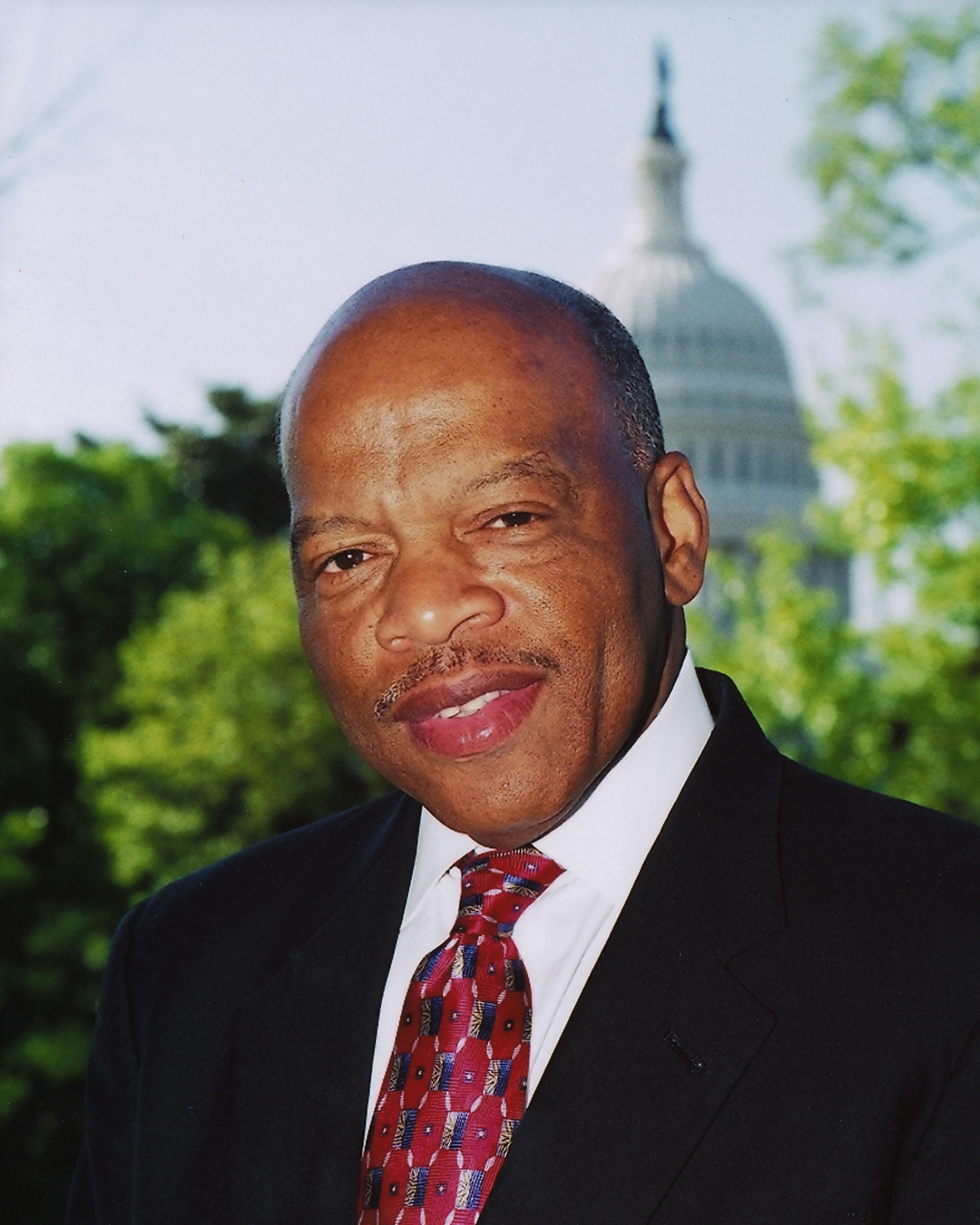
Джон Льюис

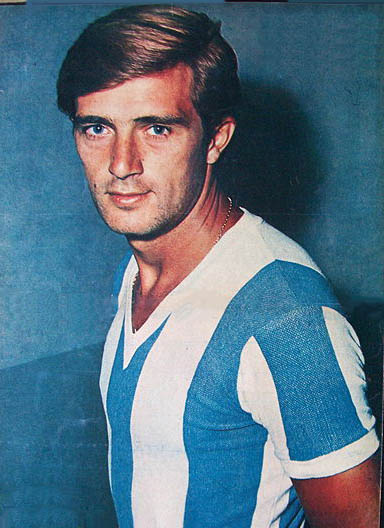
Сильвано Марсолини

- Алиев, Мурат Абдувалиевич (71) — советский и киргизский кинооператор-постановщик[288].
- Бенхамади, Муса (67) — алжирский государственный деятель, министр связи (2010—2012)[289].
- Берлин, Бриджит (80) — американская художница[290].
- Венцковский, Марьян (86) — польский велогонщик, победитель Тура Польши (1954, 1955, 1956)[291].
- Вивиан, Корди Тинделл (95) — американский пастор, писатель, активный участник Движения за гражданские права чернокожих в США, друг и соратник Мартина Лютера Кинга, лауреат Президентской медали Свободы (2013)[292].
- Грохолевский, Зенон (80) — польский куриальный кардинал, префект Конгрегации католического образования и Великий канцлер Папского Григорианского университета (1999—2015)[293].
- Джумаев, Исмаил (57—58) — туркменский оперный певец, заслуженный артист Туркменистана[294].
- Доусон, Алекс (80) — шотландский футболист, нападающий, чемпион Первого дивизиона (1955/56, 1956/57) в составе клуба «Манчестер Юнайтед»[295].
- Дурсуноглу, Сейфи (87) — турецкий актёр и телеведущий[296].
- Жанмер, Зизи (96) — французская балерина[297].
- Инжутов, Иван Семёнович (62) — российский специалист в области инженерного строительства, доктор технических наук (2001), профессор, директор Инженерно-строительного института СФУ[298].
- Кокс, Джозефина (82) — английская писательница[299].
- Лозинский, Владимир Фёдорович (65) — советский футболист, трёхкратный чемпион СССР в составе клуба «Динамо» (Киев) (1977, 1980, 1981), игрок сборной СССР (1979—1982)[300].
- Льюис, Джон Роберт (80) — американский правозащитник и политический деятель, член Палаты представителей США (с 1987 года), лауреат Президентской медали Свободы (2011)[301].
- Марсолини, Сильвио (79) — аргентинский футболист и тренер, игрок «Бока Хуниорс» (1960—1972) и национальной сборной (1960—1969), участник чемпионатов мира (1962, 1966)[302].
- Пакер, Джеймс (93) — канадский теолог[303].
- Пимерзин, Андрей Алексеевич (63) — российский химик, доктор химических наук (2006), профессор кафедры «Химическая технология переработки нефти и газа» СамГТУ (2007)[304].
- Саятов, Марат Хусаинович (83) — казахстанский вирусолог, академик НАН Казахстана (2003)[305].
- Сильверстайн, Майкл (74) — американский лингвист[306].
- Стшелецкий, Анджей (68) — польский актёр, театральный режиссёр, сценарист, ректор Театральной академии имени Александра Зельверовича (2008—2016).
- Толкацир, Владимир Аронович (77) — советский и российский тренер по теннису[307].
- Торонак, Рон (95) — инженер и конструктор спортивных автомобилей, сооснователь команды «Брэбем»[308].
- Фёдоров, Андрей Валентинович (60) — российский деятель Русской православной церкви и юный киноактёр[309].
- Хо, Дерек (55) — американский сёрфер, чемпион мира (1993)[310] Архивная копия от 18 июля 2020 на Wayback Machine.
- Шешадри, Кондживарам Шрирангачари (88) — индийский математик (константа Шешадри), член Индийской академии наук (1979)[311].
- Ямпольский, Владимир Захарович (82) — советский и российский учёный в области кибернетики и информатики, заслуженный деятель науки и техники РСФСР (1989), доктор технических наук, почётный профессор Томского политехнического университета[312].

## 16 июля

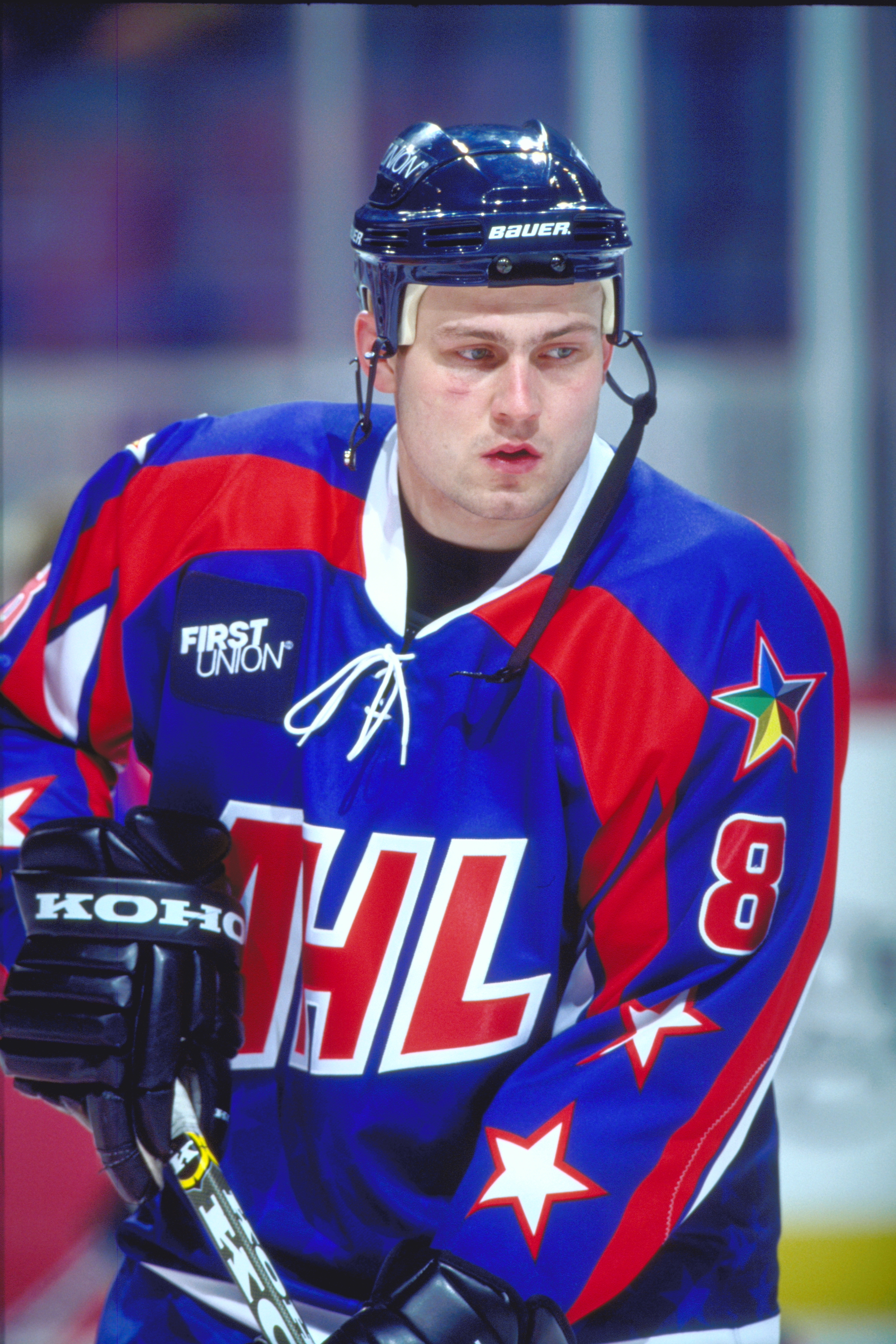
Алексей Тезиков

- Агирре Франко, Рафаэль (83) — испанский писатель и исследователь баскской культуры[313].
- Виктор, Виктор (71) — доминиканский гитарист, певец и композитор[314].
- Гаффни, Мейсон (96) — американский экономист[315].
- Занга Цого, Дельфина (84) — камерунская писательница, министр по социальной политике (1975—1984)[316].
- Кауфхольд, Карл-Генрих (87) — немецкий историк[317].
- Кошелев, Вячеслав Анатольевич (69) — советский и российский литературовед-русист, доктор филологических наук (1988), профессор (1989)[318].
- Морисаки, Адзума (92) — японский кинорежиссёр[319].
- Обухов, Владимир Николаевич (84) — советский и российский баскетбольный тренер, заслуженный тренер СССР, главный тренер сборной СССР по баскетболу[320].
- Олдейкер, Джейми (68) — американский рок-музыкант[321].
- Рузин, Владимир Иванович (71) — советский и российский художник, народный художник Российской Федерации (2019)[322].
- Соммервиль, Филлис (76) — американская актриса[323].
- Таганов, Леонид Николаевич (78) — советский и российский литературовед, доктор филологических наук, профессор кафедры теории литературы и русской литературы ИвГУ[324].
- Тезиков, Алексей Павлович (42) — российский хоккеист, игрок клубов «Лада», «Нефтехимик», «Северсталь» и «Сибирь» (2003/04); клубов НХЛ «Вашингтон Кэпиталз» (1998/2000) и «Ванкувер Кэнакс» (2001/02)[325].
- Туровский, Генрих Всеволодович (83) — советский и российский музыкальный деятель, руководитель ансамбля народной музыки «Тойве» (Республика Карелия)[326].
- Эллиотт, Тони (73) — британский бизнесмен, основатель журнала Time Out[327].

## 15 июля

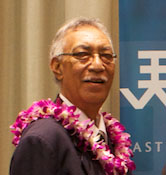
Токе Талаги

- Айтмухаметов, Косман Каиртаевич (56) — казахстанский государственный деятель, первый заместитель акима Туркестанской области (с 2019 года)[328].
- Алтунян, Жирайр Татулович (73) — художественный руководитель Ансамбля песни и танца Армении (с 2004 года), заслуженный деятель искусств Армении (2008)[источник не указан 1615 дней].
- Барилли, Карлотта (84) — итальянская актриса[329].
- Батпенов, Нурлан Джумагулович (70) — казахстанский хирург-травматолог, академик НАН Казахстана[330].
- Граф, Лаув де (90) — нидерландский государственный деятель, министр социальных дел и занятости Нидерландов (1982 и 1987)[331].
- Гутман, Яков Бенционович (75) — белорусский общественный деятель, президент Всемирного объединения белорусских евреев (с 1993 года)[332].
- Досов, Абдурахман (75) — советский и казахский поэт[333].
- Кавальканти, Северино (89) — бразильский политический деятель, спикер Палаты депутатов Национального конгресса Бразилии (2005)[334].
- Кирме, Каалу (91) — советский и эстонский искусствовед[335].
- Мазион, Тревелл (24) — американский боксёр, чемпион мира по версии ВБС в супертяжёлом весе с января 2020 года, ДТП[336].
- Родригес, Виктория (88) — испанская актриса[337].
- Роуивз, Морис (83) — британский актёр[338].
- Саймон, Джордж[англ.] (73) — гайанский художник и археолог[339].
- Сейдуманов, Жанат Турарович (59) — казахстанский общественный деятель, директор Национальной библиотеки Республики Казахстан (2016—2019)[340].
- Стойчев, Васил (84) — болгарский актёр[341].
- Талаги, Токе (69) — государственный деятель Ниуэ, премьер-министр (2008—2020)[342].
- Фаркух, Элиас (72) — иорданский писатель[343].
- Фуско, Пол (89—90) — американский фотожурналист[344].
- Хомутов, Геннадий Фёдорович (80) — советский и российский поэт[345].
- Черных, Игорь Анатольевич (88) — советский и российский кинооператор-постановщик, заслуженный деятель искусств РСФСР (1988)[346].
- Шарапов, Анвар Курбанович — узбекский государственный деятель, председатель Госкомитета Узбекистана по развитию туризма (2016—2017)[347].
- Штерев, Николай (33) — болгарский борец[348].

## 14 июля

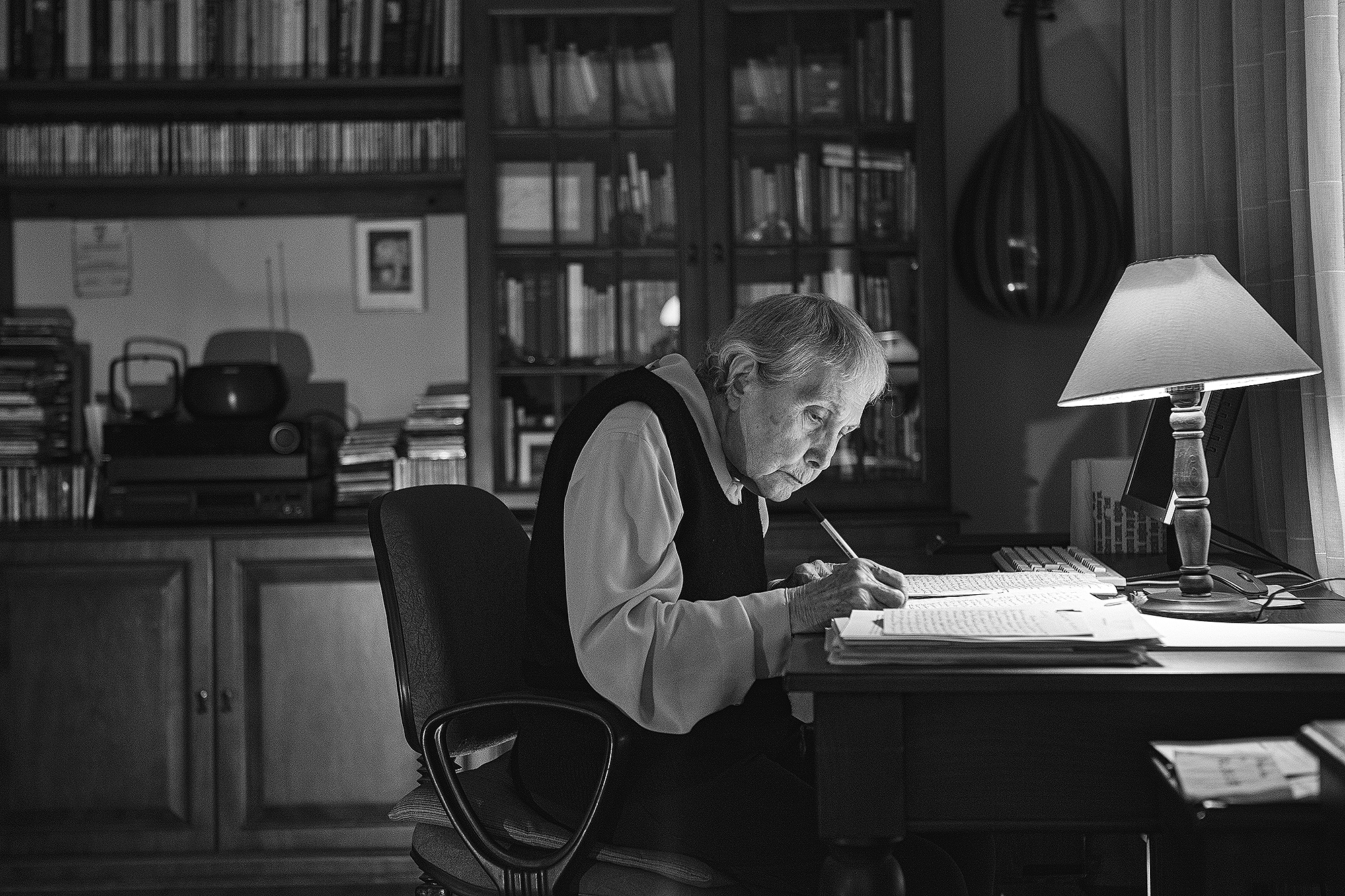
Адалет Агаоглу

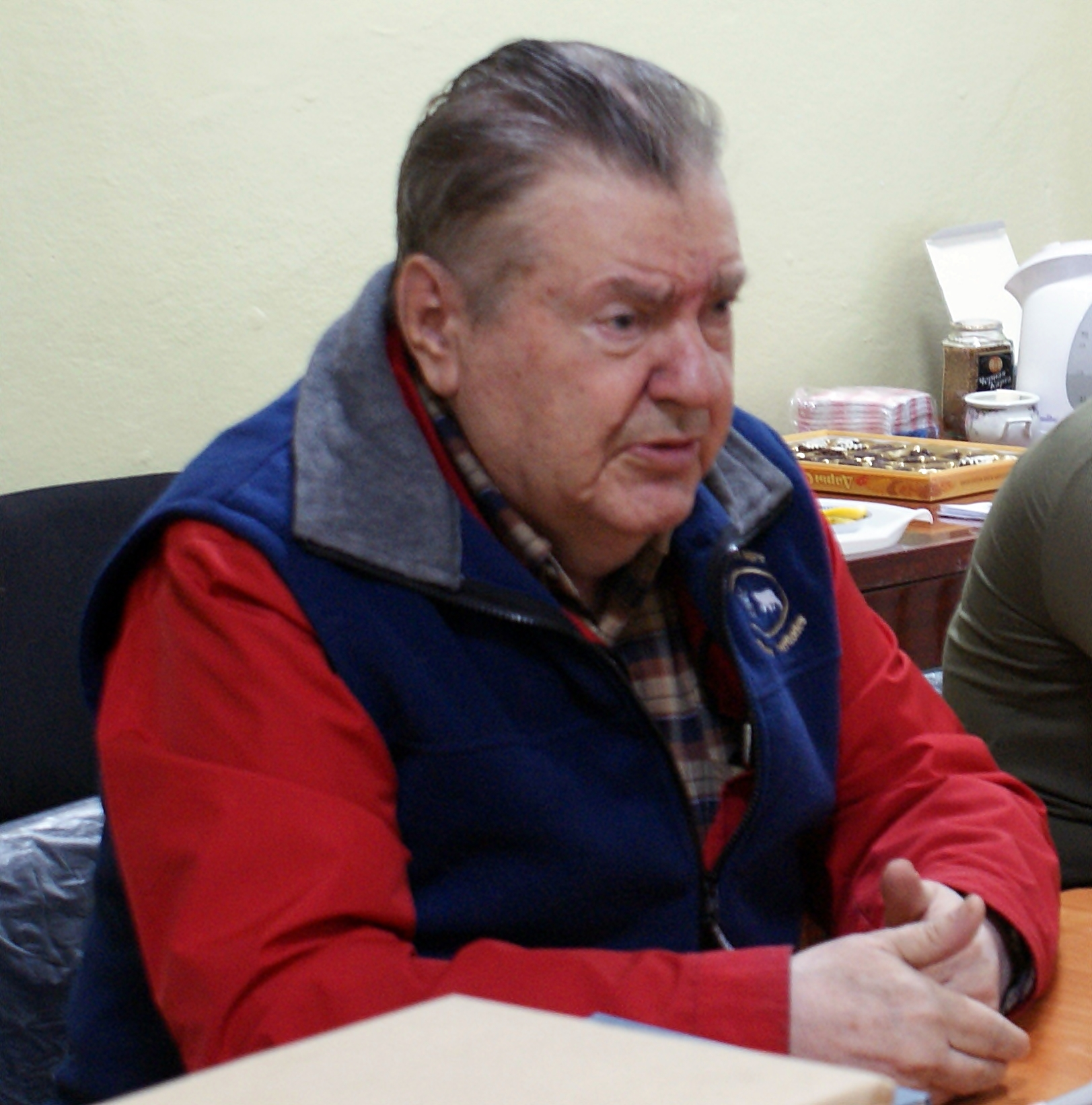
Цезарь Короленко

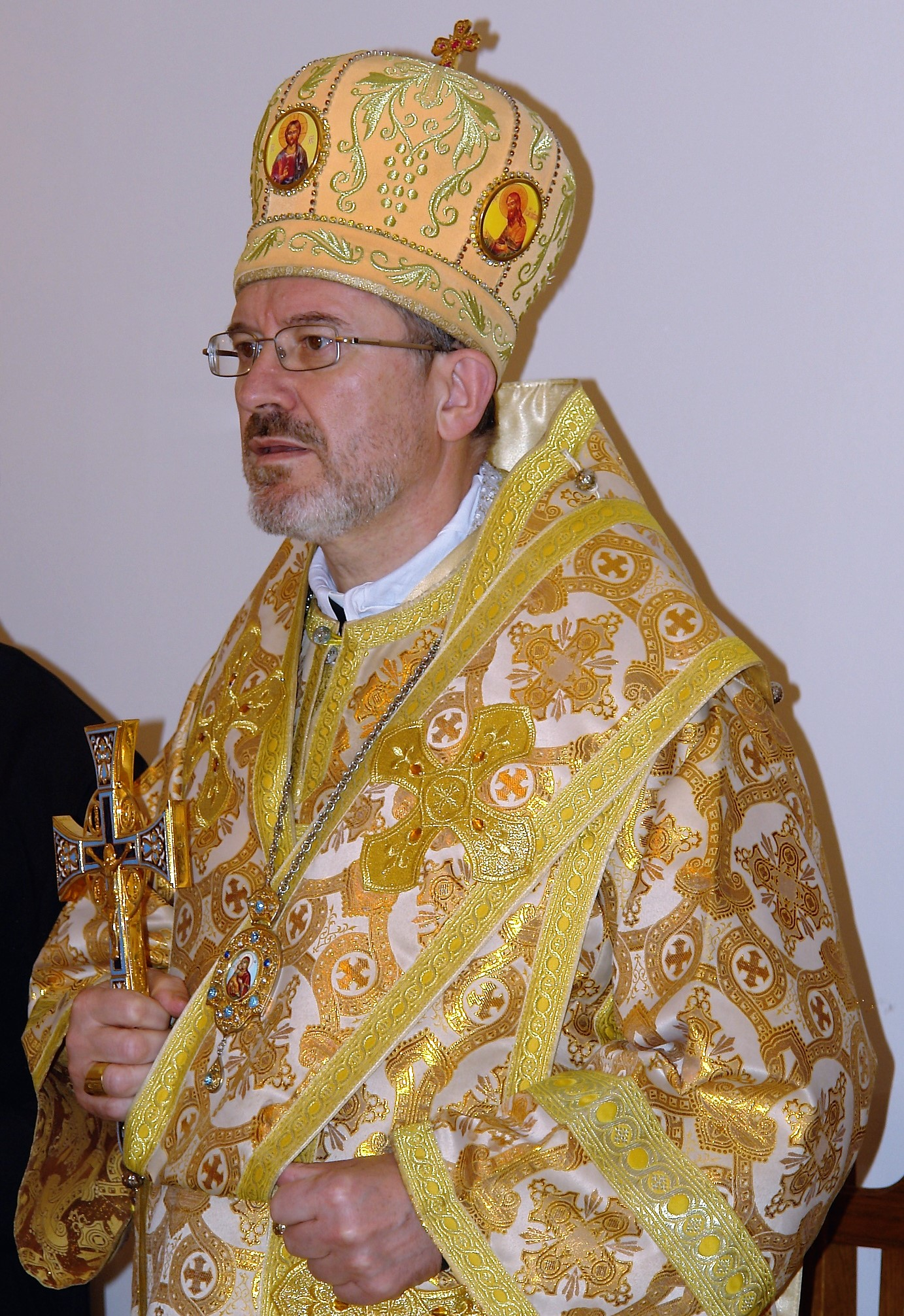
Милан (Шашик)

- Абдувахобов, Абдураим (57) — узбекский актёр театра и кино, заслуженный артист Узбекистана[349].
- Агаоглу, Адалет (90) — турецкий прозаик и драматург[350].
- Гашимов, Полад Исраил оглы (44-45) — азербайджанский военачальник, генерал-майор (2019); убит[351].
- Горбенко, Сергей Иванович (69) — российский военный деятель, начальник Ставропольского военного института связи Ракетных войск (1999—2010), генерал-майор[352].
- Джордж, Гэйлин (55) — американская киноактриса[353].
- Ислам, Мухаммад (78) — бангладешский военный деятель, начальник штаба Военно-морских сил Бангладеш (1991—1995)[354].
- Кабат, Индржих (67) — чешский политик и психолог, министр культуры Чехии (1992—1993)[355].
- Короленко, Цезарь Петрович (86) — советский и российский психиатр и психотерапевт, доктор медицинских наук, почётный профессор НГМУ, заслуженный деятель науки Российской Федерации (2002)[356].
- Курманбаев, Бакыт Жанузакович (49) — казахстанский военный деятель, заместитель министра обороны (с 2019 года), генерал-майор[357].
- Лугонес, Мария (76) — аргентинский философ[358].
- Маккул, Алекс (96) — американский инженер, менеджер НАСА[359].
- Милан (Шашик) (67) — епископ Русинской грекокатолической церкви, епископ Мукачевской епархии (с 2010 года)[360].
- Сархаддизаде, Аболгасем (75) — иранский государственный и политический деятель, министр труда и социального обеспечения Ирана (1983—1989)[361].
- Хинц, Дина (86) — немецкая актриса[362].

## 13 июля

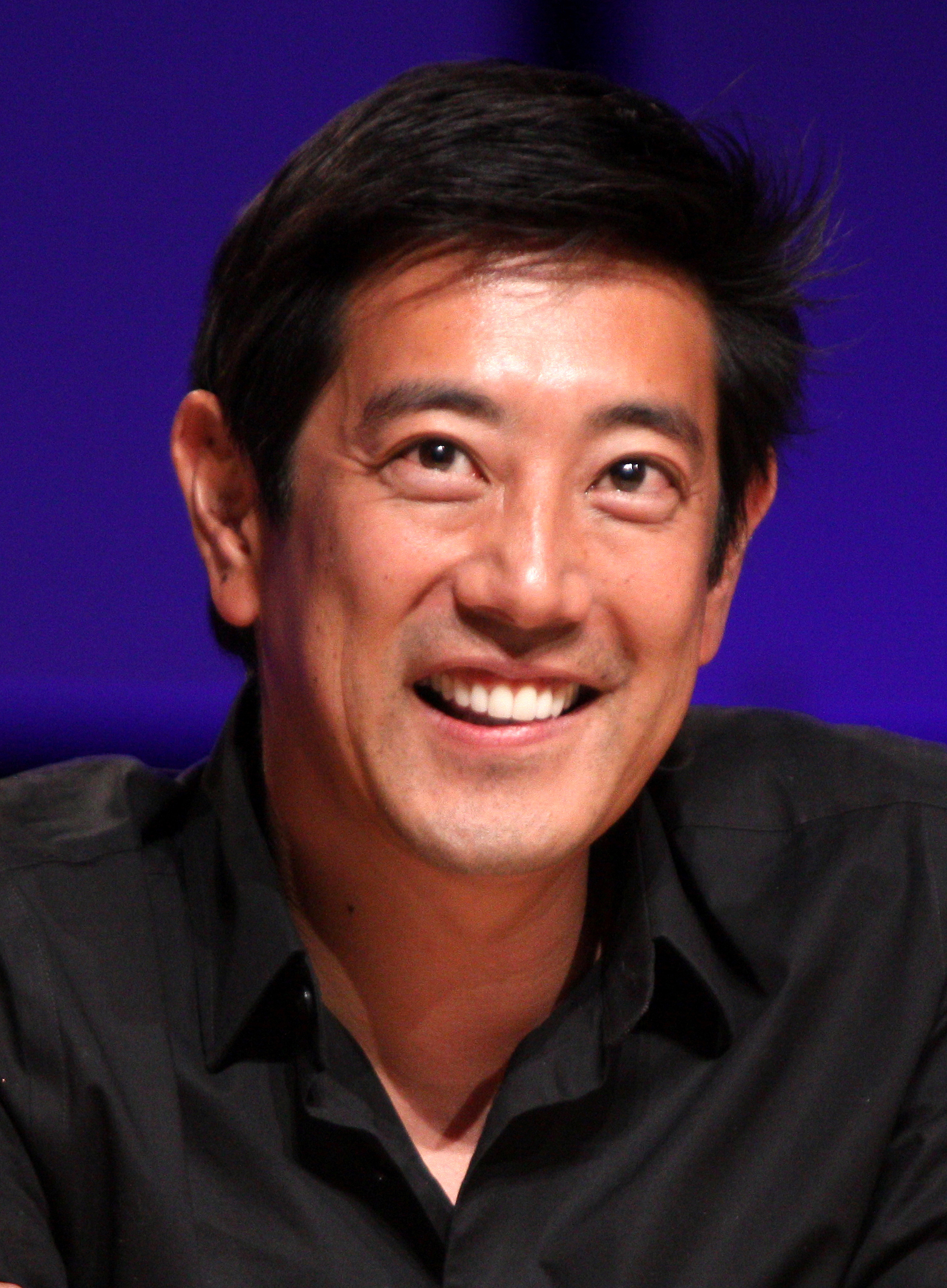
Грант Имахара

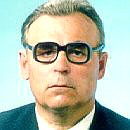
Василий Крылов

- Аль-Лоузи, Хасан (68) — йеменский писатель и государственный деятель, министр информации, исполняющий обязанности премьер-министра (2011)[363].
- Ариас Грациани, Луис (68) — перуанский военный и государственный деятель, министр обороны (1978—1980), начальник Объединённого командования Вооружённых Сил (1979)[364].
- Бие, Кристиан (68) — французский театровед[365].
- Бьёрнинен, Орво Оттович (95) — советский актёр и переводчик, заслуженный артист РСФСР (1980)[366].
- Гаврич, Зоран (70 или 71) — югославский и сербский музейный деятель, директор Музея современного искусства Белграда[367].
- Дахан, Хамед (76) — марокканский футболист, участник чемпионата мира (1970)[368].
- Имахара, Грант (49) — американский специалист по электронике и радиотелемеханике и телевизионный ведущий («Разрушители легенд»)[369].
- Коттре, Бернар (69) — французский историк и литературовед[370].
- Крылов, Василий Стефанович (81) — советский и российский экономист и государственный деятель, депутат Государственной думы (1994—1995)[371].
- Куинн, Патрик (84) — шотландский футболист и тренер, игрок национальной сборной (1961—1962)[372].
- Леви, Дельфина (51) — французский музейный работник, директор Музеев Парижа[373].
- Мандела, Зиндзи (59) — южноафриканский дипломат, посол ЮАР в Дании (с 2015 года), дочь Нельсона Манделы[374].
- Мустафин, Раис Рауфович (39) — участник боевых действий на Северном Кавказе, Герой Российской Федерации (2000)[375].
- Павлючик, Владимир Васильевич (60) — советский белорусский футболист, вратарь клуба «Динамо» (Брест) (1984—1991)[376].
- Рахимов, Рашид Каримович (88) — советский и таджикский экономист, академик АН Таджикской ССР/АН Таджикистана (1987)[377].
- Цзэн И (91) — китайский вирусолог, член Китайской академии наук (1993), иностранный член РАМН (1993—2014), иностранный член РАН (2014)[378].
- Челышев, Евгений Петрович (98) — советский и российский литературовед, академик РАН (1991; академик АН СССР с 1987)[379].
- Murda Killa (27) — российский рэпер[380].

## 12 июля

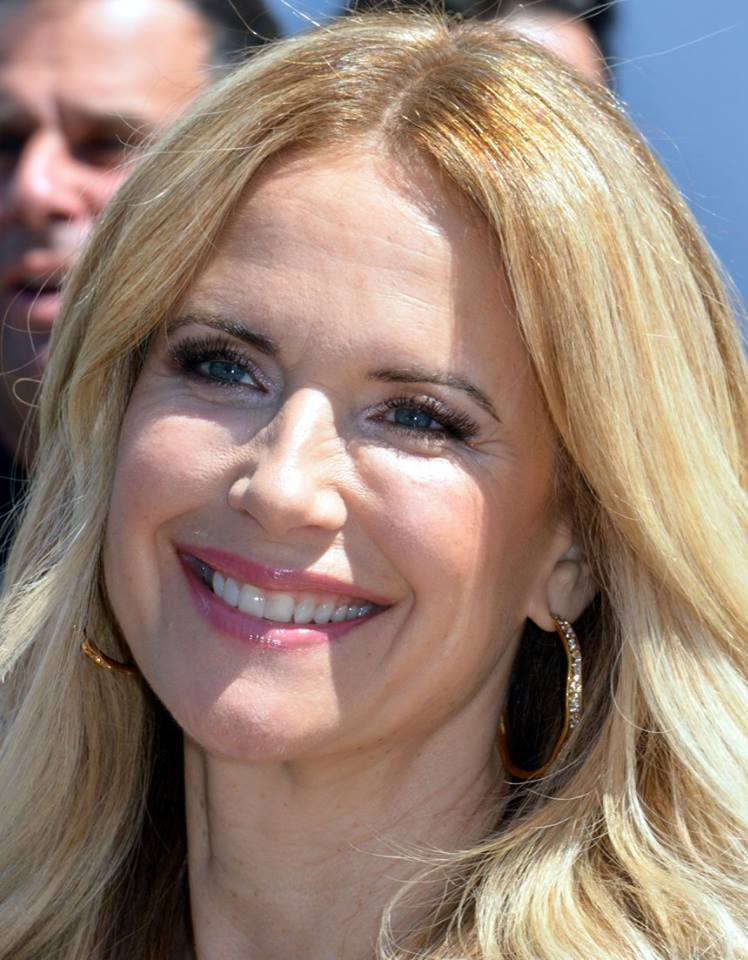
Келли Престон

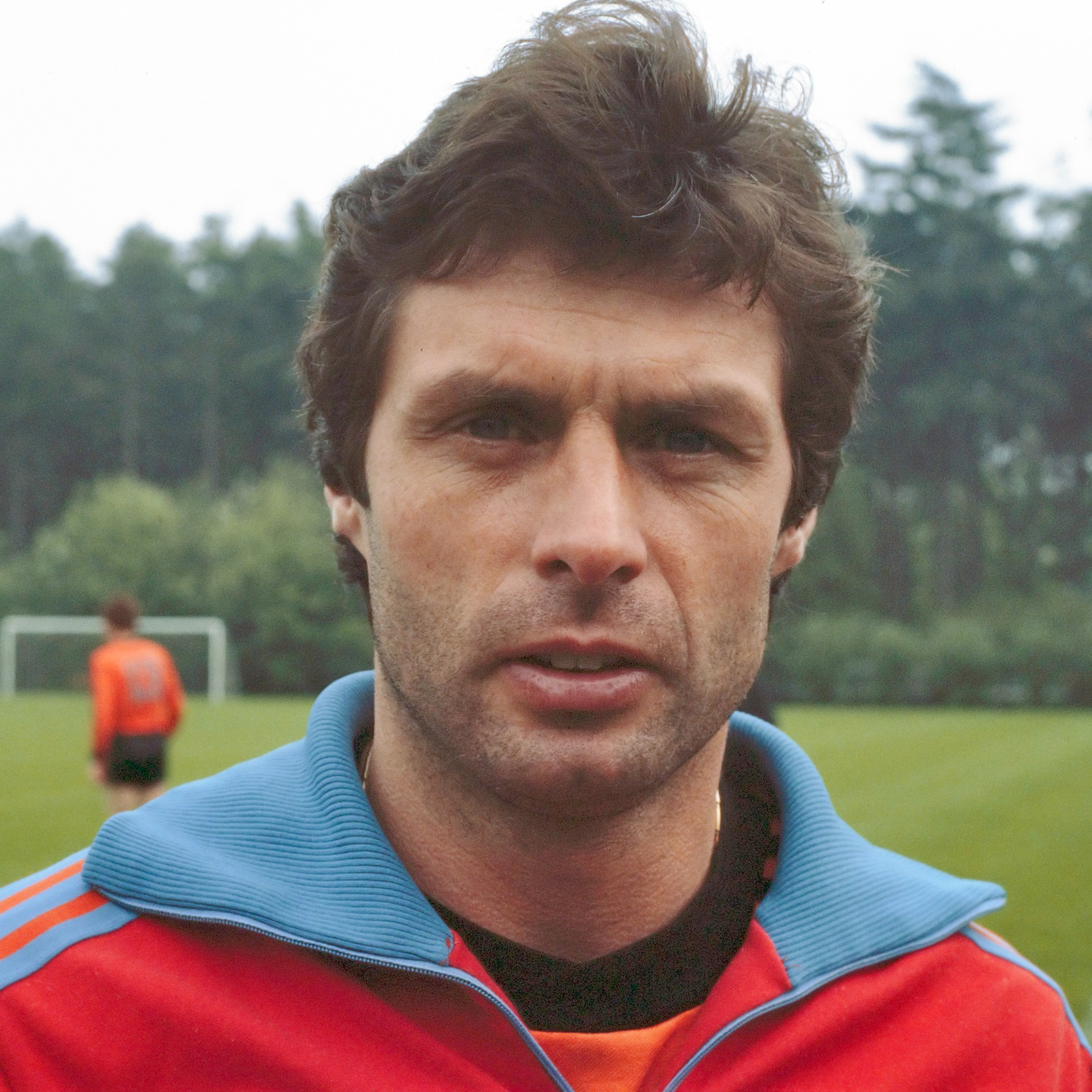
Вим Сюрбир

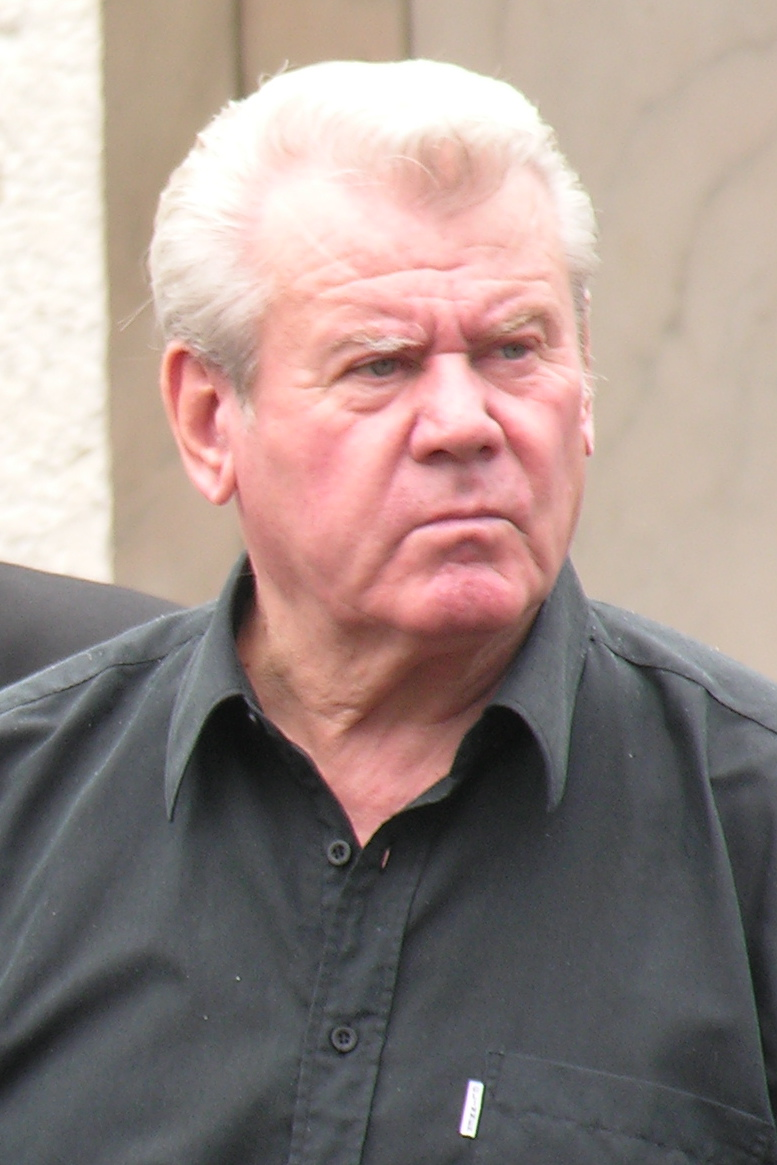
Лайош Сюч

- Абди Хаши, Мухаммед — сомалийский государственный деятель, временный президент Пунтленда (2004—2005)[381].
- Аннус, Тойво (48) — эстонский программист и бизнесмен, один из создателей скайпа[382].
- Банковскис, Паулс (47) — латвийский журналист и писатель[383].
- Башева, Миряна (73) — болгарская поэтесса[384].
- Бейненсон, Аркадий Владимирович (44) — российский журналист[385].
- Гролмус, Иозеф (59) — немецкий бодибилдер, чемпион мира среди любителей (1985)[386].
- Дайбл, Джуди (71) — британская певица и автор песен (Fairport Convention)[387].
- Джонсон, Хьюи[англ.] (87) — американский эколог[388].
- Есимханов, Сагындык Ольмесекович (60) — казахстанский общественный и государственный деятель, сенатор (1999—2005)[389].
- Капетильо, Раймундо (74) — мексиканский актёр театра и кино[390].
- Кольер, Джерард, 5-й барон Монксвелл (73) — английский пэр, барон Монксвелл (с 1984 года)[391].
- Комарова, Галина Александровна (71) — советский и российский этнолог, этносоциолог. Доктор исторических наук, ведущий научный сотрудник Института этнологии и антропологии РАН[392].
- Кондратьев, Георгий Григорьевич (75) — советский и российский военачальник, заместитель министра обороны Российской Федерации (1992—1995), генерал-полковник (1992)[393].
- Коул, Джоанна (75) — американская детская писательница[394].
- Престон, Келли (57) — американская актриса и фотомодель, жена Джона Траволты[395].
- Поппер, Франк (102) — французский искусствовед[396].
- Семёнов, Виктор Анатольевич (74) — советский и российский этнограф, доктор исторических наук (1996), профессор кафедры источниковедения, археологии и этнографии СГУ имени Питирима Сорокина, заслуженный деятель науки Российской Федерации (2008)[397].
- Соколофф, Элинор (106) — американская пианистка и преподаватель[398].
- Сюрбир, Вим (75) — нидерландский футболист, двукратный серебряный призёр чемпионатов мира: в ФРГ (1974) и в Аргентине (1978)[399].
- Сюч, Лайош (76) — венгерский футболист, чемпион летних Олимпийских игр в Мехико (1968), серебряный призёр летних Олимпийских игр в Мюнхене (1972)[400].
- Файбусович, Эрнест Львович (87) — российский географ, доктор географических наук (1997), профессор кафедры региональной экономики и природопользования СПбГЭУ[401].
- Фаррах, Хасан (75) — сомалийский государственный деятель, премьер-министр (2001—2003)[402].
- Хатчисон, Джейн Кэмпбелл (87) — американский искусствовед[403].

## 11 июля

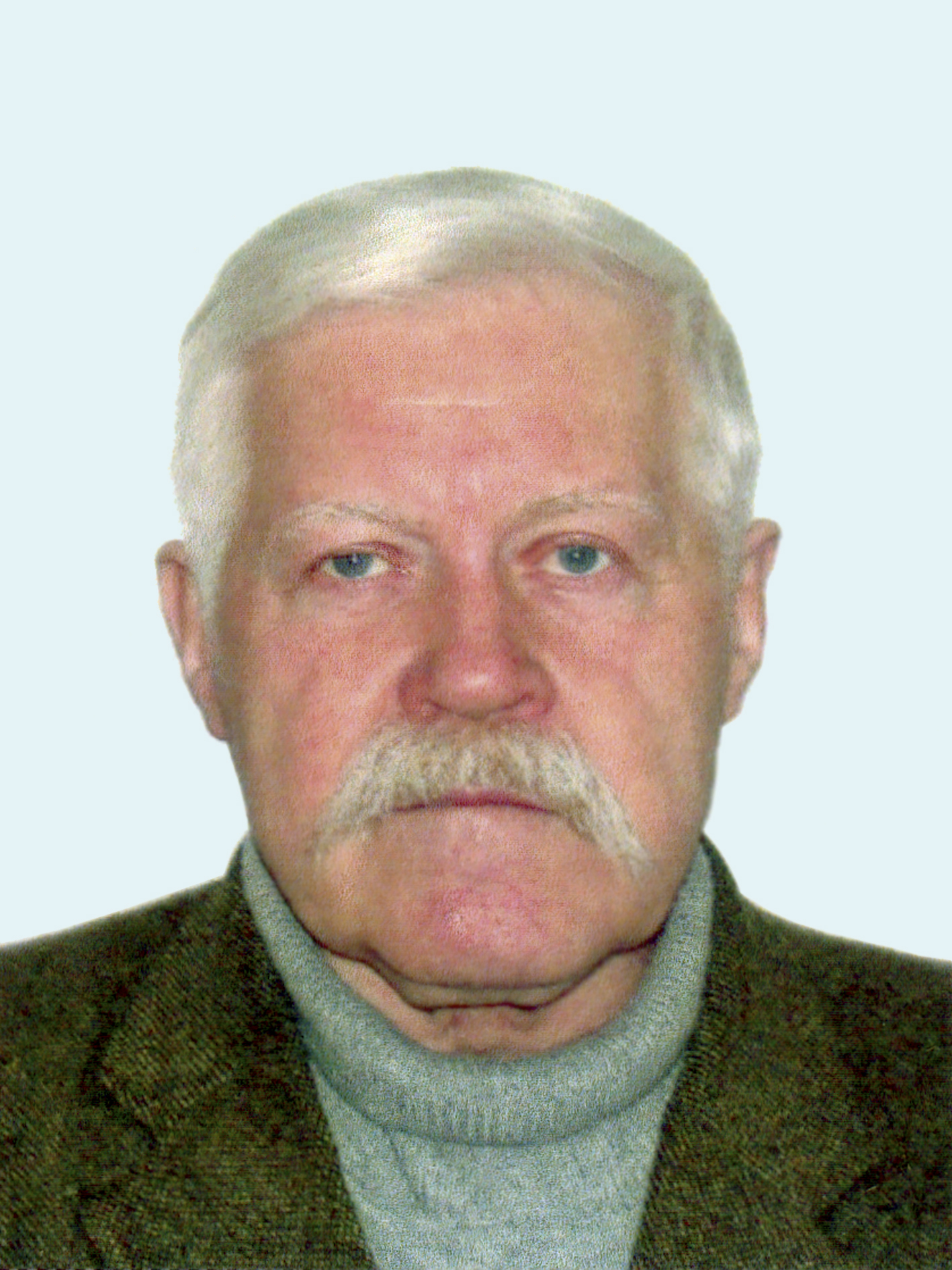
Сергей Астахов

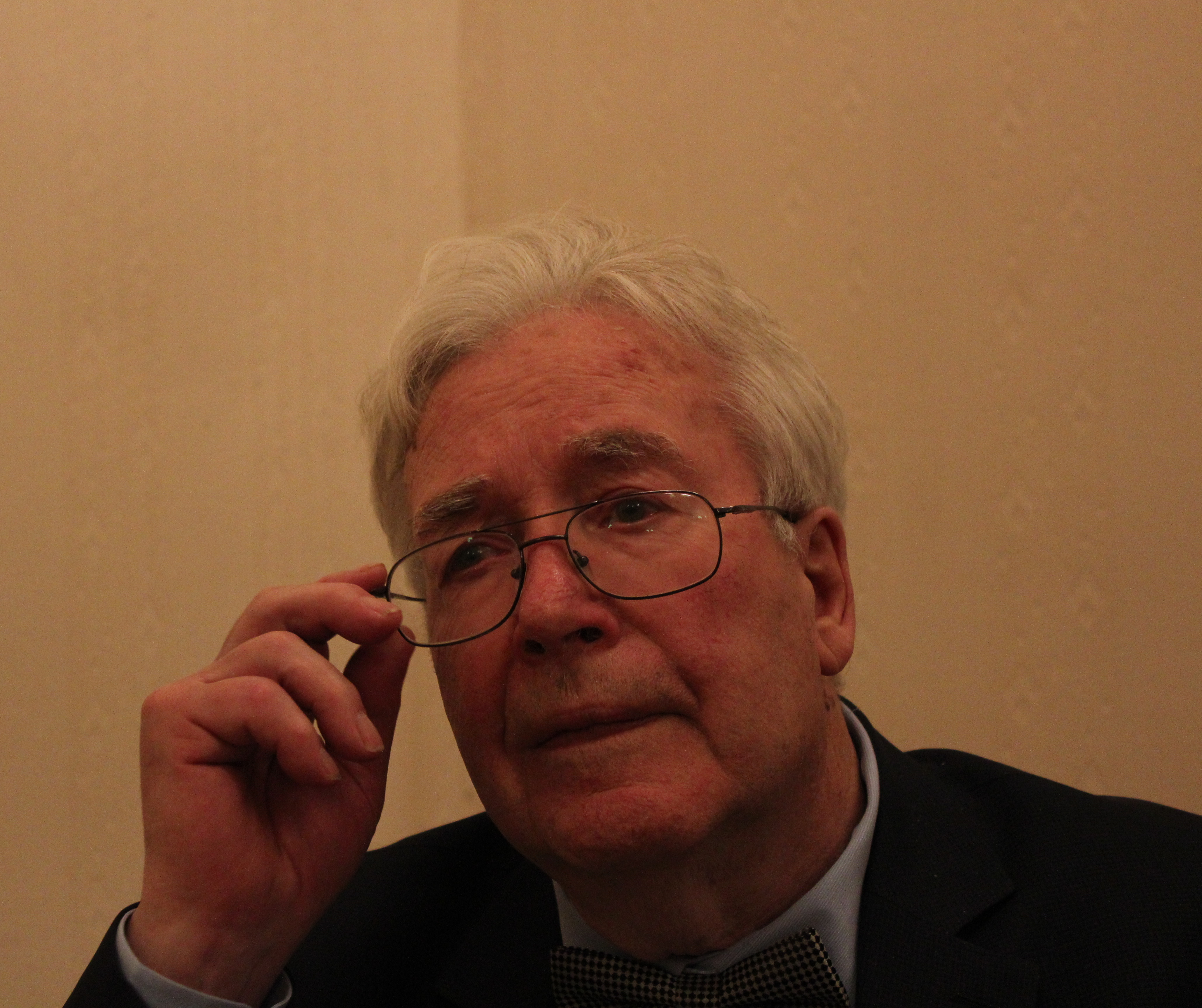
Олег Белькович

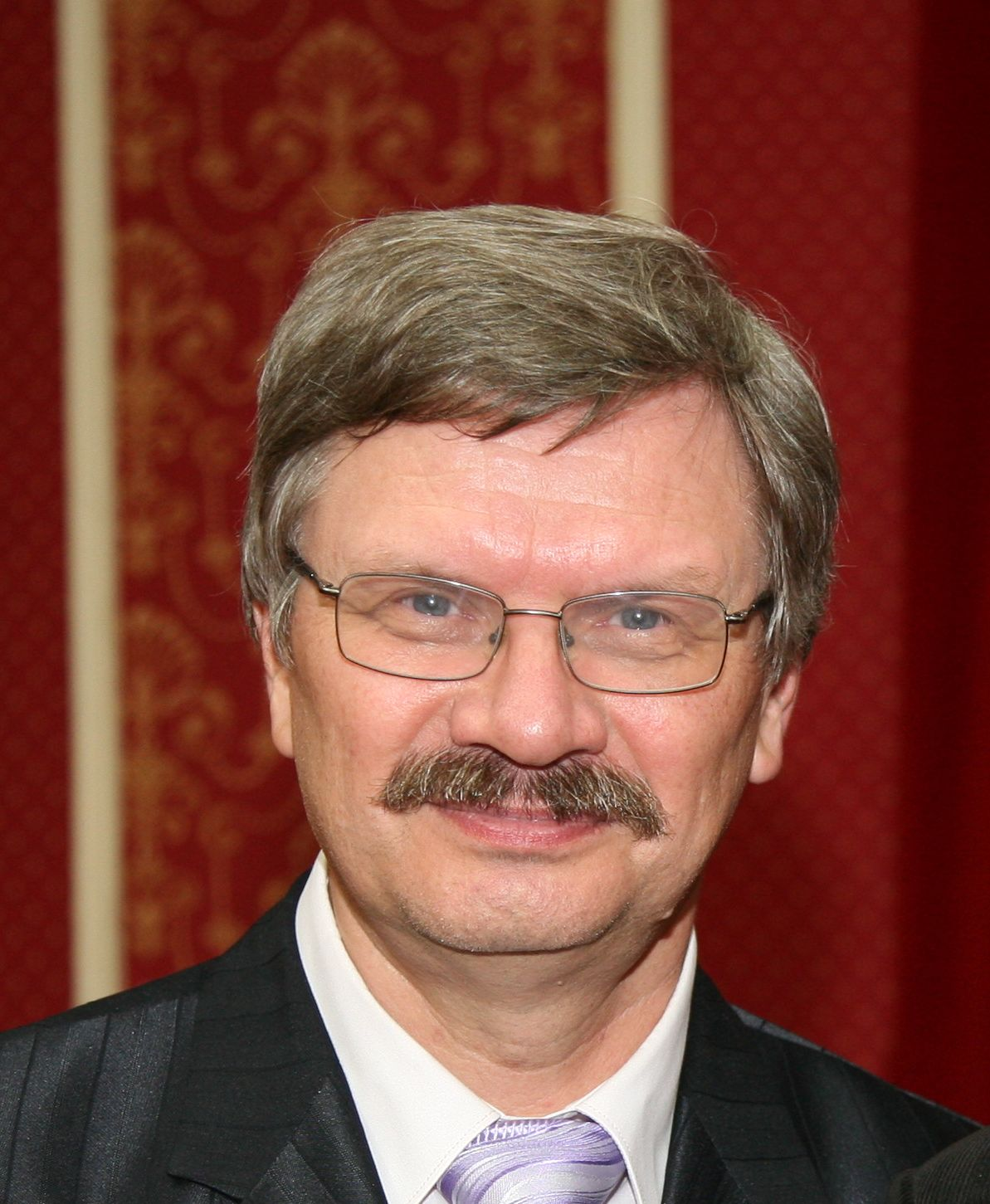
Валерий Луков

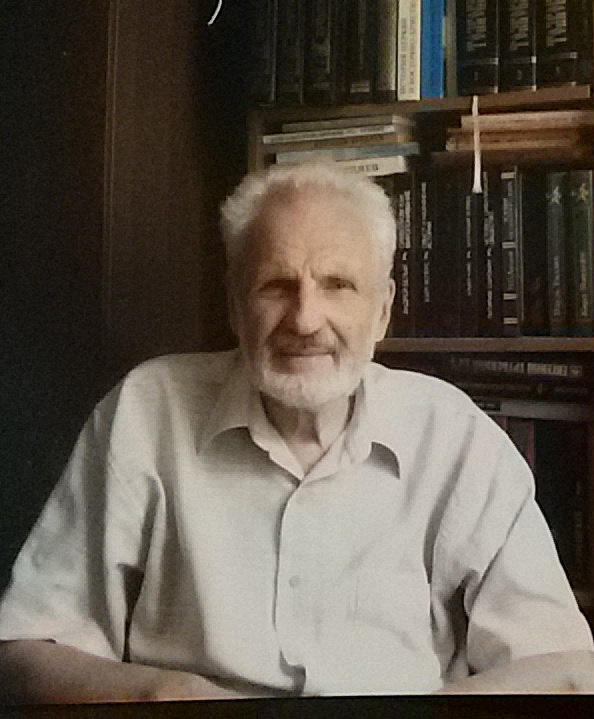
Георгий Сильницкий

- Асадуллин, Альберт Ахатович (70) — советский и российский виолончелист, заслуженный артист Российской Федерации (2006)[404].
- Астахов, Сергей Никитич (87) — советский и российский археолог, доктор исторических наук, сотрудник ИИМК РАН[405].
- Белькович, Олег Игоревич (85) — советский и российский астроном, доктор физико-математических наук (1988), профессор (1994)[406].
- Гаврилович, Манойле (74 или 75) — сербский поэт[407].
- Жалилов, Чубак ажы Тажибаевич (45) — исламский богослов, Великий муфтий Кыргызстана (2010—2012)[408].
- Колотуша, Василий Иванович (79) — советский и российский дипломат, Чрезвычайный и Полномочный Посол СССР в Ливане (1986—1990) и России — в Марокко (1992—1999)[409].
- Луков, Валерий Андреевич (71) — советский и российский социолог, философ и культуролог, доктор философских наук (1988), профессор (1993), директор Института фундаментальных и прикладных исследований МосГУ (2004—2017)[410].
- Мацуо, Йосихико (86) — японский автомобильный дизайнер (Nissan S30)[411].
- Сильницкий, Георгий Георгиевич (90) — советский и российский языковед, доктор филологических наук (1976), почётный профессор СмолГУ (2012), заслуженный деятель науки РСФСР (1991)[412].
- Смирягин, Сергей Михайлович (56) — советский пловец, трёхкратный серебряный призёр чемпионата мира (1982, 1982, 1986), заслуженный мастер спорта СССР (1984)[413].
- Уистон, Дональд (93) — американский хоккеист, серебряный призёр зимних Олимпийских игр в Осло (1952)[414].
- Хамзин, Адильжан Акжигитович (60) — советский и казахстанский уролог, доктор медицинских наук, профессор[415].
- Шлюндин, Виктор Сергеевич (73) — советский и российский художник[416].

## 10 июля

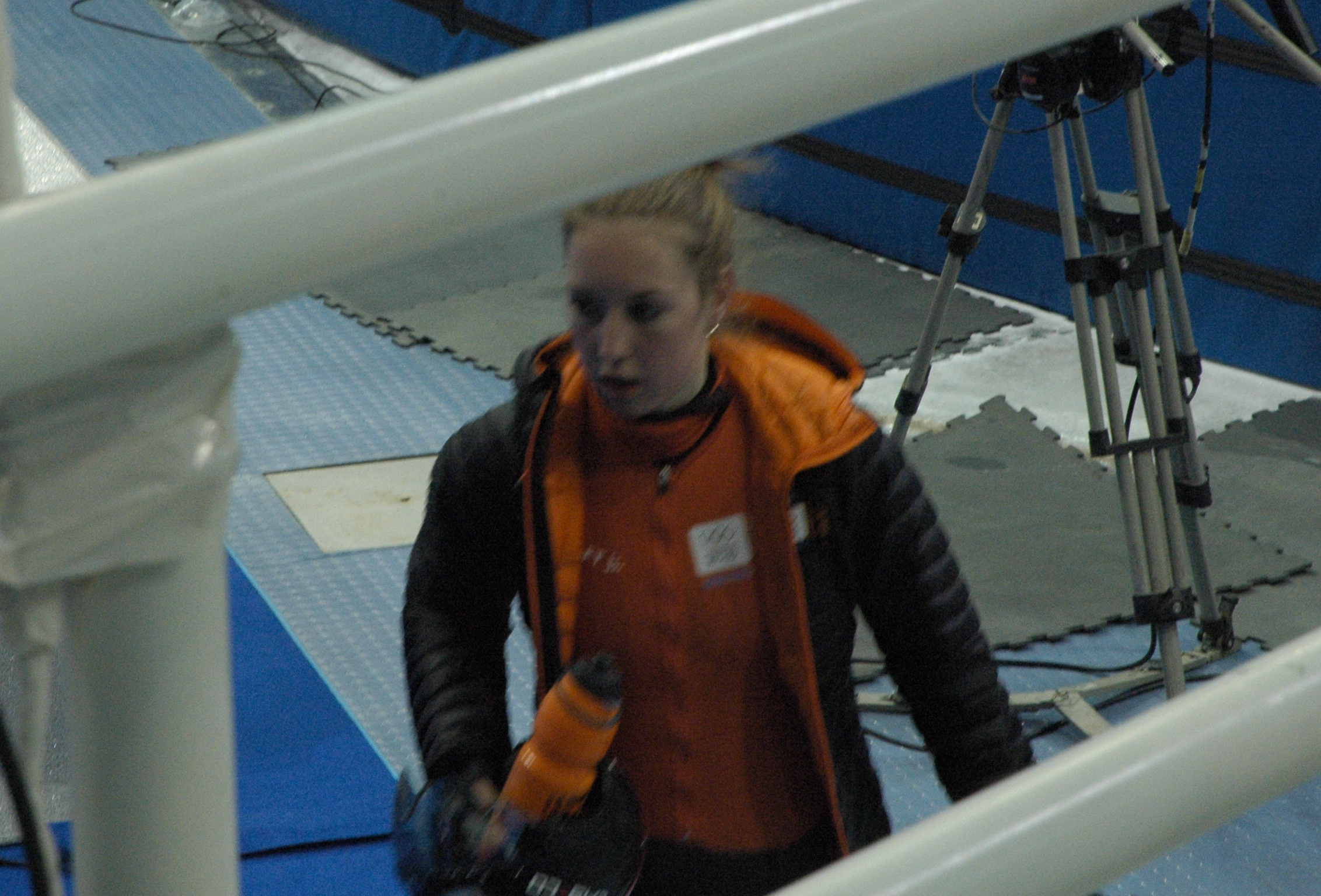
Лара Ван Рейвен

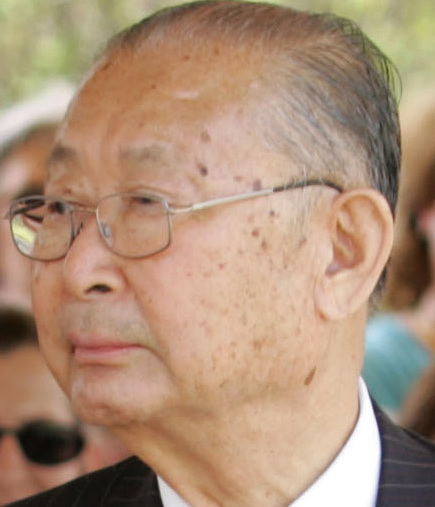
Пэк Сонёп

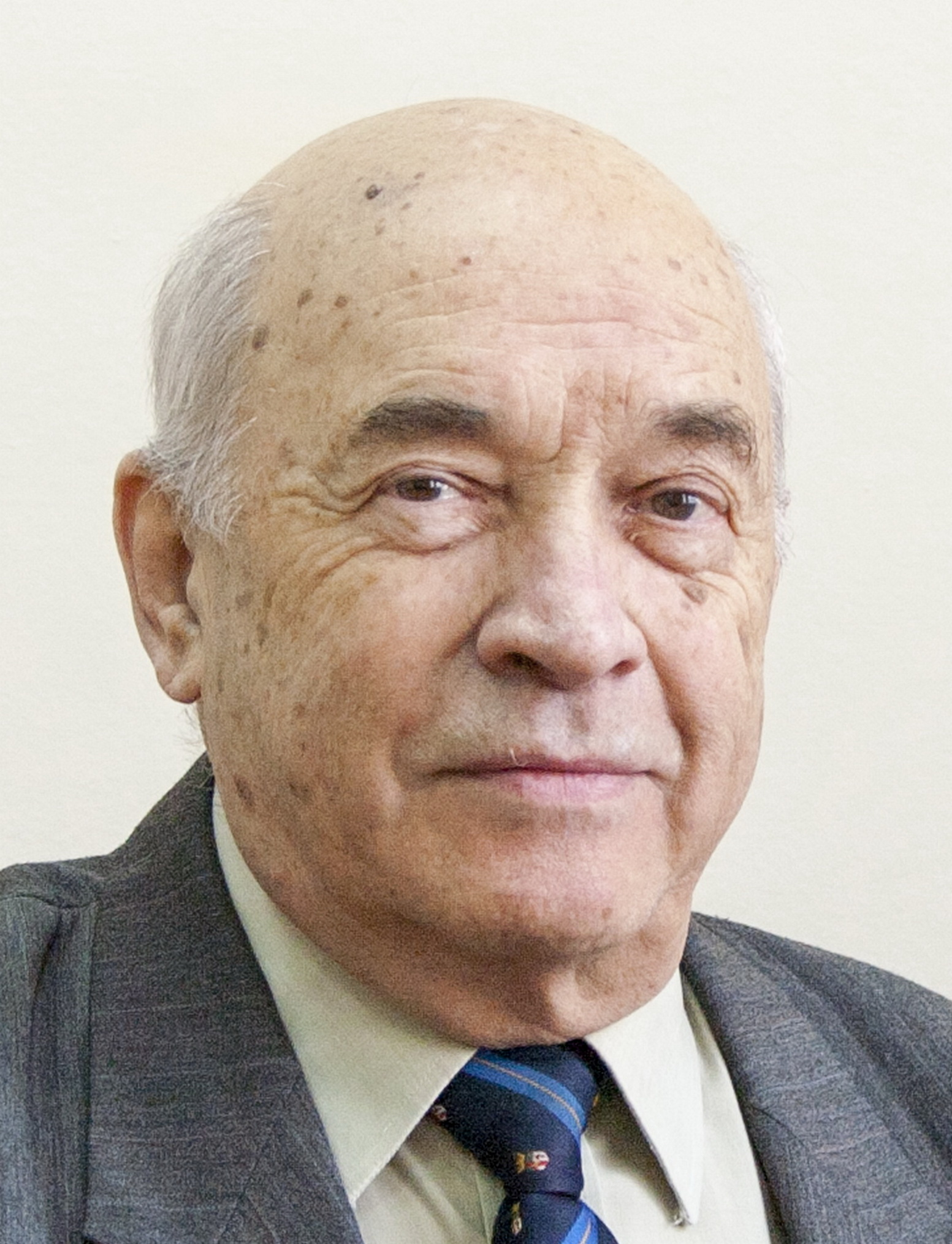
Владислав Смирнов

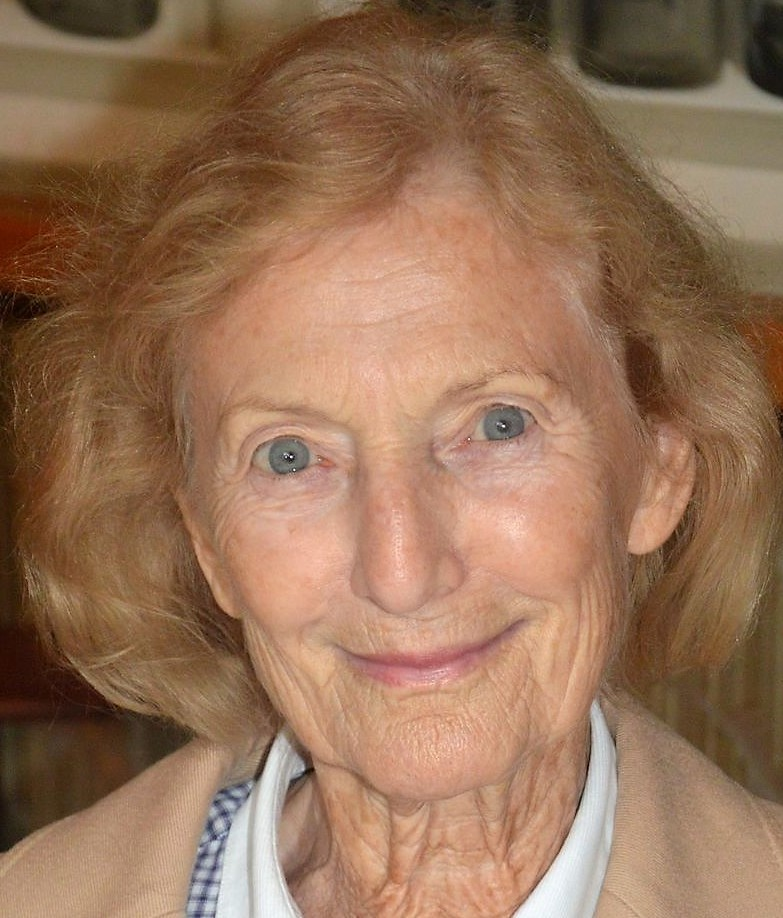
Ольга Ташш

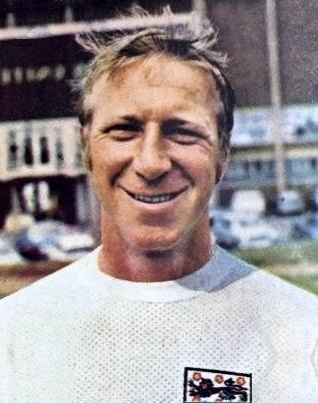
Джек Чарльтон

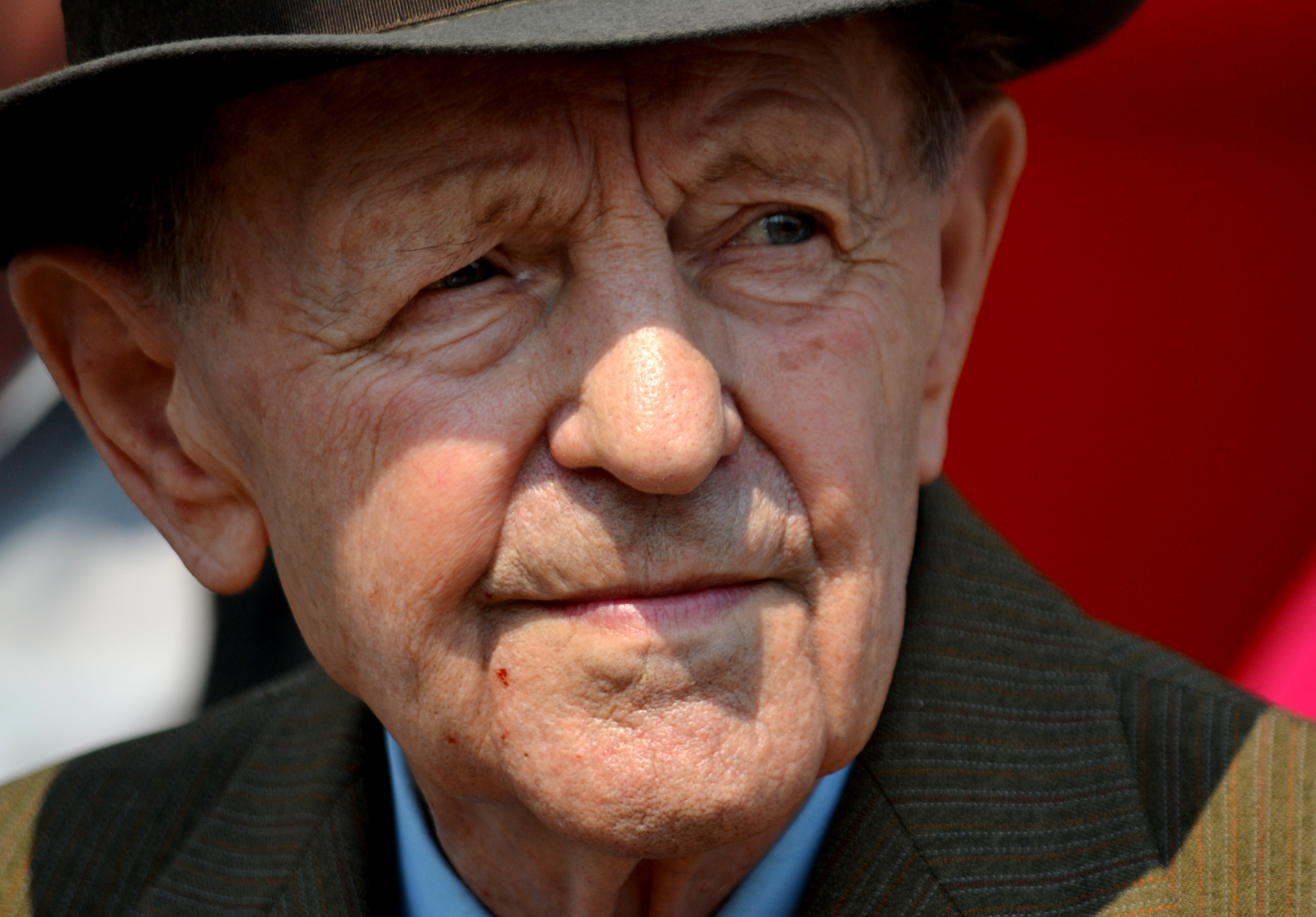
Милош Якош

- Актон, Бен (92) — австралийский хоккеист.
- Ван Рёйвен, Лара (27) — нидерландская шорт-трекистка, бронзовый призёр зимних Олимпийских игр в Пхёнчхане (2018), чемпион мира 2019[417].
- Гейл, Эдди (78) — американский джазовый трубач[418].
- Джапаридзе, Отар Михайлович (98) — советский и грузинский археолог, академик НАН Грузии (1993)[419].
- Исаев, Олег Николаевич (52) — казахстанский врач анестезиолог-реаниматолог, Герой Труда Казахстана (2020)[420].
- Козбагаров, Калихан Есбосынович (59) — казахстанский врач-инфекционист, Герой Труда Казахстана (2020)[421].
- Матьяш, Сватоплук (90) — чехословацкий и чешский актёр[422].
- Мертенс, Петер (88) — немецкий актёр[423].
- Пэк Сонёп (99) — южнокорейский военачальник и дипломат, генерал армии[424].
- Рихтер, Михаэль (82) — немецкий математик[425].
- Румянцев, Юрий Михайлович (64) — советский хоккеист, советский и российский хоккейный тренер, наставник юниорской сборной России 1997 г. р., заслуженный тренер России[426].
- Сапаров, Абдулла Сапарович (71) — советский и казахстанский почвовед-агрохимик, почётный член НАН Республики Казахстан, академик Академии сельскохозяйственных наук Республики Казахстан (2009). Генеральный директор Казахского научно-исследовательского института почвоведения и агрохимии им. У. У. Успанова (КазНИИПиА)[427].
- Сиркис, Алфреду (69) — бразильский политический деятель, писатель и журналист, член Палаты депутатов (2011—2014); ДТП[428].
- Смирнов, Владислав Павлович (90) — советский и российский историк, доктор исторических наук (1972), заслуженный профессор МГУ (2012)[429].
- Ташш, Ольга (91) — венгерская гимнастка, чемпионка летних Олимпийских игр в Мельбурне (1956)[430].
- Чакрабарти, Ананда Мохан (82) — американский микробиолог[431].
- Чарльтон, Джек (85) — английский футболист, игрок клуба «Лидс Юнайтед» (1952—1973) и национальной сборной (1965—1970), чемпион мира (1966)[432].
- Якеш, Милош (97) — чехословацкий партийный и государственный деятель, генеральный секретарь ЦК Компартии Чехословакии (1987—1989)[433].

## 9 июля

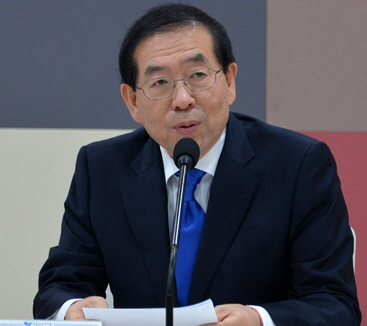
Пак Вон Сун

- Абенов, Калдыбай Сеитбатталович (69) — казахстанский кинорежиссёр[434].
- Алеццо, Агустин (84) — аргентинский театральный режиссёр[435].
- Аминов, Собиржон Нигматович (82) — советский и узбекский химик, заслуженный деятель науки Узбекистана[436].
- Гарро, Жан-Франсуа (74) — французский актёр[437].
- Десне, Ролан (89) — французский философ, писатель и историк[438].
- Дуйсекеев, Кенес (74) — советский и казахстанский композитор и дирижёр, заслуженный деятель Казахстана (1994)[439].
- Ергожин, Едил Ергожаевич (78) — советский и казахстанский химик, академик АН Казахской ССР/НАН Казахстана (1989)[440].
- Крыстев, Антонио (58) — болгарский тяжелоатлет, двукратный чемпион мира: в Сёдертелье (1985) и в Софии (1986), неоднократный призёр мировых первенств; ДТП[441].
- Кулаков, Юрий Львович (60) — российский режиссёр, художник-мультипликатор, сценарист[442].
- Лансас, Ирма (86) — сальвадорская писательница[443].
- Пак Вон Сун (64) — южнокорейский государственный деятель, мэр Сеула (с 2011 года)[444].
- Плуценник, Хенрик (87) — польский художник[445].
- Рахим, Хафиз (36) — сингапурский футболист, игрок национальной сборной (2011—2014); ДТП[446].
- Тун Бинган (92) — китайский физик, действительный член Китайской академии наук (1997)[447].
- Туччи, Габриэлла (90) — итальянская оперная певица (сопрано)[448].
- Хатун, Сахара (77) — бангладешский государственный деятель, министр внутренних дел (2009—2012), министр почт и телекоммуникаций (2012—2013)[449].
- Хачатурян, Нина Александровна (88) — советский и российский историк-медиевист, доктор исторических наук (1987), профессор кафедры истории средних веков истфака МГУ[450].
- Шевченко, Николай Петрович (85) — советский и российский государственный деятель, председатель Белгородского облисполкома (1987—1990), глава администрации Старого Оскола (1996—2007).

## 8 июля

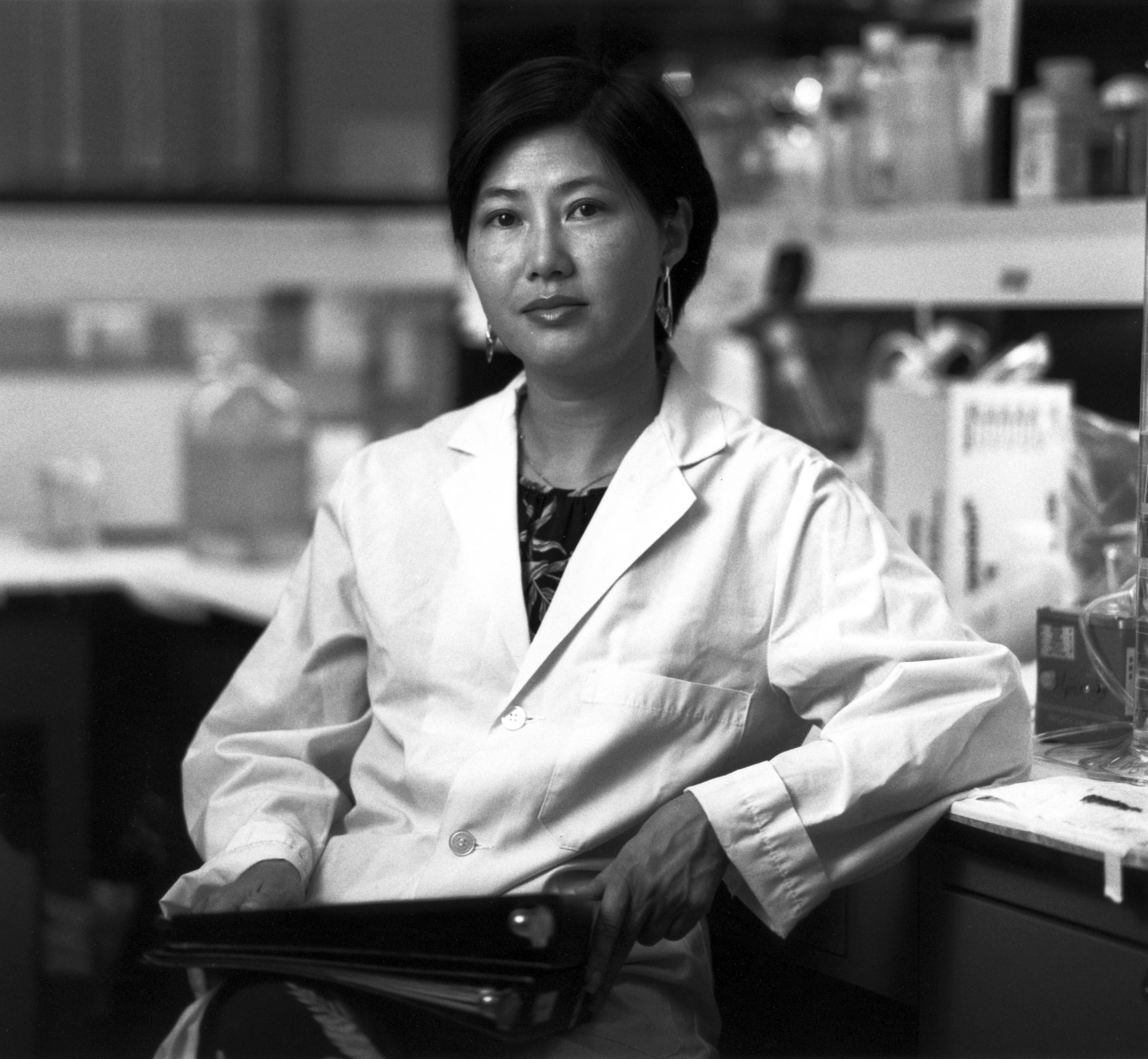
Флосси Вонг-Стаал

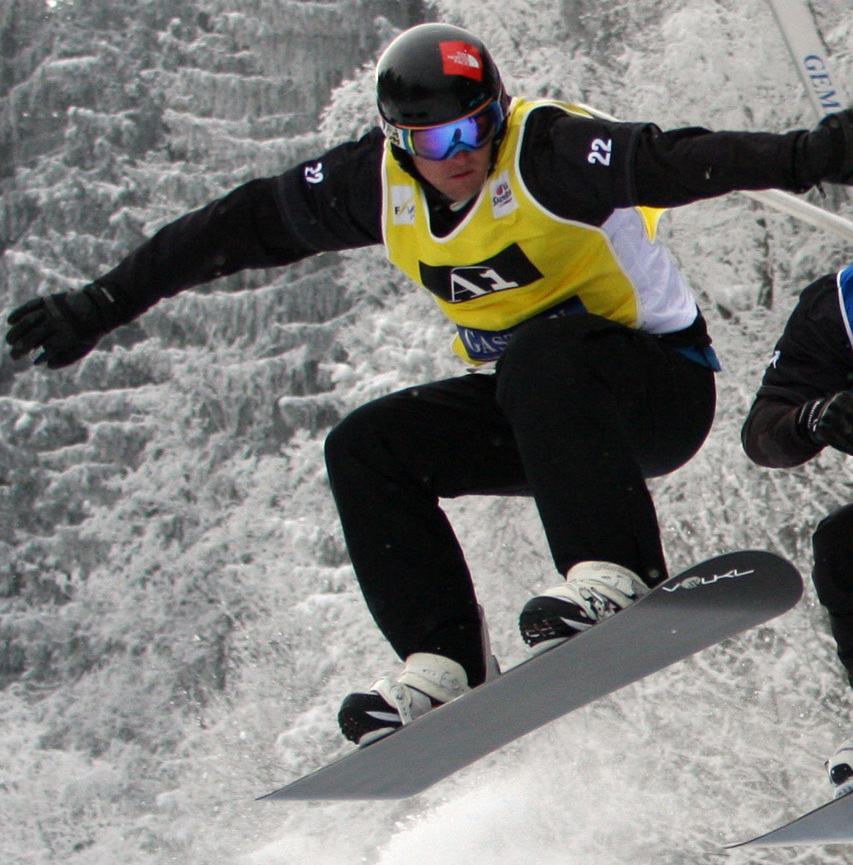
Алекс Пуллин

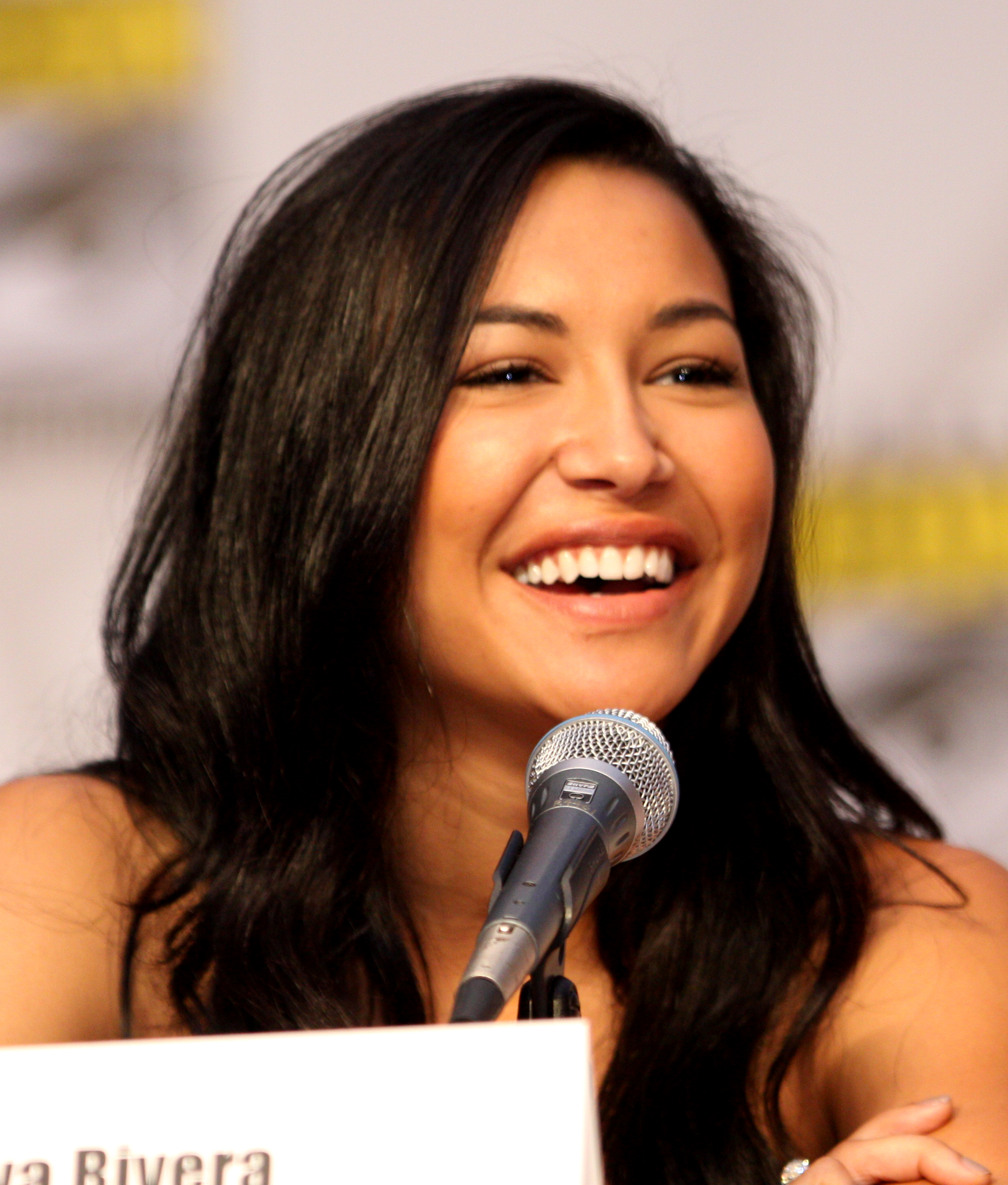
Ная Ривера

- Абрамян, Владимир Смбатович (78) — советский и армянский художник, заслуженный художник Армении (2013)[451].
- Аллинджер, Норман (92) — американский химик, лидер в области молекулярной механики[452].
- Альварадо, Даниэль (70) — венесуэльский актёр и певец: несчастный случай[453].
- Вонг-Стаал, Флосси (72) — американский вирусолог[454].
- Гора, Виктор Иосифович (84) — российский музыкальный деятель, аранжировщик, заслуженный работник культуры Российской Федерации (1994)[455].
- Джагдип (81) — индийский киноактёр[456].
- Какаев, Ягшигельды Ильясович (61) — туркменский государственный деятель, заместитель Председателя Кабинета министров Туркменистана (2010, 2012—2013, 2015—2017)[457].
- Кру, Ламбер (93) — бельгийский политический деятель, депутат Европейского парламента (1979—1989)[458].
- Кулибали, Амаду Гон (61) — ивуарийский государственный деятель, премьер-министр Кот-д’Ивуара (с 2017 года)[459].
- Лобенко, Анатолий Александрович (82) — украинский ортопед-травматолог, академик НАМНУ (1993) (о смерти объявлено в этот день)[460].
- Миксон, Уэйн (98) — американский государственный деятель, губернатор Флориды (1987)[461].
- Притчард, Росс (95) — американский университетский администратор, канцлер Денверского университета (1978—1984)[462].
- Пуллин, Алекс (32) — австралийский сноубордист, двукратный чемпион мира (2011, 2013)[463].
- Ривера, Ная (33) — американская актриса, певица, фотомодель, телеведущая, писательница и активистка ЛГБТ-движения; утопление.
- Сальков, Владимир Максимович (83) — советский и российский футбольный тренер и функционер, главный тренер олимпийской сборной СССР (1982—1983)[464].
- Станукинас, Людмила Игоревна (89) — советский и российский режиссёр-теледокументалист, заслуженный деятель искусств РСФСР (1989)[465].
- Тлемчани, Абдельмаджид (54) — тунисский футболист, игрок национальной сборной[466].
- Удалов, Роберт Михайлович (89) — российский писатель, поэт и публицист[467].
- Уотсон, Брэд (64) — американский писатель[468].
- Чеишвили, Говен (80) — грузинский актёр[469].
- Чистякова, Татьяна Александровна (81) — советская и российская художница-керамист, заслуженный художник Российской Федерации (2007)[470].
- Эфуман Нчама, Сантьяго Нсобейя (70) — государственный деятель Экваториальной Гвинеи, министр иностранных дел (1999—2003)[471].
- Юреша, Желько (83) — хорватский артист балета и хореограф[472].
- Ягге, Финн Кристиан (54) — норвежский горнолыжник, чемпион зимних Олимпийских игр в Альбервиле (1992)[473].

## 7 июля

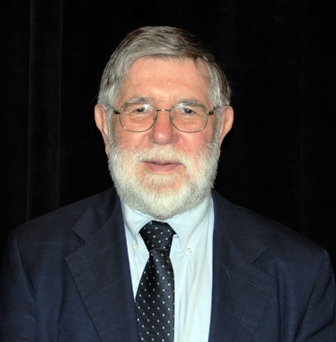
Хуан Розаи

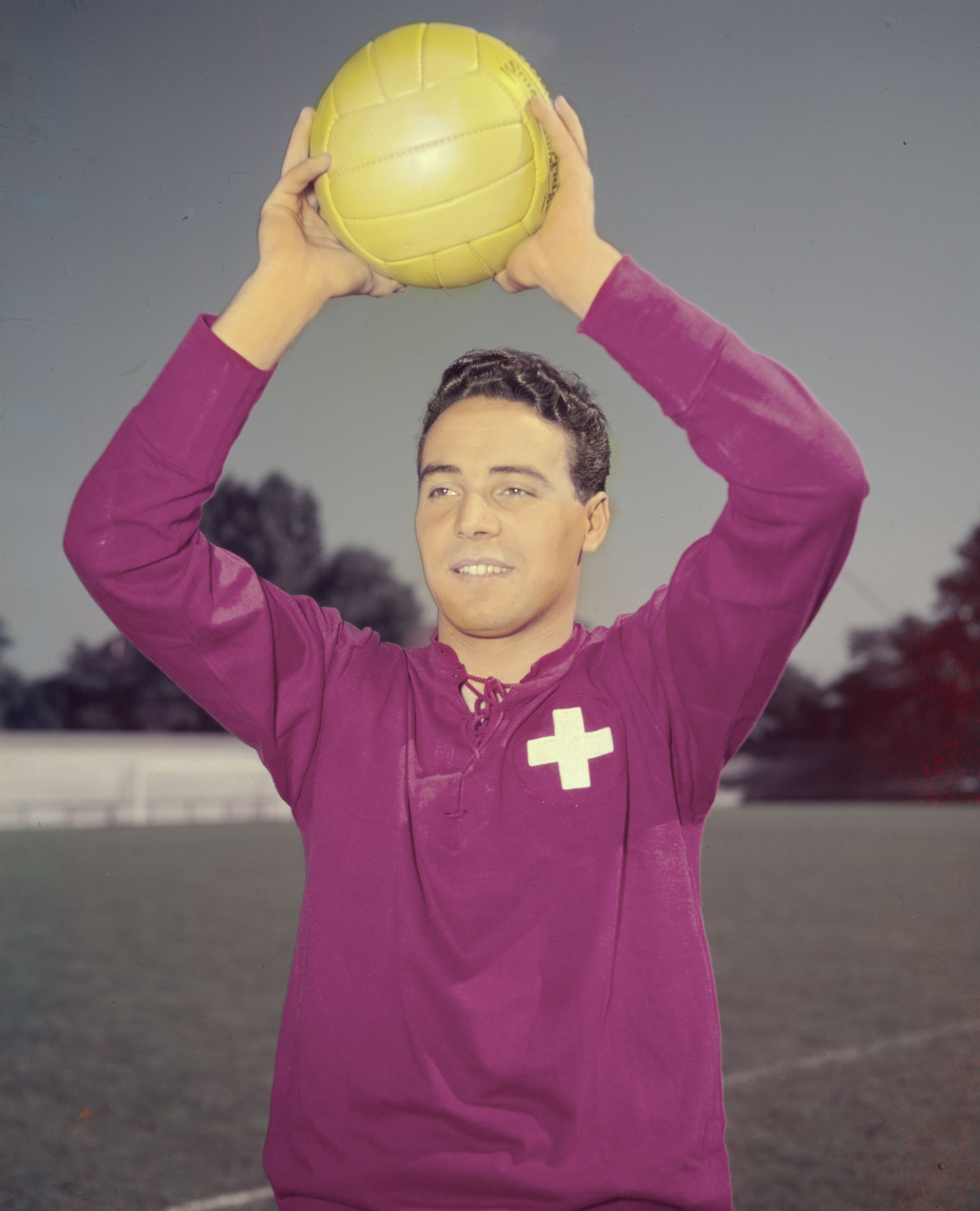
Роже Фонлантен

- Айланч, Жале (72) — турецкая актриса[474].
- Бойд, Джордж (68) — канадский драматург[475].
- Бондаренко, Виктор Анатольевич (84) — советский и российский учёный в области механики, ректор (1989—2006) и президент (2006—2007) Оренбургского государственного университета[476].
- Ван Цзяфань (81) — китайский историк[477].
- Гоняный, Михаил Иванович (67) — советский и российский историк и археолог, заведующий отделом комплексных историко-археологических исследований Государственного исторического музея (1994—2020), начальник Верхне-Донской археологической экспедиции ГИМ[478].
- Дайырбек, Дархан (51) — казахстанский актёр театра и кино[479].
- Елизаров, Николай Михайлович (83) — советский и российский дипломат, Чрезвычайный и Полномочный Посол России в Венесуэле и (по совместительству) в Доминиканской республике (1992—1997), в Коста-Рике и (по совместительству) в Гватемале (1999—2004)[480].
- Коронель, Даннес (47) — эквадорский футболист, игрок национальной сборной (1992—2000)[481].
- Крчиль, Генри (87) — немецкий композитор и пианист[482].
- Мазихов, Борис Бесланович (80) — советский и российский кабардинский писатель, заслуженный работник культуры Российской Федерации[483].
- Осипов, Геннадий Семёнович (71) — советский и российский специалист в области создания искусственного интеллекта, доктор физико-математических наук[484].
- Розаи, Хуан (79) — американский патологоанатом, сооткрыватель болезни Розаи — Дорфмана[англ.][485].
- Теннекес, Хенк (69) — нидерландский токсиколог, доказавший токсичность клотианидина, тиаметоксама и имидаклоприда[486].
- Фонлантен, Роже (89) — швейцарский футболист (о смерти объявлено в этот день)[487].
- Халид ибн Сауд Аль Сауд (95) — саудовский принц, сын короля Сауда, командующий Национальной Гвардией Саудовской Аравии (1957—1959)[488]
- Харрауэр, Элизабет (92) — австралийская писательница[489].

## 6 июля

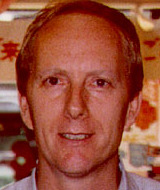
Рональд Грэм

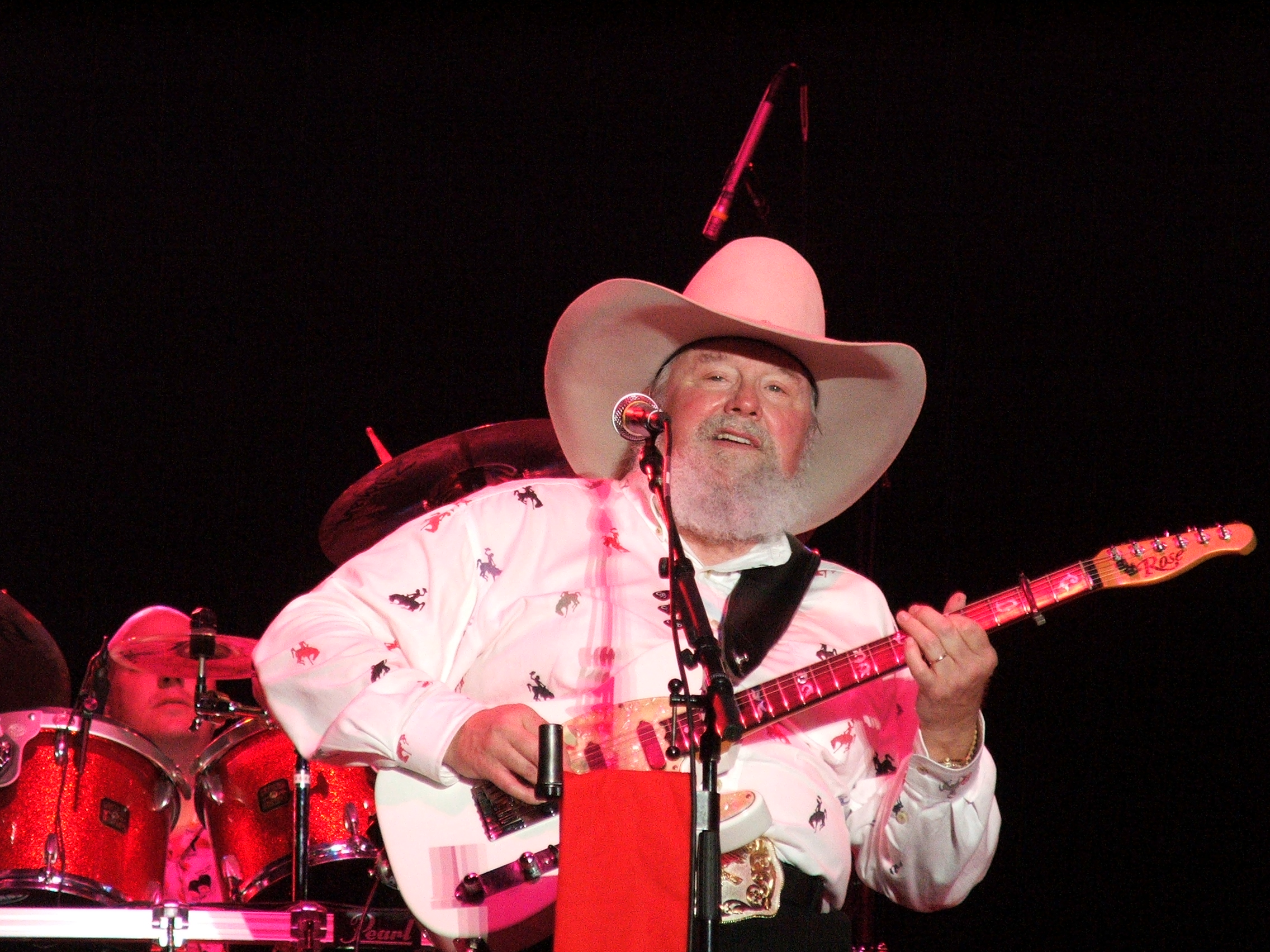
Чарли Дэниелс

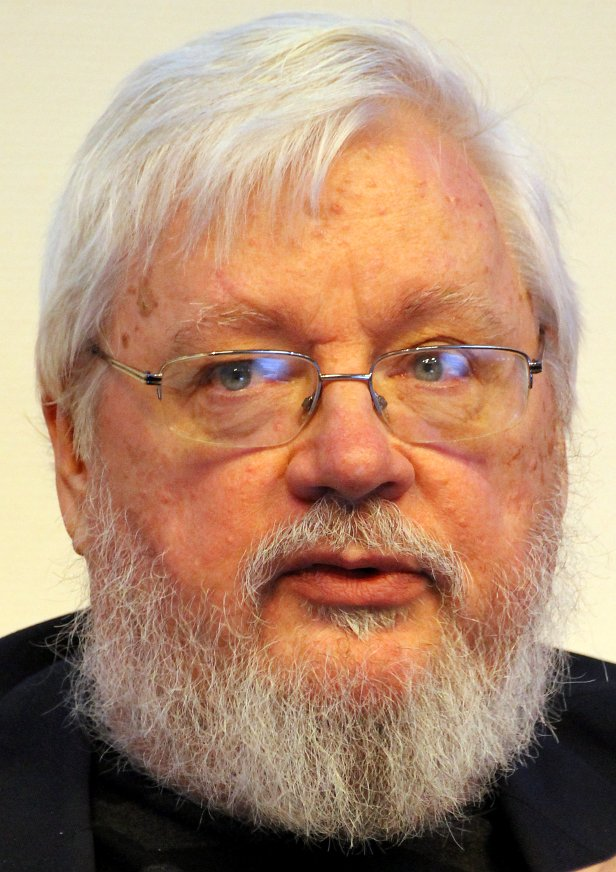
Юрис Кронбергс

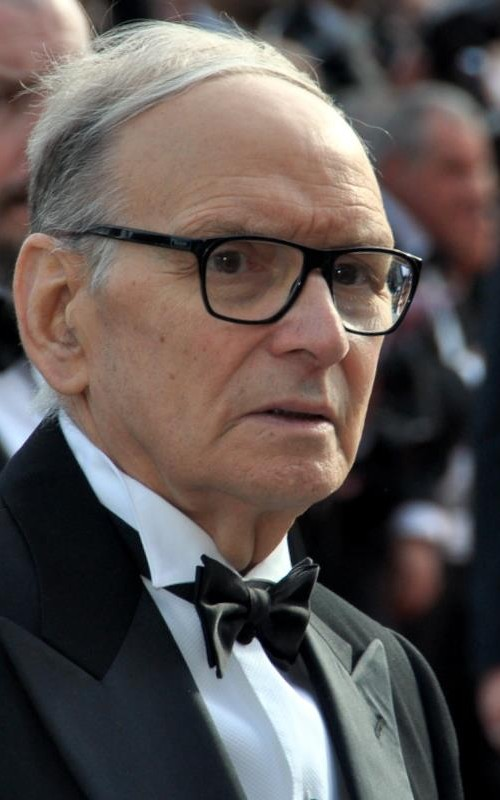
Эннио Морриконе

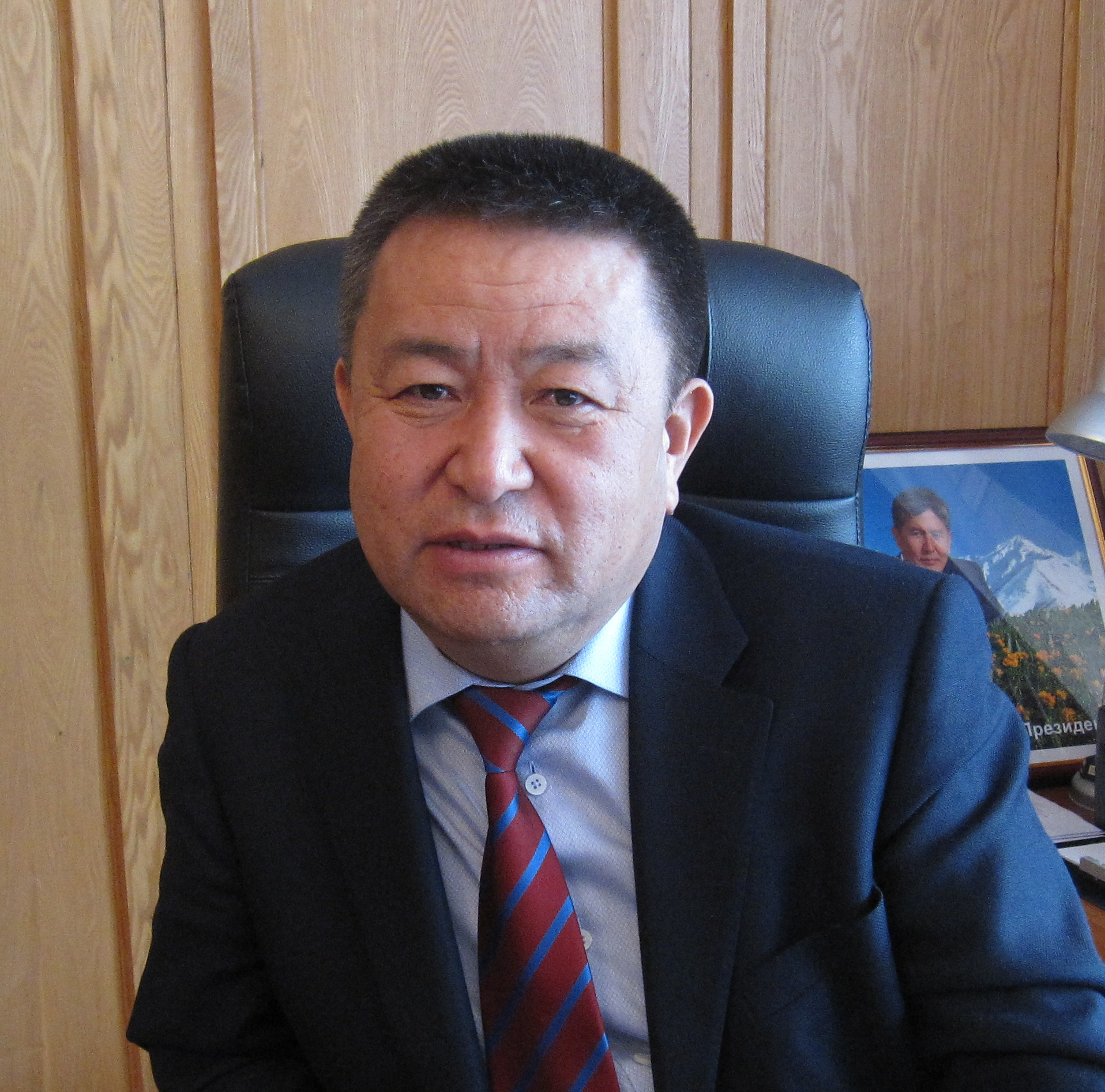
Чыныбай Турсунбеков

- Абдулкадир, Инува (54) — нигерийский государственный деятель, министр по делам молодёжи (2012—2013)[490].
- Аль-Хишами, Хишам — иракский историк; убит[491].
- Асар, Мухаммад (74) — египетский политический и военный деятель, министр по вопросам военно-промышленного комплекса Египта, генерал-поручик[492].
- Блефари, Росарио (54) — аргентинская актриса и певица[493][494].
- Волчок, Юрий Павлович (77) — советский и российский архитектуровед, профессор кафедры советской и современной зарубежной архитектуры МАрхИ[495].
- Грэм, Рональд (84) — американский математик, член Американского математического общества[496].
- Дармастук, Александр Григорьевич (74) — российский хормейстер, художественный руководитель Уральского народного хора (1991—2006), заслуженный деятель искусств Российской Федерации (1999)[497].
- Дэниелс, Чарли (83) — американский кантри-музыкант, певец[498].
- Егорова, Ирина Михайловна (90) — советский передовик сельского хозяйства, Герой Социалистического Труда (1981)[499].
- Заграевский, Сергей Вольфгангович (55) — российский художник, действительный член Российской академии художеств (2013)[500].
- Замбле, Дебора (48—49) — канадский биохимик[501].
- Захариас, Эрнст (96) — немецкий музыкант и инженер, изобретатель музыкальных инструментов[502] Архивная копия от 29 июля 2020 на Wayback Machine  (недоступная ссылка)</ref>.
- Казакбаев, Жалгап Ийманбекович (70) — киргизский государственный деятель, депутат Жогорку Кенеша Кыргызстана[503].
- Козлов, Владимир Сергеевич (64) — российский оториноларинголог, доктор медицинских наук (1997), профессор[504].
- Контрерас, Карме (87) — испанская актриса[505].
- Кронбергс, Юрис (73) — латышско-шведский поэт и переводчик[506].
- Летурно, Мэри Кей (58) — американская преступница и школьная учительница[507].
- Малькевич, Владислав Леонидович (84) — советский и российский экономист, доктор экономических наук, президент ТПП СССР (1988—1991)[508].
- Морриконе, Эннио (91) — итальянский композитор, аранжировщик и дирижёр[509].
- Мырда, Здзислав (69) — польский баскетболист, участник летних Олимпийских игр в Москве (1980)[510].
- Паусеванг, Фрея (87) — немецкий социальный педагог и писательница[511].
- Пец-Слесицкая, Барбара (83) — польский продюсер[512].
- Поркаро, Джо (90) — американский джазовый барабанщик[513].
- Служанич, Милан (83) — словацкий спортивный функционер, президент Словацкого футбольного союза (1988—1999)[514].
- Соса, Освальдо (75) — аргентинский футболист («Архентинос Хуниорс») и тренер[515].
- Стебницкая, Марта (95) — польская актриса[516].
- Стойкович, Зоран (73) — сербский политический деятель, министр юстиции Сербии (2004—2007)[517].
- Турсунбеков, Чыныбай Акунович (59) — киргизский государственный деятель, председатель Жогорку Кенеша Кыргызской Республики (2016—2017)[518].
- Фибер, Павел (78) — немецкий и австрийский актёр и певец[519].
- Хартман, Эрих (100) — немецкий контрабасист и композитор[520].

## 5 июля

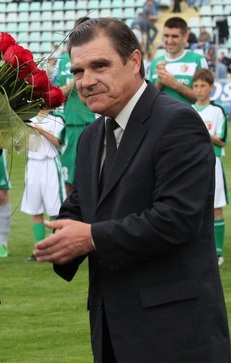
Владимир Трошкин

- Андреев, Эдуард Фёдорович (82) — советский архитектор, главный архитектор Петрозаводска (1970—1990), заслуженный архитектор РСФСР (1980)[521].
- Антонакаки, Сюзанна (85) — греческий архитектор[522].
- Барлоу, Орас (98) — английский нейробиолог, член Лондонского королевского общества (1969)[523].
- Бассоли, Фьоренца (71) — итальянский политический деятель, сенатор (2005—2013)[524].
- Бивар, Антонио (81) — бразильский писатель и драматург[525].
- Буланов, Бекжан Серикбосынович (45) — казахстанский кардиохирург[526].
- Власов, Валентин Степанович (73) — советский и российский партийный, государственный деятель и дипломат, Чрезвычайный и Полномочный Посол России на Мальте (2002—2006) и в Кыргызстане (2006—2012)[527].
- Гилуа, Беттина (58) — американская сценаристка[528][529].
- Гусейнов, Тофик (71) — азербайджанский актёр, артист Азербайджанского драматического театра, заслуженный артист Азербайджана[530].
- Дуррани, Аятулла (64) — пакистанский государственный деятель, министр промышленности и производства (2008—2011)[531].
- Итон, Кливленд (80) — американский джазовый контрабасист[532].
- Кордеро, Ник (41) — канадский киноактёр[533].
- Мукашев, Мурат (51) — казахстанский киноактёр и каскадёр[534].
- Омаров, Диас Ильясович (79) — советский и казахстанский футболист и спортивный журналист; игрок алма-атинского «Кайрата» (1959—1964)[535].
- Пакса, Маргарита (88) — аргентинская художница[536].
- Палласьо, Обер (82) — канадский актёр[537][538].
- Романовский, Георгий Фёдорович (80) — советский и украинский учёный в области кораблестроения, доктор технических наук (1986), профессор (1988), ректор НУК им. адмирала Макарова (1993—2008)[539].
- Тропа, Альфредо (81) — португальский кинорежиссёр[540].
- Трошкин, Владимир Николаевич (72) — советский футболист, четырёхкратный чемпион СССР в составе клуба «Динамо» (Киев), серебряный призёр чемпионата Европы в Бельгии (1972), заслуженный мастер спорта СССР (1975)[541].
- Хольдорф, Вилли (80) — немецкий легкоатлет, чемпион летних Олимпийских игр в Токио (1964) в десятиборье[542].
- Цвек, Елена Васильевна (88) — советский и украинский археолог[543].

## 4 июля

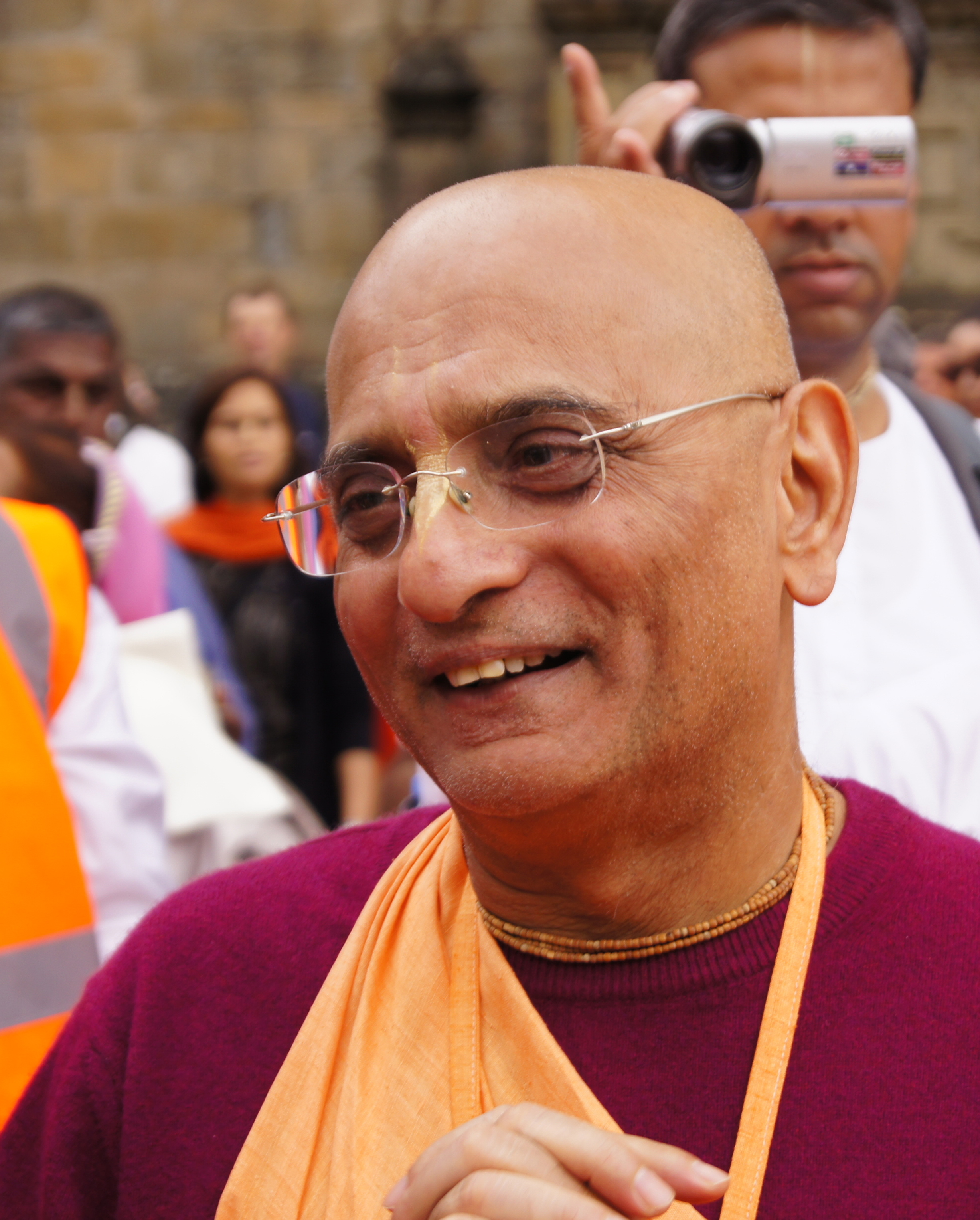
Свами Бхатичару

- Бхактичару Свами (74) — индуистский кришнаитский религиозный деятель[544].
- Вайс, Ладислаус (74) — немецкий художник[545] Архивная копия от 14 июля 2020 на Wayback Machine.
- Влис, Арье ван дер (79) — нидерландский военный деятель, начальник обороны (1992—1994)
- Габбасов, Радек Фатыхович (85) — советский и российский учёный в области строительной механики, доктор технических наук (1989), профессор кафедры строительной и теоретической механики МГСУ (1991)[546].
- Грассник, Мартин (103) — немецкий архитектор и историк архитектуры[547].
- Гэлион, Ронни и Донни (68) — самые долгоживущие в истории сиамские близнецы[548].
- Кемп, Брэндис (76) — американская актриса[549][550].
- Попп, Хроно (88) — австрийский певец, гитарист, композитор и музыкальный продюсер[551].
- Райчинец, Василий Фёдорович (67) — украинский религиозный деятель, старший епископ Украинской евангельской церкви, председатель Всеукраинского совета церквей[552].
- Роша, Марта (87) — бразильская модель, первая победительница конкурса Мисс Бразилия (1954)[553].
- Сейфединов, Сейфедин — советский и российский дагестанский художник[554].
- Сенинью (71) — португальский футболист, игрок «Порту» и национальной сборной (1976—1978)[555].
- Сильви, Сильвано (83) — итальянский рок-певец, участник группы «Льи Ферранти»[556].
- Твала, Мэри (80) — южноафриканская актриса[557].
- Укуев, Бейшенбек Такырбашович (68) — киргизский учёный в области информационных технологий, доктор технических наук (2015), профессор (2019)[558].
- Хоф, Норберт (76) — австрийский футболист («Винер Шпорт-Клуб», «Гамбург», «Рапид» (Вена), национальная сборная)[559].
- Штоц, Петер (78) — швейцарский латинский филолог[560].
- Якович, Флориан (97) — австрийский художник[561].

## 3 июля

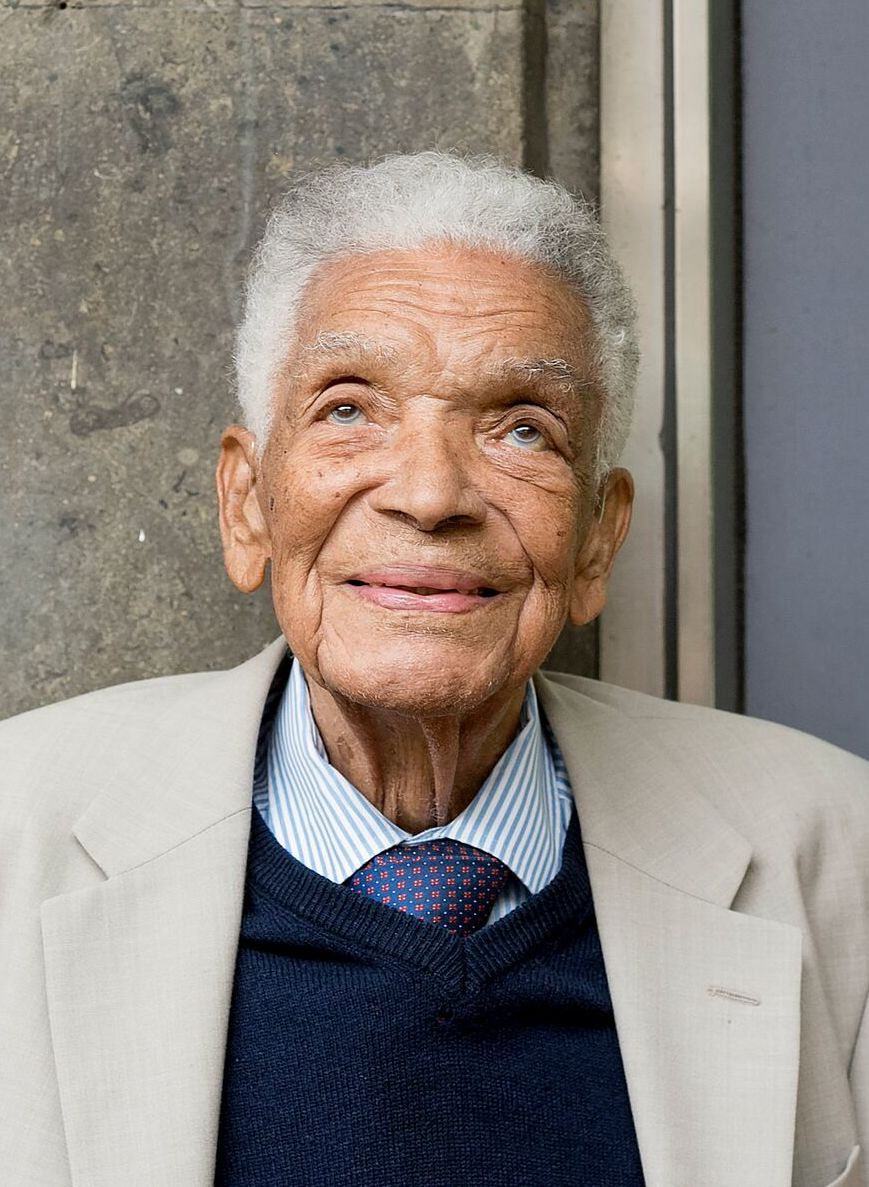
Эрл Кэмерон

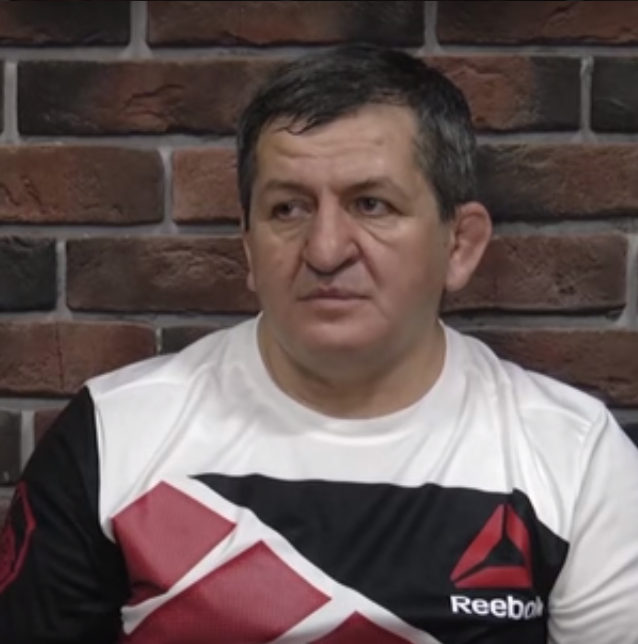
Абдулманал Нурмагомедов

- Бускаронс, Сесилия (88) — уругвайская писательница и историк[562].
- Виллар, Леонарду (96) — бразильский актёр[563].
- Войскунский, Евгений Львович (98) — советский и российский писатель-фантаст[564].
- Гречнев, Вячеслав Яковлевич (90) — советский и российский литературовед, доктор филологических наук, профессор кафедры литературы СПбГИКа[565].
- Иванов, Александр Кузьмич (73) — советский и украинский писатель, композитор и публицист, заслуженный работник культуры Украины (1996)[566].
- Квази, Фарук (71) — бангладешский журналист, пионер бангладешской политической и правовой журналистики[567].
- Кенесов, Жалгас Кенесович (61) — казахстанский композитор[568].
- Клермон-Тоннер, Эрмин де (54) — французская герцогиня, член дома Клермон-Тоннеры, актриса и писательница[569].
- Крайнер, Лоре (89) — австрийская шансон-певица и композитор[570].
- Кэмерон, Эрл (102) — английский актёр[571].
- Маньини, Ардико (91) — итальянский футболист, чемпион Италии в составе «Фиорентины» (1955/56), игрок национальной сборной[572].
- Марчук, Алексей Николаевич (85) — советский и российский инженер, доктор технических наук, сотрудник ИФЗ РАН[573] Архивная копия от 7 августа 2020 на Wayback Machine.
- Мерсье-Итье, Клод (88—89) — французский изготовитель клавесинов[574].
- Мояно, Аурелио (81) — аргентинский футболист («Нанси», «Канн»)[575].
- Муусс, Рольф (95) — американский психолог[576].
- Ндиайе, Мамаду Бамба (71) — сенегальский государственный деятель, министр по делам религий (2000—2012)[577].
- Нурмагомедов, Абдулманап Магомедович (57) — российский тренер по вольной борьбе и самбо, заслуженный тренер России[578].
- Петров, Александр Алексеевич (98) — советский и российский актёр, артист ЦАТРА (с 1952 года), народный артист РСФСР (1980)[579].
- Питер, Джон (81) — британский театральный критик[580].
- Сыздыкова, Рабига Галиевна (95) — советский и казахский тюрколог, действительный член НАН Казахстана (2003)[581].
- Таубе, Эрика (86) — немецкий этнолог и фольклорист[582].
- Хак, Вахидул (87) — бангладешский государственный деятель, министр финансов (1988, 1988—1990)[583].
- Хан, Сародж (71) — индийский хореограф, постановщик танцев в кинофильмах[584].
- Шпигельберг, Мартин (65) — немецкий детективный писатель и джазовый музыкант[585].

## 2 июля

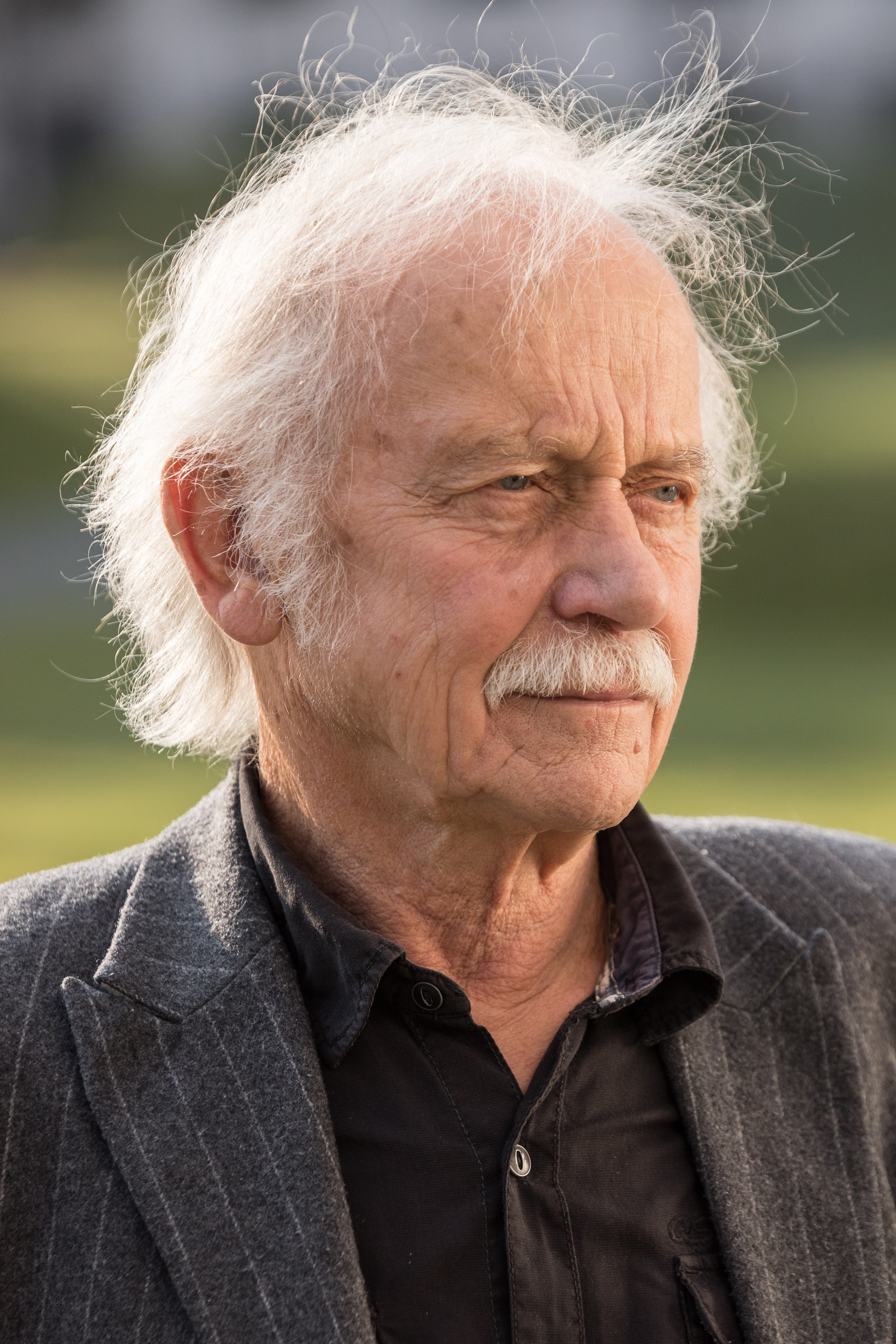
Тило Прюкнер

- Блинова, Ольга Иосифовна (89) — советский и российский языковед, доктор филологических наук (1975), профессор кафедры русского языка ТГУ, заслуженный деятель науки Российской Федерации (1995)[586].
- Гаррисон, Кристиан (76) — американский писатель[587].
- Григориаду, Афродити (88) — греческая актриса[588].
- Гушчава, Душан (79) — чехословацкий и словацкий джазовый саксофонист[589].
- Даннхаймер, Герман (90) — немецкий археолог[590].
- Дунаев, Дмитрий Александрович (43) — российский дзюдоист[591].
- Звет, Виллем ван (86) — нидерландский математик, член Королевской академии наук и искусств Нидерландов (1979)[592].
- Золотова, Галина Александровна (95) — советский и российский языковед, доктор филологических наук, профессор кафедры русского языка филфака МГУ, заслуженный деятель науки Российской Федерации[593].
- Капустин, Николай Гиршевич (82) — советский и российский композитор и джазовый пианист[594].
- Коталик, Йиржи Томаш (69) — чешский искусствовед, ректор AVU (1997—2003, 2010—2014)[595].
- Кувата, Дзиро (85) — японский мангака, создатель Ейтмэна из манги 8 Man[596].
- Левитин, Владимир Ефимович (85) — советский и российский футбольный арбитр и спортивный публицист[597].
- Мэсси, Билл (83) — новозеландский игрок в софтбол, бронзовый призёр чемпионата мира (1966)[598].
- Немировский, Евгений Львович (95) — советский и российский книговед, доктор исторических наук (1972), профессор (1979)[599].
- Прюкнер, Тило (79) — немецкий киноактёр[600].
- Рафферти, Кевин (73) — американский кинорежиссёр[601].
- Сазанков, Светлан Григорьевич (88) — советский деятель органов правопорядка, начальник УВД Гомельского облисполкома (1981—1986), генерал-майор милиции[602].
- Сироткин, Юрий Александрович (83) — советский авиамоделист, трёхкратный чемпион мира (1962, 1962, 1964), заслуженный мастер спорта (1962)[603].
- Уоллин, Майк (69) — британский актёр и сценарист[604].
- Хериа, Анхела (93) — чилийский археолог и политический деятель, мать президента Чили Мишель Бачелет[605].
- Холсти, Оле (86) — американский политолог, доктор философии, профессор, сын Рудольфа Холсти[606]
- Цю Чуанхуань (94) — тайваньский политический деятель, председатель Экзаменационного юаня, вице-премьер и министр внутренних дел[607].
- Швари, Рональд (76) — американский продюсер, лауреат премии «Оскар» за лучший фильм (1981)[608][609].
- Шнайдерс, Абрахам Луис (94) — нидерландский дипломат и писатель[610].
- Юн Сам Юк (83) — южнокорейский кинорежиссёр и киносценарист[611].

## 1 июля

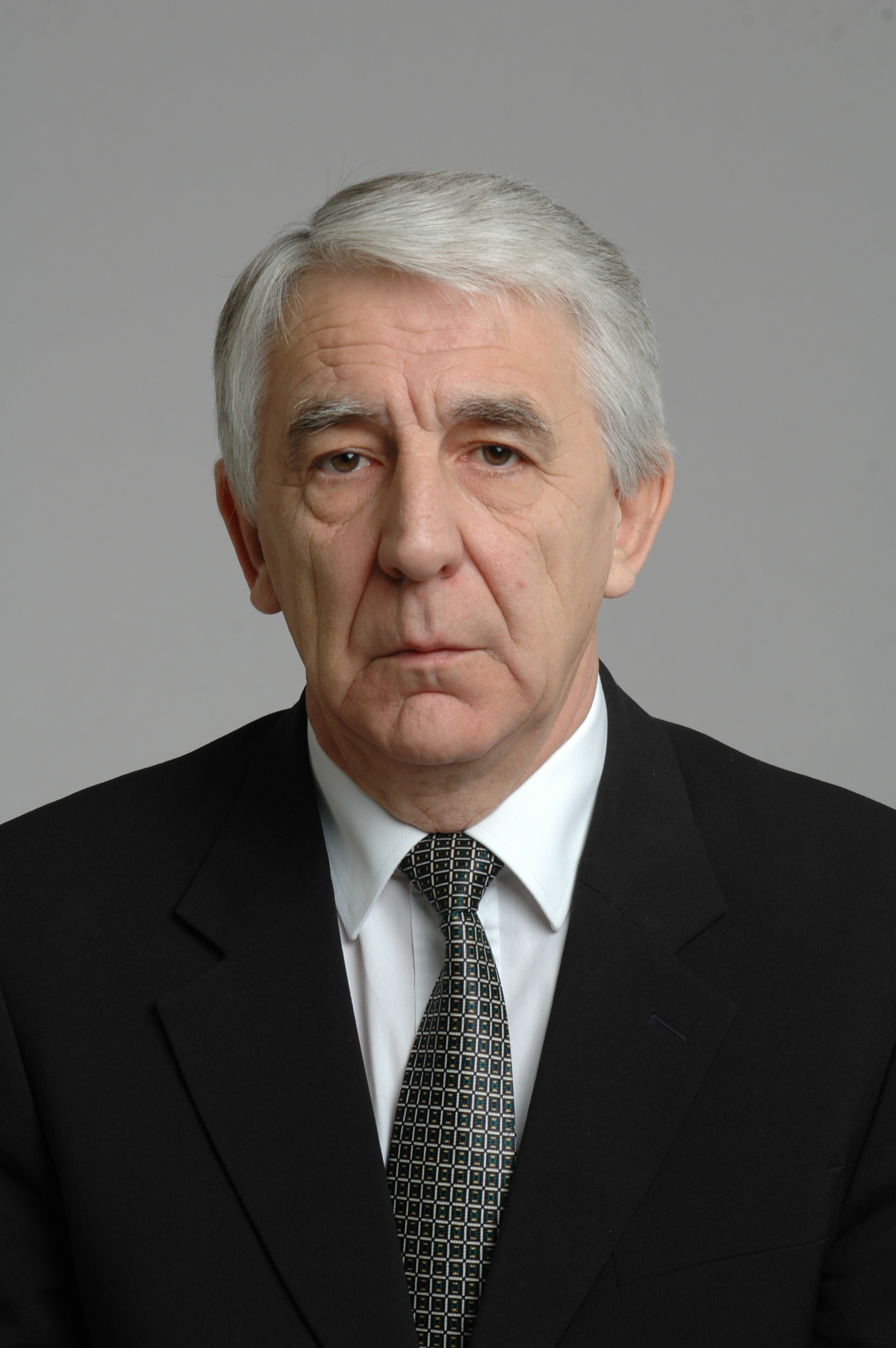
Алексей Видавский

- Алексеев, Станислав Николаевич (50) — российский физик и философ, доктор философии[612].
- Африйе, Квадво Овусу (62—63) — ганский политический и государственный деятель, генеральный секретарь Новой патриотической партии (2010—2014), генеральный директор Комиссии по лесному хозяйству (с 2017 года)[613].
- Веттасингхе, Кала Кеерти Сибил (92) — шри-ланкийская детская писательница[614].
- Видавский, Алексей Антонович (76) — латвийский государственный деятель, председатель Даугавпилсской городской думы (1994—2001)[615].
- Герасименко, Анатолий Петрович (72) — советский и российский философ права, доктор философских наук (1997), профессор кафедры теории и истории государства и права АмГУ[616].
- Гримсруд, Беата (57) — норвежская писательница и драматург[617].
- Даунс, Хью (99) — американский радио и телеведущий, телевизионный продюсер и композитор[618].
- Жураковский, Богуслав (80) — польский поэт, литературный критик и литературовед[619].
- Каул, Маттиас (71) — немецкий композитор[620].
- Козак, Игорь Львович (87) — советский и российский конструктор ракет[621].
- Коллин, Нэнси (101) — британский игрок в боулз, двукратный призёр чемпионата мира (1973)[622].
- Конради, Карл Отто (94) — немецкий литературовед и писатель[623].
- Коти, Альфред (52) — ганский боксёр, чемпион мира в легчайшем весе по версии WBO (1993—1994)[624].
- Крук, Макс (83) — американский музыкант и автор песен[625].
- Магаард, Лоренц (86) — немецкий и американский математик и океанограф[626].
- Мендес, Марио Омар (82) — уругвайский футболист, участник чемпионата мира (1962)[627].
- Михель, Станислав (93) — польский архитектор[628].
- Мумон, Жан-Пьер (72—73) — французский писатель[629].
- Мэтени, Рэй (91) — американский антрополог и археолог[630].
- Макдугалл, Иэн (82) — главнокомандующий военно-морским флотом Австралии (1991—1994)[631].
- Олсторн, Виллем (81) — нидерландский модельер[632].
- Павлинский, Михаил Николаевич (60) — российский специалист в области рентгеновской астрономии и космического приборостроения, доктор физико-математических наук, заместитель директора ИКИ РАН[633].
- Ракутувахини, Эммануэль (81) — малагасийский государственный деятель, премьер-министр Мадагаскара (1995—1996)[634].
- Ратцингер, Георг (96) — немецкий священнослужитель и музыкант, брат Бенедикта XVI[635] Архивная копия от 15 августа 2020 на Wayback Machine  (недоступная ссылка)</ref>.
- Себан, Поль (90) — французский кинорежиссёр и сценарист[636].
- Тан, Билли (69) — гонконгский кинорежиссёр[637].
- Финк, Генрих (85) — немецкий протестантский богослов, политик и преподаватель, ректор Берлинского университета имени Гумбольдта (1990—1991)[638].
- Цао Чжи (92) — китайский политический деятель, заместитель председателя Всекитайского собрания народных представителей (1998—2003)[639].
- Шаленко, Валерий Семёнович (72) — украинский художник[640].
- Шеф, Конрад (82) — немецкий писатель-фантаст[641].